# Samuel Loyd
Samuel Loyd, noto anche come Sam Loyd (Filadelfia, 31 gennaio 1841 – New York, 10 aprile 1911), è stato uno scacchista, compositore di scacchi e creatore di enigmi matematici statunitense.

## Biografia
Cresciuto a New York, pubblicò il suo primo problema scacchistico all'età di quindici anni. Era un buon giocatore ma non ad altissimo livello. Partecipò ad un solo torneo importante, Parigi 1867 (vinto da Ignatz von Kolisch davanti a Simon Winawer e Wilhelm Steinitz), nel quale si classificò =9º con Rosenthal su 13 partecipanti.
Come compositore di problemi di scacchi ha invece raggiunto un livello tale da venir considerato come un'icona in questo campo. Compose principalmente problemi in tre o più mosse, ma anche in due mosse. Oltre ad una notevole originalità, i suoi problemi hanno a volte degli spunti umoristici, oppure la soluzione si svolge come una divertente storiella.
Creò anche problemi "ad hoc", cioè riferiti ad eventi particolari. In occasione del match per il titolo mondiale tra Steinitz e Zukertort del 1866, compose un problema di scacco matto in due in cui i pezzi formano le lettere " Z " e " S ", le iniziali dei due contendenti. Inoltre si può risolvere sia con mossa al bianco che al nero. Una composizione che ben esemplifica la sua genialità in questo campo (vedi diagramma sotto). Compose alcuni problemi assieme al problemista e amico William Shinkman.
Loyd è famoso anche per aver inventato il popolare gioco del quindici, ma ultimamente alcuni studiosi hanno avanzato l'ipotesi che non sia stato veramente lui a crearlo, ma che abbia solo modificato una versione preesistente
Sam Loyd amava molto il tangram, e pubblicò un libro con centinaia di configurazioni originali, corredato da una storia fantasiosa sulle origini di questo rompicapo.
Si sposò con Addie J. Coombs di Utica, con la quale ebbe quattro figli: un maschio, Sam, e tre femmine. Una di esse si sposò con il problemista Darso James Densmore.
Nel 1914, dopo la sua morte, il figlio Sam Loyd Junior pubblicò la Cyclopedia of Puzzles, una raccolta che contiene 5.000 suoi problemi e rompicapi.

## Alcuni problemi di Sam Loyd
|   | a | b | c | d | e | f | g | h |   |
| 8 | a8 cavallo del nero · c8 torre del nero · d8 alfiere del nero · b7 pedone del nero · f7 pedone del nero · h7 pedone del nero · b6 pedone del nero · b5 torre del bianco · h5 re del bianco · a3 pedone del nero · e3 pedone del nero · g3 pedone del bianco · h3 cavallo del bianco · b2 pedone del bianco · c2 pedone del bianco · e2 torre del bianco · a1 cavallo del bianco · h1 re del nero | a8 cavallo del nero · c8 torre del nero · d8 alfiere del nero · b7 pedone del nero · f7 pedone del nero · h7 pedone del nero · b6 pedone del nero · b5 torre del bianco · h5 re del bianco · a3 pedone del nero · e3 pedone del nero · g3 pedone del bianco · h3 cavallo del bianco · b2 pedone del bianco · c2 pedone del bianco · e2 torre del bianco · a1 cavallo del bianco · h1 re del nero | a8 cavallo del nero · c8 torre del nero · d8 alfiere del nero · b7 pedone del nero · f7 pedone del nero · h7 pedone del nero · b6 pedone del nero · b5 torre del bianco · h5 re del bianco · a3 pedone del nero · e3 pedone del nero · g3 pedone del bianco · h3 cavallo del bianco · b2 pedone del bianco · c2 pedone del bianco · e2 torre del bianco · a1 cavallo del bianco · h1 re del nero | a8 cavallo del nero · c8 torre del nero · d8 alfiere del nero · b7 pedone del nero · f7 pedone del nero · h7 pedone del nero · b6 pedone del nero · b5 torre del bianco · h5 re del bianco · a3 pedone del nero · e3 pedone del nero · g3 pedone del bianco · h3 cavallo del bianco · b2 pedone del bianco · c2 pedone del bianco · e2 torre del bianco · a1 cavallo del bianco · h1 re del nero | a8 cavallo del nero · c8 torre del nero · d8 alfiere del nero · b7 pedone del nero · f7 pedone del nero · h7 pedone del nero · b6 pedone del nero · b5 torre del bianco · h5 re del bianco · a3 pedone del nero · e3 pedone del nero · g3 pedone del bianco · h3 cavallo del bianco · b2 pedone del bianco · c2 pedone del bianco · e2 torre del bianco · a1 cavallo del bianco · h1 re del nero | a8 cavallo del nero · c8 torre del nero · d8 alfiere del nero · b7 pedone del nero · f7 pedone del nero · h7 pedone del nero · b6 pedone del nero · b5 torre del bianco · h5 re del bianco · a3 pedone del nero · e3 pedone del nero · g3 pedone del bianco · h3 cavallo del bianco · b2 pedone del bianco · c2 pedone del bianco · e2 torre del bianco · a1 cavallo del bianco · h1 re del nero | a8 cavallo del nero · c8 torre del nero · d8 alfiere del nero · b7 pedone del nero · f7 pedone del nero · h7 pedone del nero · b6 pedone del nero · b5 torre del bianco · h5 re del bianco · a3 pedone del nero · e3 pedone del nero · g3 pedone del bianco · h3 cavallo del bianco · b2 pedone del bianco · c2 pedone del bianco · e2 torre del bianco · a1 cavallo del bianco · h1 re del nero | a8 cavallo del nero · c8 torre del nero · d8 alfiere del nero · b7 pedone del nero · f7 pedone del nero · h7 pedone del nero · b6 pedone del nero · b5 torre del bianco · h5 re del bianco · a3 pedone del nero · e3 pedone del nero · g3 pedone del bianco · h3 cavallo del bianco · b2 pedone del bianco · c2 pedone del bianco · e2 torre del bianco · a1 cavallo del bianco · h1 re del nero | 8 |
| 7 | a8 cavallo del nero · c8 torre del nero · d8 alfiere del nero · b7 pedone del nero · f7 pedone del nero · h7 pedone del nero · b6 pedone del nero · b5 torre del bianco · h5 re del bianco · a3 pedone del nero · e3 pedone del nero · g3 pedone del bianco · h3 cavallo del bianco · b2 pedone del bianco · c2 pedone del bianco · e2 torre del bianco · a1 cavallo del bianco · h1 re del nero | a8 cavallo del nero · c8 torre del nero · d8 alfiere del nero · b7 pedone del nero · f7 pedone del nero · h7 pedone del nero · b6 pedone del nero · b5 torre del bianco · h5 re del bianco · a3 pedone del nero · e3 pedone del nero · g3 pedone del bianco · h3 cavallo del bianco · b2 pedone del bianco · c2 pedone del bianco · e2 torre del bianco · a1 cavallo del bianco · h1 re del nero | a8 cavallo del nero · c8 torre del nero · d8 alfiere del nero · b7 pedone del nero · f7 pedone del nero · h7 pedone del nero · b6 pedone del nero · b5 torre del bianco · h5 re del bianco · a3 pedone del nero · e3 pedone del nero · g3 pedone del bianco · h3 cavallo del bianco · b2 pedone del bianco · c2 pedone del bianco · e2 torre del bianco · a1 cavallo del bianco · h1 re del nero | a8 cavallo del nero · c8 torre del nero · d8 alfiere del nero · b7 pedone del nero · f7 pedone del nero · h7 pedone del nero · b6 pedone del nero · b5 torre del bianco · h5 re del bianco · a3 pedone del nero · e3 pedone del nero · g3 pedone del bianco · h3 cavallo del bianco · b2 pedone del bianco · c2 pedone del bianco · e2 torre del bianco · a1 cavallo del bianco · h1 re del nero | a8 cavallo del nero · c8 torre del nero · d8 alfiere del nero · b7 pedone del nero · f7 pedone del nero · h7 pedone del nero · b6 pedone del nero · b5 torre del bianco · h5 re del bianco · a3 pedone del nero · e3 pedone del nero · g3 pedone del bianco · h3 cavallo del bianco · b2 pedone del bianco · c2 pedone del bianco · e2 torre del bianco · a1 cavallo del bianco · h1 re del nero | a8 cavallo del nero · c8 torre del nero · d8 alfiere del nero · b7 pedone del nero · f7 pedone del nero · h7 pedone del nero · b6 pedone del nero · b5 torre del bianco · h5 re del bianco · a3 pedone del nero · e3 pedone del nero · g3 pedone del bianco · h3 cavallo del bianco · b2 pedone del bianco · c2 pedone del bianco · e2 torre del bianco · a1 cavallo del bianco · h1 re del nero | a8 cavallo del nero · c8 torre del nero · d8 alfiere del nero · b7 pedone del nero · f7 pedone del nero · h7 pedone del nero · b6 pedone del nero · b5 torre del bianco · h5 re del bianco · a3 pedone del nero · e3 pedone del nero · g3 pedone del bianco · h3 cavallo del bianco · b2 pedone del bianco · c2 pedone del bianco · e2 torre del bianco · a1 cavallo del bianco · h1 re del nero | a8 cavallo del nero · c8 torre del nero · d8 alfiere del nero · b7 pedone del nero · f7 pedone del nero · h7 pedone del nero · b6 pedone del nero · b5 torre del bianco · h5 re del bianco · a3 pedone del nero · e3 pedone del nero · g3 pedone del bianco · h3 cavallo del bianco · b2 pedone del bianco · c2 pedone del bianco · e2 torre del bianco · a1 cavallo del bianco · h1 re del nero | 7 |
| 6 | a8 cavallo del nero · c8 torre del nero · d8 alfiere del nero · b7 pedone del nero · f7 pedone del nero · h7 pedone del nero · b6 pedone del nero · b5 torre del bianco · h5 re del bianco · a3 pedone del nero · e3 pedone del nero · g3 pedone del bianco · h3 cavallo del bianco · b2 pedone del bianco · c2 pedone del bianco · e2 torre del bianco · a1 cavallo del bianco · h1 re del nero | a8 cavallo del nero · c8 torre del nero · d8 alfiere del nero · b7 pedone del nero · f7 pedone del nero · h7 pedone del nero · b6 pedone del nero · b5 torre del bianco · h5 re del bianco · a3 pedone del nero · e3 pedone del nero · g3 pedone del bianco · h3 cavallo del bianco · b2 pedone del bianco · c2 pedone del bianco · e2 torre del bianco · a1 cavallo del bianco · h1 re del nero | a8 cavallo del nero · c8 torre del nero · d8 alfiere del nero · b7 pedone del nero · f7 pedone del nero · h7 pedone del nero · b6 pedone del nero · b5 torre del bianco · h5 re del bianco · a3 pedone del nero · e3 pedone del nero · g3 pedone del bianco · h3 cavallo del bianco · b2 pedone del bianco · c2 pedone del bianco · e2 torre del bianco · a1 cavallo del bianco · h1 re del nero | a8 cavallo del nero · c8 torre del nero · d8 alfiere del nero · b7 pedone del nero · f7 pedone del nero · h7 pedone del nero · b6 pedone del nero · b5 torre del bianco · h5 re del bianco · a3 pedone del nero · e3 pedone del nero · g3 pedone del bianco · h3 cavallo del bianco · b2 pedone del bianco · c2 pedone del bianco · e2 torre del bianco · a1 cavallo del bianco · h1 re del nero | a8 cavallo del nero · c8 torre del nero · d8 alfiere del nero · b7 pedone del nero · f7 pedone del nero · h7 pedone del nero · b6 pedone del nero · b5 torre del bianco · h5 re del bianco · a3 pedone del nero · e3 pedone del nero · g3 pedone del bianco · h3 cavallo del bianco · b2 pedone del bianco · c2 pedone del bianco · e2 torre del bianco · a1 cavallo del bianco · h1 re del nero | a8 cavallo del nero · c8 torre del nero · d8 alfiere del nero · b7 pedone del nero · f7 pedone del nero · h7 pedone del nero · b6 pedone del nero · b5 torre del bianco · h5 re del bianco · a3 pedone del nero · e3 pedone del nero · g3 pedone del bianco · h3 cavallo del bianco · b2 pedone del bianco · c2 pedone del bianco · e2 torre del bianco · a1 cavallo del bianco · h1 re del nero | a8 cavallo del nero · c8 torre del nero · d8 alfiere del nero · b7 pedone del nero · f7 pedone del nero · h7 pedone del nero · b6 pedone del nero · b5 torre del bianco · h5 re del bianco · a3 pedone del nero · e3 pedone del nero · g3 pedone del bianco · h3 cavallo del bianco · b2 pedone del bianco · c2 pedone del bianco · e2 torre del bianco · a1 cavallo del bianco · h1 re del nero | a8 cavallo del nero · c8 torre del nero · d8 alfiere del nero · b7 pedone del nero · f7 pedone del nero · h7 pedone del nero · b6 pedone del nero · b5 torre del bianco · h5 re del bianco · a3 pedone del nero · e3 pedone del nero · g3 pedone del bianco · h3 cavallo del bianco · b2 pedone del bianco · c2 pedone del bianco · e2 torre del bianco · a1 cavallo del bianco · h1 re del nero | 6 |
| 5 | a8 cavallo del nero · c8 torre del nero · d8 alfiere del nero · b7 pedone del nero · f7 pedone del nero · h7 pedone del nero · b6 pedone del nero · b5 torre del bianco · h5 re del bianco · a3 pedone del nero · e3 pedone del nero · g3 pedone del bianco · h3 cavallo del bianco · b2 pedone del bianco · c2 pedone del bianco · e2 torre del bianco · a1 cavallo del bianco · h1 re del nero | a8 cavallo del nero · c8 torre del nero · d8 alfiere del nero · b7 pedone del nero · f7 pedone del nero · h7 pedone del nero · b6 pedone del nero · b5 torre del bianco · h5 re del bianco · a3 pedone del nero · e3 pedone del nero · g3 pedone del bianco · h3 cavallo del bianco · b2 pedone del bianco · c2 pedone del bianco · e2 torre del bianco · a1 cavallo del bianco · h1 re del nero | a8 cavallo del nero · c8 torre del nero · d8 alfiere del nero · b7 pedone del nero · f7 pedone del nero · h7 pedone del nero · b6 pedone del nero · b5 torre del bianco · h5 re del bianco · a3 pedone del nero · e3 pedone del nero · g3 pedone del bianco · h3 cavallo del bianco · b2 pedone del bianco · c2 pedone del bianco · e2 torre del bianco · a1 cavallo del bianco · h1 re del nero | a8 cavallo del nero · c8 torre del nero · d8 alfiere del nero · b7 pedone del nero · f7 pedone del nero · h7 pedone del nero · b6 pedone del nero · b5 torre del bianco · h5 re del bianco · a3 pedone del nero · e3 pedone del nero · g3 pedone del bianco · h3 cavallo del bianco · b2 pedone del bianco · c2 pedone del bianco · e2 torre del bianco · a1 cavallo del bianco · h1 re del nero | a8 cavallo del nero · c8 torre del nero · d8 alfiere del nero · b7 pedone del nero · f7 pedone del nero · h7 pedone del nero · b6 pedone del nero · b5 torre del bianco · h5 re del bianco · a3 pedone del nero · e3 pedone del nero · g3 pedone del bianco · h3 cavallo del bianco · b2 pedone del bianco · c2 pedone del bianco · e2 torre del bianco · a1 cavallo del bianco · h1 re del nero | a8 cavallo del nero · c8 torre del nero · d8 alfiere del nero · b7 pedone del nero · f7 pedone del nero · h7 pedone del nero · b6 pedone del nero · b5 torre del bianco · h5 re del bianco · a3 pedone del nero · e3 pedone del nero · g3 pedone del bianco · h3 cavallo del bianco · b2 pedone del bianco · c2 pedone del bianco · e2 torre del bianco · a1 cavallo del bianco · h1 re del nero | a8 cavallo del nero · c8 torre del nero · d8 alfiere del nero · b7 pedone del nero · f7 pedone del nero · h7 pedone del nero · b6 pedone del nero · b5 torre del bianco · h5 re del bianco · a3 pedone del nero · e3 pedone del nero · g3 pedone del bianco · h3 cavallo del bianco · b2 pedone del bianco · c2 pedone del bianco · e2 torre del bianco · a1 cavallo del bianco · h1 re del nero | a8 cavallo del nero · c8 torre del nero · d8 alfiere del nero · b7 pedone del nero · f7 pedone del nero · h7 pedone del nero · b6 pedone del nero · b5 torre del bianco · h5 re del bianco · a3 pedone del nero · e3 pedone del nero · g3 pedone del bianco · h3 cavallo del bianco · b2 pedone del bianco · c2 pedone del bianco · e2 torre del bianco · a1 cavallo del bianco · h1 re del nero | 5 |
| 4 | a8 cavallo del nero · c8 torre del nero · d8 alfiere del nero · b7 pedone del nero · f7 pedone del nero · h7 pedone del nero · b6 pedone del nero · b5 torre del bianco · h5 re del bianco · a3 pedone del nero · e3 pedone del nero · g3 pedone del bianco · h3 cavallo del bianco · b2 pedone del bianco · c2 pedone del bianco · e2 torre del bianco · a1 cavallo del bianco · h1 re del nero | a8 cavallo del nero · c8 torre del nero · d8 alfiere del nero · b7 pedone del nero · f7 pedone del nero · h7 pedone del nero · b6 pedone del nero · b5 torre del bianco · h5 re del bianco · a3 pedone del nero · e3 pedone del nero · g3 pedone del bianco · h3 cavallo del bianco · b2 pedone del bianco · c2 pedone del bianco · e2 torre del bianco · a1 cavallo del bianco · h1 re del nero | a8 cavallo del nero · c8 torre del nero · d8 alfiere del nero · b7 pedone del nero · f7 pedone del nero · h7 pedone del nero · b6 pedone del nero · b5 torre del bianco · h5 re del bianco · a3 pedone del nero · e3 pedone del nero · g3 pedone del bianco · h3 cavallo del bianco · b2 pedone del bianco · c2 pedone del bianco · e2 torre del bianco · a1 cavallo del bianco · h1 re del nero | a8 cavallo del nero · c8 torre del nero · d8 alfiere del nero · b7 pedone del nero · f7 pedone del nero · h7 pedone del nero · b6 pedone del nero · b5 torre del bianco · h5 re del bianco · a3 pedone del nero · e3 pedone del nero · g3 pedone del bianco · h3 cavallo del bianco · b2 pedone del bianco · c2 pedone del bianco · e2 torre del bianco · a1 cavallo del bianco · h1 re del nero | a8 cavallo del nero · c8 torre del nero · d8 alfiere del nero · b7 pedone del nero · f7 pedone del nero · h7 pedone del nero · b6 pedone del nero · b5 torre del bianco · h5 re del bianco · a3 pedone del nero · e3 pedone del nero · g3 pedone del bianco · h3 cavallo del bianco · b2 pedone del bianco · c2 pedone del bianco · e2 torre del bianco · a1 cavallo del bianco · h1 re del nero | a8 cavallo del nero · c8 torre del nero · d8 alfiere del nero · b7 pedone del nero · f7 pedone del nero · h7 pedone del nero · b6 pedone del nero · b5 torre del bianco · h5 re del bianco · a3 pedone del nero · e3 pedone del nero · g3 pedone del bianco · h3 cavallo del bianco · b2 pedone del bianco · c2 pedone del bianco · e2 torre del bianco · a1 cavallo del bianco · h1 re del nero | a8 cavallo del nero · c8 torre del nero · d8 alfiere del nero · b7 pedone del nero · f7 pedone del nero · h7 pedone del nero · b6 pedone del nero · b5 torre del bianco · h5 re del bianco · a3 pedone del nero · e3 pedone del nero · g3 pedone del bianco · h3 cavallo del bianco · b2 pedone del bianco · c2 pedone del bianco · e2 torre del bianco · a1 cavallo del bianco · h1 re del nero | a8 cavallo del nero · c8 torre del nero · d8 alfiere del nero · b7 pedone del nero · f7 pedone del nero · h7 pedone del nero · b6 pedone del nero · b5 torre del bianco · h5 re del bianco · a3 pedone del nero · e3 pedone del nero · g3 pedone del bianco · h3 cavallo del bianco · b2 pedone del bianco · c2 pedone del bianco · e2 torre del bianco · a1 cavallo del bianco · h1 re del nero | 4 |
| 3 | a8 cavallo del nero · c8 torre del nero · d8 alfiere del nero · b7 pedone del nero · f7 pedone del nero · h7 pedone del nero · b6 pedone del nero · b5 torre del bianco · h5 re del bianco · a3 pedone del nero · e3 pedone del nero · g3 pedone del bianco · h3 cavallo del bianco · b2 pedone del bianco · c2 pedone del bianco · e2 torre del bianco · a1 cavallo del bianco · h1 re del nero | a8 cavallo del nero · c8 torre del nero · d8 alfiere del nero · b7 pedone del nero · f7 pedone del nero · h7 pedone del nero · b6 pedone del nero · b5 torre del bianco · h5 re del bianco · a3 pedone del nero · e3 pedone del nero · g3 pedone del bianco · h3 cavallo del bianco · b2 pedone del bianco · c2 pedone del bianco · e2 torre del bianco · a1 cavallo del bianco · h1 re del nero | a8 cavallo del nero · c8 torre del nero · d8 alfiere del nero · b7 pedone del nero · f7 pedone del nero · h7 pedone del nero · b6 pedone del nero · b5 torre del bianco · h5 re del bianco · a3 pedone del nero · e3 pedone del nero · g3 pedone del bianco · h3 cavallo del bianco · b2 pedone del bianco · c2 pedone del bianco · e2 torre del bianco · a1 cavallo del bianco · h1 re del nero | a8 cavallo del nero · c8 torre del nero · d8 alfiere del nero · b7 pedone del nero · f7 pedone del nero · h7 pedone del nero · b6 pedone del nero · b5 torre del bianco · h5 re del bianco · a3 pedone del nero · e3 pedone del nero · g3 pedone del bianco · h3 cavallo del bianco · b2 pedone del bianco · c2 pedone del bianco · e2 torre del bianco · a1 cavallo del bianco · h1 re del nero | a8 cavallo del nero · c8 torre del nero · d8 alfiere del nero · b7 pedone del nero · f7 pedone del nero · h7 pedone del nero · b6 pedone del nero · b5 torre del bianco · h5 re del bianco · a3 pedone del nero · e3 pedone del nero · g3 pedone del bianco · h3 cavallo del bianco · b2 pedone del bianco · c2 pedone del bianco · e2 torre del bianco · a1 cavallo del bianco · h1 re del nero | a8 cavallo del nero · c8 torre del nero · d8 alfiere del nero · b7 pedone del nero · f7 pedone del nero · h7 pedone del nero · b6 pedone del nero · b5 torre del bianco · h5 re del bianco · a3 pedone del nero · e3 pedone del nero · g3 pedone del bianco · h3 cavallo del bianco · b2 pedone del bianco · c2 pedone del bianco · e2 torre del bianco · a1 cavallo del bianco · h1 re del nero | a8 cavallo del nero · c8 torre del nero · d8 alfiere del nero · b7 pedone del nero · f7 pedone del nero · h7 pedone del nero · b6 pedone del nero · b5 torre del bianco · h5 re del bianco · a3 pedone del nero · e3 pedone del nero · g3 pedone del bianco · h3 cavallo del bianco · b2 pedone del bianco · c2 pedone del bianco · e2 torre del bianco · a1 cavallo del bianco · h1 re del nero | a8 cavallo del nero · c8 torre del nero · d8 alfiere del nero · b7 pedone del nero · f7 pedone del nero · h7 pedone del nero · b6 pedone del nero · b5 torre del bianco · h5 re del bianco · a3 pedone del nero · e3 pedone del nero · g3 pedone del bianco · h3 cavallo del bianco · b2 pedone del bianco · c2 pedone del bianco · e2 torre del bianco · a1 cavallo del bianco · h1 re del nero | 3 |
| 2 | a8 cavallo del nero · c8 torre del nero · d8 alfiere del nero · b7 pedone del nero · f7 pedone del nero · h7 pedone del nero · b6 pedone del nero · b5 torre del bianco · h5 re del bianco · a3 pedone del nero · e3 pedone del nero · g3 pedone del bianco · h3 cavallo del bianco · b2 pedone del bianco · c2 pedone del bianco · e2 torre del bianco · a1 cavallo del bianco · h1 re del nero | a8 cavallo del nero · c8 torre del nero · d8 alfiere del nero · b7 pedone del nero · f7 pedone del nero · h7 pedone del nero · b6 pedone del nero · b5 torre del bianco · h5 re del bianco · a3 pedone del nero · e3 pedone del nero · g3 pedone del bianco · h3 cavallo del bianco · b2 pedone del bianco · c2 pedone del bianco · e2 torre del bianco · a1 cavallo del bianco · h1 re del nero | a8 cavallo del nero · c8 torre del nero · d8 alfiere del nero · b7 pedone del nero · f7 pedone del nero · h7 pedone del nero · b6 pedone del nero · b5 torre del bianco · h5 re del bianco · a3 pedone del nero · e3 pedone del nero · g3 pedone del bianco · h3 cavallo del bianco · b2 pedone del bianco · c2 pedone del bianco · e2 torre del bianco · a1 cavallo del bianco · h1 re del nero | a8 cavallo del nero · c8 torre del nero · d8 alfiere del nero · b7 pedone del nero · f7 pedone del nero · h7 pedone del nero · b6 pedone del nero · b5 torre del bianco · h5 re del bianco · a3 pedone del nero · e3 pedone del nero · g3 pedone del bianco · h3 cavallo del bianco · b2 pedone del bianco · c2 pedone del bianco · e2 torre del bianco · a1 cavallo del bianco · h1 re del nero | a8 cavallo del nero · c8 torre del nero · d8 alfiere del nero · b7 pedone del nero · f7 pedone del nero · h7 pedone del nero · b6 pedone del nero · b5 torre del bianco · h5 re del bianco · a3 pedone del nero · e3 pedone del nero · g3 pedone del bianco · h3 cavallo del bianco · b2 pedone del bianco · c2 pedone del bianco · e2 torre del bianco · a1 cavallo del bianco · h1 re del nero | a8 cavallo del nero · c8 torre del nero · d8 alfiere del nero · b7 pedone del nero · f7 pedone del nero · h7 pedone del nero · b6 pedone del nero · b5 torre del bianco · h5 re del bianco · a3 pedone del nero · e3 pedone del nero · g3 pedone del bianco · h3 cavallo del bianco · b2 pedone del bianco · c2 pedone del bianco · e2 torre del bianco · a1 cavallo del bianco · h1 re del nero | a8 cavallo del nero · c8 torre del nero · d8 alfiere del nero · b7 pedone del nero · f7 pedone del nero · h7 pedone del nero · b6 pedone del nero · b5 torre del bianco · h5 re del bianco · a3 pedone del nero · e3 pedone del nero · g3 pedone del bianco · h3 cavallo del bianco · b2 pedone del bianco · c2 pedone del bianco · e2 torre del bianco · a1 cavallo del bianco · h1 re del nero | a8 cavallo del nero · c8 torre del nero · d8 alfiere del nero · b7 pedone del nero · f7 pedone del nero · h7 pedone del nero · b6 pedone del nero · b5 torre del bianco · h5 re del bianco · a3 pedone del nero · e3 pedone del nero · g3 pedone del bianco · h3 cavallo del bianco · b2 pedone del bianco · c2 pedone del bianco · e2 torre del bianco · a1 cavallo del bianco · h1 re del nero | 2 |
| 1 | a8 cavallo del nero · c8 torre del nero · d8 alfiere del nero · b7 pedone del nero · f7 pedone del nero · h7 pedone del nero · b6 pedone del nero · b5 torre del bianco · h5 re del bianco · a3 pedone del nero · e3 pedone del nero · g3 pedone del bianco · h3 cavallo del bianco · b2 pedone del bianco · c2 pedone del bianco · e2 torre del bianco · a1 cavallo del bianco · h1 re del nero | a8 cavallo del nero · c8 torre del nero · d8 alfiere del nero · b7 pedone del nero · f7 pedone del nero · h7 pedone del nero · b6 pedone del nero · b5 torre del bianco · h5 re del bianco · a3 pedone del nero · e3 pedone del nero · g3 pedone del bianco · h3 cavallo del bianco · b2 pedone del bianco · c2 pedone del bianco · e2 torre del bianco · a1 cavallo del bianco · h1 re del nero | a8 cavallo del nero · c8 torre del nero · d8 alfiere del nero · b7 pedone del nero · f7 pedone del nero · h7 pedone del nero · b6 pedone del nero · b5 torre del bianco · h5 re del bianco · a3 pedone del nero · e3 pedone del nero · g3 pedone del bianco · h3 cavallo del bianco · b2 pedone del bianco · c2 pedone del bianco · e2 torre del bianco · a1 cavallo del bianco · h1 re del nero | a8 cavallo del nero · c8 torre del nero · d8 alfiere del nero · b7 pedone del nero · f7 pedone del nero · h7 pedone del nero · b6 pedone del nero · b5 torre del bianco · h5 re del bianco · a3 pedone del nero · e3 pedone del nero · g3 pedone del bianco · h3 cavallo del bianco · b2 pedone del bianco · c2 pedone del bianco · e2 torre del bianco · a1 cavallo del bianco · h1 re del nero | a8 cavallo del nero · c8 torre del nero · d8 alfiere del nero · b7 pedone del nero · f7 pedone del nero · h7 pedone del nero · b6 pedone del nero · b5 torre del bianco · h5 re del bianco · a3 pedone del nero · e3 pedone del nero · g3 pedone del bianco · h3 cavallo del bianco · b2 pedone del bianco · c2 pedone del bianco · e2 torre del bianco · a1 cavallo del bianco · h1 re del nero | a8 cavallo del nero · c8 torre del nero · d8 alfiere del nero · b7 pedone del nero · f7 pedone del nero · h7 pedone del nero · b6 pedone del nero · b5 torre del bianco · h5 re del bianco · a3 pedone del nero · e3 pedone del nero · g3 pedone del bianco · h3 cavallo del bianco · b2 pedone del bianco · c2 pedone del bianco · e2 torre del bianco · a1 cavallo del bianco · h1 re del nero | a8 cavallo del nero · c8 torre del nero · d8 alfiere del nero · b7 pedone del nero · f7 pedone del nero · h7 pedone del nero · b6 pedone del nero · b5 torre del bianco · h5 re del bianco · a3 pedone del nero · e3 pedone del nero · g3 pedone del bianco · h3 cavallo del bianco · b2 pedone del bianco · c2 pedone del bianco · e2 torre del bianco · a1 cavallo del bianco · h1 re del nero | a8 cavallo del nero · c8 torre del nero · d8 alfiere del nero · b7 pedone del nero · f7 pedone del nero · h7 pedone del nero · b6 pedone del nero · b5 torre del bianco · h5 re del bianco · a3 pedone del nero · e3 pedone del nero · g3 pedone del bianco · h3 cavallo del bianco · b2 pedone del bianco · c2 pedone del bianco · e2 torre del bianco · a1 cavallo del bianco · h1 re del nero | 1 |
|   | a | b | c | d | e | f | g | h |   |

Soluzione:
1. b4!

minaccia 2. Tf5 seguita da 3. Tf1#, oppure 2. Td5 e 3. Td1#

l'immediata 1. Tf5 oppure 1. Td5 sarebbe seguita da 1. ...Tc5 con inchiodatura della torre.
- 1. ...Tc5+  se 1. ...Txc2 2. Cxc2 a2 3. Td5 a1=D 4. Cxa1 qualunque 5. Td1#.
2. bxc5 a2  3. c6! Ac7

Loyd frequentava spesso il "Manhattan Chess Club" di New York, ed aveva un amico disposto a scommettere che sarebbe sempre stato in grado di dire quale pezzo avrebbe dato matto nella sequenza principale della soluzione.
Loyd compose il problema del diagramma a fianco, scommettendo che l'amico non avrebbe saputo indicare il pezzo o pedone con la più alta probabilità di "non" dare matto nella linea principale. L'amico scelse subito il pedone in b2, ma perse la scommessa.
In seguito sono stati composti altri problemi, e anche alcuni studi, che prevedono la promozione di un pedone partente dalla casa iniziale. Questa manovra è detta tema Excelsior.
|   | a | b | c | d | e | f | g | h |   |
| 8 | e8 torre del nero · g8 alfiere del nero · b7 pedone del nero · g7 alfiere del bianco · a6 pedone del nero · b6 cavallo del bianco · e6 pedone del nero · f6 torre del bianco · a5 torre del bianco · b5 alfiere del bianco · e5 re del nero · b4 pedone del bianco · e4 cavallo del bianco · h4 pedone del nero · c3 pedone del nero · g3 pedone del nero · a2 cavallo del nero · d2 pedone del bianco · f2 pedone del nero · h2 torre del nero · f1 re del bianco · h1 cavallo del nero | e8 torre del nero · g8 alfiere del nero · b7 pedone del nero · g7 alfiere del bianco · a6 pedone del nero · b6 cavallo del bianco · e6 pedone del nero · f6 torre del bianco · a5 torre del bianco · b5 alfiere del bianco · e5 re del nero · b4 pedone del bianco · e4 cavallo del bianco · h4 pedone del nero · c3 pedone del nero · g3 pedone del nero · a2 cavallo del nero · d2 pedone del bianco · f2 pedone del nero · h2 torre del nero · f1 re del bianco · h1 cavallo del nero | e8 torre del nero · g8 alfiere del nero · b7 pedone del nero · g7 alfiere del bianco · a6 pedone del nero · b6 cavallo del bianco · e6 pedone del nero · f6 torre del bianco · a5 torre del bianco · b5 alfiere del bianco · e5 re del nero · b4 pedone del bianco · e4 cavallo del bianco · h4 pedone del nero · c3 pedone del nero · g3 pedone del nero · a2 cavallo del nero · d2 pedone del bianco · f2 pedone del nero · h2 torre del nero · f1 re del bianco · h1 cavallo del nero | e8 torre del nero · g8 alfiere del nero · b7 pedone del nero · g7 alfiere del bianco · a6 pedone del nero · b6 cavallo del bianco · e6 pedone del nero · f6 torre del bianco · a5 torre del bianco · b5 alfiere del bianco · e5 re del nero · b4 pedone del bianco · e4 cavallo del bianco · h4 pedone del nero · c3 pedone del nero · g3 pedone del nero · a2 cavallo del nero · d2 pedone del bianco · f2 pedone del nero · h2 torre del nero · f1 re del bianco · h1 cavallo del nero | e8 torre del nero · g8 alfiere del nero · b7 pedone del nero · g7 alfiere del bianco · a6 pedone del nero · b6 cavallo del bianco · e6 pedone del nero · f6 torre del bianco · a5 torre del bianco · b5 alfiere del bianco · e5 re del nero · b4 pedone del bianco · e4 cavallo del bianco · h4 pedone del nero · c3 pedone del nero · g3 pedone del nero · a2 cavallo del nero · d2 pedone del bianco · f2 pedone del nero · h2 torre del nero · f1 re del bianco · h1 cavallo del nero | e8 torre del nero · g8 alfiere del nero · b7 pedone del nero · g7 alfiere del bianco · a6 pedone del nero · b6 cavallo del bianco · e6 pedone del nero · f6 torre del bianco · a5 torre del bianco · b5 alfiere del bianco · e5 re del nero · b4 pedone del bianco · e4 cavallo del bianco · h4 pedone del nero · c3 pedone del nero · g3 pedone del nero · a2 cavallo del nero · d2 pedone del bianco · f2 pedone del nero · h2 torre del nero · f1 re del bianco · h1 cavallo del nero | e8 torre del nero · g8 alfiere del nero · b7 pedone del nero · g7 alfiere del bianco · a6 pedone del nero · b6 cavallo del bianco · e6 pedone del nero · f6 torre del bianco · a5 torre del bianco · b5 alfiere del bianco · e5 re del nero · b4 pedone del bianco · e4 cavallo del bianco · h4 pedone del nero · c3 pedone del nero · g3 pedone del nero · a2 cavallo del nero · d2 pedone del bianco · f2 pedone del nero · h2 torre del nero · f1 re del bianco · h1 cavallo del nero | e8 torre del nero · g8 alfiere del nero · b7 pedone del nero · g7 alfiere del bianco · a6 pedone del nero · b6 cavallo del bianco · e6 pedone del nero · f6 torre del bianco · a5 torre del bianco · b5 alfiere del bianco · e5 re del nero · b4 pedone del bianco · e4 cavallo del bianco · h4 pedone del nero · c3 pedone del nero · g3 pedone del nero · a2 cavallo del nero · d2 pedone del bianco · f2 pedone del nero · h2 torre del nero · f1 re del bianco · h1 cavallo del nero | 8 |
| 7 | e8 torre del nero · g8 alfiere del nero · b7 pedone del nero · g7 alfiere del bianco · a6 pedone del nero · b6 cavallo del bianco · e6 pedone del nero · f6 torre del bianco · a5 torre del bianco · b5 alfiere del bianco · e5 re del nero · b4 pedone del bianco · e4 cavallo del bianco · h4 pedone del nero · c3 pedone del nero · g3 pedone del nero · a2 cavallo del nero · d2 pedone del bianco · f2 pedone del nero · h2 torre del nero · f1 re del bianco · h1 cavallo del nero | e8 torre del nero · g8 alfiere del nero · b7 pedone del nero · g7 alfiere del bianco · a6 pedone del nero · b6 cavallo del bianco · e6 pedone del nero · f6 torre del bianco · a5 torre del bianco · b5 alfiere del bianco · e5 re del nero · b4 pedone del bianco · e4 cavallo del bianco · h4 pedone del nero · c3 pedone del nero · g3 pedone del nero · a2 cavallo del nero · d2 pedone del bianco · f2 pedone del nero · h2 torre del nero · f1 re del bianco · h1 cavallo del nero | e8 torre del nero · g8 alfiere del nero · b7 pedone del nero · g7 alfiere del bianco · a6 pedone del nero · b6 cavallo del bianco · e6 pedone del nero · f6 torre del bianco · a5 torre del bianco · b5 alfiere del bianco · e5 re del nero · b4 pedone del bianco · e4 cavallo del bianco · h4 pedone del nero · c3 pedone del nero · g3 pedone del nero · a2 cavallo del nero · d2 pedone del bianco · f2 pedone del nero · h2 torre del nero · f1 re del bianco · h1 cavallo del nero | e8 torre del nero · g8 alfiere del nero · b7 pedone del nero · g7 alfiere del bianco · a6 pedone del nero · b6 cavallo del bianco · e6 pedone del nero · f6 torre del bianco · a5 torre del bianco · b5 alfiere del bianco · e5 re del nero · b4 pedone del bianco · e4 cavallo del bianco · h4 pedone del nero · c3 pedone del nero · g3 pedone del nero · a2 cavallo del nero · d2 pedone del bianco · f2 pedone del nero · h2 torre del nero · f1 re del bianco · h1 cavallo del nero | e8 torre del nero · g8 alfiere del nero · b7 pedone del nero · g7 alfiere del bianco · a6 pedone del nero · b6 cavallo del bianco · e6 pedone del nero · f6 torre del bianco · a5 torre del bianco · b5 alfiere del bianco · e5 re del nero · b4 pedone del bianco · e4 cavallo del bianco · h4 pedone del nero · c3 pedone del nero · g3 pedone del nero · a2 cavallo del nero · d2 pedone del bianco · f2 pedone del nero · h2 torre del nero · f1 re del bianco · h1 cavallo del nero | e8 torre del nero · g8 alfiere del nero · b7 pedone del nero · g7 alfiere del bianco · a6 pedone del nero · b6 cavallo del bianco · e6 pedone del nero · f6 torre del bianco · a5 torre del bianco · b5 alfiere del bianco · e5 re del nero · b4 pedone del bianco · e4 cavallo del bianco · h4 pedone del nero · c3 pedone del nero · g3 pedone del nero · a2 cavallo del nero · d2 pedone del bianco · f2 pedone del nero · h2 torre del nero · f1 re del bianco · h1 cavallo del nero | e8 torre del nero · g8 alfiere del nero · b7 pedone del nero · g7 alfiere del bianco · a6 pedone del nero · b6 cavallo del bianco · e6 pedone del nero · f6 torre del bianco · a5 torre del bianco · b5 alfiere del bianco · e5 re del nero · b4 pedone del bianco · e4 cavallo del bianco · h4 pedone del nero · c3 pedone del nero · g3 pedone del nero · a2 cavallo del nero · d2 pedone del bianco · f2 pedone del nero · h2 torre del nero · f1 re del bianco · h1 cavallo del nero | e8 torre del nero · g8 alfiere del nero · b7 pedone del nero · g7 alfiere del bianco · a6 pedone del nero · b6 cavallo del bianco · e6 pedone del nero · f6 torre del bianco · a5 torre del bianco · b5 alfiere del bianco · e5 re del nero · b4 pedone del bianco · e4 cavallo del bianco · h4 pedone del nero · c3 pedone del nero · g3 pedone del nero · a2 cavallo del nero · d2 pedone del bianco · f2 pedone del nero · h2 torre del nero · f1 re del bianco · h1 cavallo del nero | 7 |
| 6 | e8 torre del nero · g8 alfiere del nero · b7 pedone del nero · g7 alfiere del bianco · a6 pedone del nero · b6 cavallo del bianco · e6 pedone del nero · f6 torre del bianco · a5 torre del bianco · b5 alfiere del bianco · e5 re del nero · b4 pedone del bianco · e4 cavallo del bianco · h4 pedone del nero · c3 pedone del nero · g3 pedone del nero · a2 cavallo del nero · d2 pedone del bianco · f2 pedone del nero · h2 torre del nero · f1 re del bianco · h1 cavallo del nero | e8 torre del nero · g8 alfiere del nero · b7 pedone del nero · g7 alfiere del bianco · a6 pedone del nero · b6 cavallo del bianco · e6 pedone del nero · f6 torre del bianco · a5 torre del bianco · b5 alfiere del bianco · e5 re del nero · b4 pedone del bianco · e4 cavallo del bianco · h4 pedone del nero · c3 pedone del nero · g3 pedone del nero · a2 cavallo del nero · d2 pedone del bianco · f2 pedone del nero · h2 torre del nero · f1 re del bianco · h1 cavallo del nero | e8 torre del nero · g8 alfiere del nero · b7 pedone del nero · g7 alfiere del bianco · a6 pedone del nero · b6 cavallo del bianco · e6 pedone del nero · f6 torre del bianco · a5 torre del bianco · b5 alfiere del bianco · e5 re del nero · b4 pedone del bianco · e4 cavallo del bianco · h4 pedone del nero · c3 pedone del nero · g3 pedone del nero · a2 cavallo del nero · d2 pedone del bianco · f2 pedone del nero · h2 torre del nero · f1 re del bianco · h1 cavallo del nero | e8 torre del nero · g8 alfiere del nero · b7 pedone del nero · g7 alfiere del bianco · a6 pedone del nero · b6 cavallo del bianco · e6 pedone del nero · f6 torre del bianco · a5 torre del bianco · b5 alfiere del bianco · e5 re del nero · b4 pedone del bianco · e4 cavallo del bianco · h4 pedone del nero · c3 pedone del nero · g3 pedone del nero · a2 cavallo del nero · d2 pedone del bianco · f2 pedone del nero · h2 torre del nero · f1 re del bianco · h1 cavallo del nero | e8 torre del nero · g8 alfiere del nero · b7 pedone del nero · g7 alfiere del bianco · a6 pedone del nero · b6 cavallo del bianco · e6 pedone del nero · f6 torre del bianco · a5 torre del bianco · b5 alfiere del bianco · e5 re del nero · b4 pedone del bianco · e4 cavallo del bianco · h4 pedone del nero · c3 pedone del nero · g3 pedone del nero · a2 cavallo del nero · d2 pedone del bianco · f2 pedone del nero · h2 torre del nero · f1 re del bianco · h1 cavallo del nero | e8 torre del nero · g8 alfiere del nero · b7 pedone del nero · g7 alfiere del bianco · a6 pedone del nero · b6 cavallo del bianco · e6 pedone del nero · f6 torre del bianco · a5 torre del bianco · b5 alfiere del bianco · e5 re del nero · b4 pedone del bianco · e4 cavallo del bianco · h4 pedone del nero · c3 pedone del nero · g3 pedone del nero · a2 cavallo del nero · d2 pedone del bianco · f2 pedone del nero · h2 torre del nero · f1 re del bianco · h1 cavallo del nero | e8 torre del nero · g8 alfiere del nero · b7 pedone del nero · g7 alfiere del bianco · a6 pedone del nero · b6 cavallo del bianco · e6 pedone del nero · f6 torre del bianco · a5 torre del bianco · b5 alfiere del bianco · e5 re del nero · b4 pedone del bianco · e4 cavallo del bianco · h4 pedone del nero · c3 pedone del nero · g3 pedone del nero · a2 cavallo del nero · d2 pedone del bianco · f2 pedone del nero · h2 torre del nero · f1 re del bianco · h1 cavallo del nero | e8 torre del nero · g8 alfiere del nero · b7 pedone del nero · g7 alfiere del bianco · a6 pedone del nero · b6 cavallo del bianco · e6 pedone del nero · f6 torre del bianco · a5 torre del bianco · b5 alfiere del bianco · e5 re del nero · b4 pedone del bianco · e4 cavallo del bianco · h4 pedone del nero · c3 pedone del nero · g3 pedone del nero · a2 cavallo del nero · d2 pedone del bianco · f2 pedone del nero · h2 torre del nero · f1 re del bianco · h1 cavallo del nero | 6 |
| 5 | e8 torre del nero · g8 alfiere del nero · b7 pedone del nero · g7 alfiere del bianco · a6 pedone del nero · b6 cavallo del bianco · e6 pedone del nero · f6 torre del bianco · a5 torre del bianco · b5 alfiere del bianco · e5 re del nero · b4 pedone del bianco · e4 cavallo del bianco · h4 pedone del nero · c3 pedone del nero · g3 pedone del nero · a2 cavallo del nero · d2 pedone del bianco · f2 pedone del nero · h2 torre del nero · f1 re del bianco · h1 cavallo del nero | e8 torre del nero · g8 alfiere del nero · b7 pedone del nero · g7 alfiere del bianco · a6 pedone del nero · b6 cavallo del bianco · e6 pedone del nero · f6 torre del bianco · a5 torre del bianco · b5 alfiere del bianco · e5 re del nero · b4 pedone del bianco · e4 cavallo del bianco · h4 pedone del nero · c3 pedone del nero · g3 pedone del nero · a2 cavallo del nero · d2 pedone del bianco · f2 pedone del nero · h2 torre del nero · f1 re del bianco · h1 cavallo del nero | e8 torre del nero · g8 alfiere del nero · b7 pedone del nero · g7 alfiere del bianco · a6 pedone del nero · b6 cavallo del bianco · e6 pedone del nero · f6 torre del bianco · a5 torre del bianco · b5 alfiere del bianco · e5 re del nero · b4 pedone del bianco · e4 cavallo del bianco · h4 pedone del nero · c3 pedone del nero · g3 pedone del nero · a2 cavallo del nero · d2 pedone del bianco · f2 pedone del nero · h2 torre del nero · f1 re del bianco · h1 cavallo del nero | e8 torre del nero · g8 alfiere del nero · b7 pedone del nero · g7 alfiere del bianco · a6 pedone del nero · b6 cavallo del bianco · e6 pedone del nero · f6 torre del bianco · a5 torre del bianco · b5 alfiere del bianco · e5 re del nero · b4 pedone del bianco · e4 cavallo del bianco · h4 pedone del nero · c3 pedone del nero · g3 pedone del nero · a2 cavallo del nero · d2 pedone del bianco · f2 pedone del nero · h2 torre del nero · f1 re del bianco · h1 cavallo del nero | e8 torre del nero · g8 alfiere del nero · b7 pedone del nero · g7 alfiere del bianco · a6 pedone del nero · b6 cavallo del bianco · e6 pedone del nero · f6 torre del bianco · a5 torre del bianco · b5 alfiere del bianco · e5 re del nero · b4 pedone del bianco · e4 cavallo del bianco · h4 pedone del nero · c3 pedone del nero · g3 pedone del nero · a2 cavallo del nero · d2 pedone del bianco · f2 pedone del nero · h2 torre del nero · f1 re del bianco · h1 cavallo del nero | e8 torre del nero · g8 alfiere del nero · b7 pedone del nero · g7 alfiere del bianco · a6 pedone del nero · b6 cavallo del bianco · e6 pedone del nero · f6 torre del bianco · a5 torre del bianco · b5 alfiere del bianco · e5 re del nero · b4 pedone del bianco · e4 cavallo del bianco · h4 pedone del nero · c3 pedone del nero · g3 pedone del nero · a2 cavallo del nero · d2 pedone del bianco · f2 pedone del nero · h2 torre del nero · f1 re del bianco · h1 cavallo del nero | e8 torre del nero · g8 alfiere del nero · b7 pedone del nero · g7 alfiere del bianco · a6 pedone del nero · b6 cavallo del bianco · e6 pedone del nero · f6 torre del bianco · a5 torre del bianco · b5 alfiere del bianco · e5 re del nero · b4 pedone del bianco · e4 cavallo del bianco · h4 pedone del nero · c3 pedone del nero · g3 pedone del nero · a2 cavallo del nero · d2 pedone del bianco · f2 pedone del nero · h2 torre del nero · f1 re del bianco · h1 cavallo del nero | e8 torre del nero · g8 alfiere del nero · b7 pedone del nero · g7 alfiere del bianco · a6 pedone del nero · b6 cavallo del bianco · e6 pedone del nero · f6 torre del bianco · a5 torre del bianco · b5 alfiere del bianco · e5 re del nero · b4 pedone del bianco · e4 cavallo del bianco · h4 pedone del nero · c3 pedone del nero · g3 pedone del nero · a2 cavallo del nero · d2 pedone del bianco · f2 pedone del nero · h2 torre del nero · f1 re del bianco · h1 cavallo del nero | 5 |
| 4 | e8 torre del nero · g8 alfiere del nero · b7 pedone del nero · g7 alfiere del bianco · a6 pedone del nero · b6 cavallo del bianco · e6 pedone del nero · f6 torre del bianco · a5 torre del bianco · b5 alfiere del bianco · e5 re del nero · b4 pedone del bianco · e4 cavallo del bianco · h4 pedone del nero · c3 pedone del nero · g3 pedone del nero · a2 cavallo del nero · d2 pedone del bianco · f2 pedone del nero · h2 torre del nero · f1 re del bianco · h1 cavallo del nero | e8 torre del nero · g8 alfiere del nero · b7 pedone del nero · g7 alfiere del bianco · a6 pedone del nero · b6 cavallo del bianco · e6 pedone del nero · f6 torre del bianco · a5 torre del bianco · b5 alfiere del bianco · e5 re del nero · b4 pedone del bianco · e4 cavallo del bianco · h4 pedone del nero · c3 pedone del nero · g3 pedone del nero · a2 cavallo del nero · d2 pedone del bianco · f2 pedone del nero · h2 torre del nero · f1 re del bianco · h1 cavallo del nero | e8 torre del nero · g8 alfiere del nero · b7 pedone del nero · g7 alfiere del bianco · a6 pedone del nero · b6 cavallo del bianco · e6 pedone del nero · f6 torre del bianco · a5 torre del bianco · b5 alfiere del bianco · e5 re del nero · b4 pedone del bianco · e4 cavallo del bianco · h4 pedone del nero · c3 pedone del nero · g3 pedone del nero · a2 cavallo del nero · d2 pedone del bianco · f2 pedone del nero · h2 torre del nero · f1 re del bianco · h1 cavallo del nero | e8 torre del nero · g8 alfiere del nero · b7 pedone del nero · g7 alfiere del bianco · a6 pedone del nero · b6 cavallo del bianco · e6 pedone del nero · f6 torre del bianco · a5 torre del bianco · b5 alfiere del bianco · e5 re del nero · b4 pedone del bianco · e4 cavallo del bianco · h4 pedone del nero · c3 pedone del nero · g3 pedone del nero · a2 cavallo del nero · d2 pedone del bianco · f2 pedone del nero · h2 torre del nero · f1 re del bianco · h1 cavallo del nero | e8 torre del nero · g8 alfiere del nero · b7 pedone del nero · g7 alfiere del bianco · a6 pedone del nero · b6 cavallo del bianco · e6 pedone del nero · f6 torre del bianco · a5 torre del bianco · b5 alfiere del bianco · e5 re del nero · b4 pedone del bianco · e4 cavallo del bianco · h4 pedone del nero · c3 pedone del nero · g3 pedone del nero · a2 cavallo del nero · d2 pedone del bianco · f2 pedone del nero · h2 torre del nero · f1 re del bianco · h1 cavallo del nero | e8 torre del nero · g8 alfiere del nero · b7 pedone del nero · g7 alfiere del bianco · a6 pedone del nero · b6 cavallo del bianco · e6 pedone del nero · f6 torre del bianco · a5 torre del bianco · b5 alfiere del bianco · e5 re del nero · b4 pedone del bianco · e4 cavallo del bianco · h4 pedone del nero · c3 pedone del nero · g3 pedone del nero · a2 cavallo del nero · d2 pedone del bianco · f2 pedone del nero · h2 torre del nero · f1 re del bianco · h1 cavallo del nero | e8 torre del nero · g8 alfiere del nero · b7 pedone del nero · g7 alfiere del bianco · a6 pedone del nero · b6 cavallo del bianco · e6 pedone del nero · f6 torre del bianco · a5 torre del bianco · b5 alfiere del bianco · e5 re del nero · b4 pedone del bianco · e4 cavallo del bianco · h4 pedone del nero · c3 pedone del nero · g3 pedone del nero · a2 cavallo del nero · d2 pedone del bianco · f2 pedone del nero · h2 torre del nero · f1 re del bianco · h1 cavallo del nero | e8 torre del nero · g8 alfiere del nero · b7 pedone del nero · g7 alfiere del bianco · a6 pedone del nero · b6 cavallo del bianco · e6 pedone del nero · f6 torre del bianco · a5 torre del bianco · b5 alfiere del bianco · e5 re del nero · b4 pedone del bianco · e4 cavallo del bianco · h4 pedone del nero · c3 pedone del nero · g3 pedone del nero · a2 cavallo del nero · d2 pedone del bianco · f2 pedone del nero · h2 torre del nero · f1 re del bianco · h1 cavallo del nero | 4 |
| 3 | e8 torre del nero · g8 alfiere del nero · b7 pedone del nero · g7 alfiere del bianco · a6 pedone del nero · b6 cavallo del bianco · e6 pedone del nero · f6 torre del bianco · a5 torre del bianco · b5 alfiere del bianco · e5 re del nero · b4 pedone del bianco · e4 cavallo del bianco · h4 pedone del nero · c3 pedone del nero · g3 pedone del nero · a2 cavallo del nero · d2 pedone del bianco · f2 pedone del nero · h2 torre del nero · f1 re del bianco · h1 cavallo del nero | e8 torre del nero · g8 alfiere del nero · b7 pedone del nero · g7 alfiere del bianco · a6 pedone del nero · b6 cavallo del bianco · e6 pedone del nero · f6 torre del bianco · a5 torre del bianco · b5 alfiere del bianco · e5 re del nero · b4 pedone del bianco · e4 cavallo del bianco · h4 pedone del nero · c3 pedone del nero · g3 pedone del nero · a2 cavallo del nero · d2 pedone del bianco · f2 pedone del nero · h2 torre del nero · f1 re del bianco · h1 cavallo del nero | e8 torre del nero · g8 alfiere del nero · b7 pedone del nero · g7 alfiere del bianco · a6 pedone del nero · b6 cavallo del bianco · e6 pedone del nero · f6 torre del bianco · a5 torre del bianco · b5 alfiere del bianco · e5 re del nero · b4 pedone del bianco · e4 cavallo del bianco · h4 pedone del nero · c3 pedone del nero · g3 pedone del nero · a2 cavallo del nero · d2 pedone del bianco · f2 pedone del nero · h2 torre del nero · f1 re del bianco · h1 cavallo del nero | e8 torre del nero · g8 alfiere del nero · b7 pedone del nero · g7 alfiere del bianco · a6 pedone del nero · b6 cavallo del bianco · e6 pedone del nero · f6 torre del bianco · a5 torre del bianco · b5 alfiere del bianco · e5 re del nero · b4 pedone del bianco · e4 cavallo del bianco · h4 pedone del nero · c3 pedone del nero · g3 pedone del nero · a2 cavallo del nero · d2 pedone del bianco · f2 pedone del nero · h2 torre del nero · f1 re del bianco · h1 cavallo del nero | e8 torre del nero · g8 alfiere del nero · b7 pedone del nero · g7 alfiere del bianco · a6 pedone del nero · b6 cavallo del bianco · e6 pedone del nero · f6 torre del bianco · a5 torre del bianco · b5 alfiere del bianco · e5 re del nero · b4 pedone del bianco · e4 cavallo del bianco · h4 pedone del nero · c3 pedone del nero · g3 pedone del nero · a2 cavallo del nero · d2 pedone del bianco · f2 pedone del nero · h2 torre del nero · f1 re del bianco · h1 cavallo del nero | e8 torre del nero · g8 alfiere del nero · b7 pedone del nero · g7 alfiere del bianco · a6 pedone del nero · b6 cavallo del bianco · e6 pedone del nero · f6 torre del bianco · a5 torre del bianco · b5 alfiere del bianco · e5 re del nero · b4 pedone del bianco · e4 cavallo del bianco · h4 pedone del nero · c3 pedone del nero · g3 pedone del nero · a2 cavallo del nero · d2 pedone del bianco · f2 pedone del nero · h2 torre del nero · f1 re del bianco · h1 cavallo del nero | e8 torre del nero · g8 alfiere del nero · b7 pedone del nero · g7 alfiere del bianco · a6 pedone del nero · b6 cavallo del bianco · e6 pedone del nero · f6 torre del bianco · a5 torre del bianco · b5 alfiere del bianco · e5 re del nero · b4 pedone del bianco · e4 cavallo del bianco · h4 pedone del nero · c3 pedone del nero · g3 pedone del nero · a2 cavallo del nero · d2 pedone del bianco · f2 pedone del nero · h2 torre del nero · f1 re del bianco · h1 cavallo del nero | e8 torre del nero · g8 alfiere del nero · b7 pedone del nero · g7 alfiere del bianco · a6 pedone del nero · b6 cavallo del bianco · e6 pedone del nero · f6 torre del bianco · a5 torre del bianco · b5 alfiere del bianco · e5 re del nero · b4 pedone del bianco · e4 cavallo del bianco · h4 pedone del nero · c3 pedone del nero · g3 pedone del nero · a2 cavallo del nero · d2 pedone del bianco · f2 pedone del nero · h2 torre del nero · f1 re del bianco · h1 cavallo del nero | 3 |
| 2 | e8 torre del nero · g8 alfiere del nero · b7 pedone del nero · g7 alfiere del bianco · a6 pedone del nero · b6 cavallo del bianco · e6 pedone del nero · f6 torre del bianco · a5 torre del bianco · b5 alfiere del bianco · e5 re del nero · b4 pedone del bianco · e4 cavallo del bianco · h4 pedone del nero · c3 pedone del nero · g3 pedone del nero · a2 cavallo del nero · d2 pedone del bianco · f2 pedone del nero · h2 torre del nero · f1 re del bianco · h1 cavallo del nero | e8 torre del nero · g8 alfiere del nero · b7 pedone del nero · g7 alfiere del bianco · a6 pedone del nero · b6 cavallo del bianco · e6 pedone del nero · f6 torre del bianco · a5 torre del bianco · b5 alfiere del bianco · e5 re del nero · b4 pedone del bianco · e4 cavallo del bianco · h4 pedone del nero · c3 pedone del nero · g3 pedone del nero · a2 cavallo del nero · d2 pedone del bianco · f2 pedone del nero · h2 torre del nero · f1 re del bianco · h1 cavallo del nero | e8 torre del nero · g8 alfiere del nero · b7 pedone del nero · g7 alfiere del bianco · a6 pedone del nero · b6 cavallo del bianco · e6 pedone del nero · f6 torre del bianco · a5 torre del bianco · b5 alfiere del bianco · e5 re del nero · b4 pedone del bianco · e4 cavallo del bianco · h4 pedone del nero · c3 pedone del nero · g3 pedone del nero · a2 cavallo del nero · d2 pedone del bianco · f2 pedone del nero · h2 torre del nero · f1 re del bianco · h1 cavallo del nero | e8 torre del nero · g8 alfiere del nero · b7 pedone del nero · g7 alfiere del bianco · a6 pedone del nero · b6 cavallo del bianco · e6 pedone del nero · f6 torre del bianco · a5 torre del bianco · b5 alfiere del bianco · e5 re del nero · b4 pedone del bianco · e4 cavallo del bianco · h4 pedone del nero · c3 pedone del nero · g3 pedone del nero · a2 cavallo del nero · d2 pedone del bianco · f2 pedone del nero · h2 torre del nero · f1 re del bianco · h1 cavallo del nero | e8 torre del nero · g8 alfiere del nero · b7 pedone del nero · g7 alfiere del bianco · a6 pedone del nero · b6 cavallo del bianco · e6 pedone del nero · f6 torre del bianco · a5 torre del bianco · b5 alfiere del bianco · e5 re del nero · b4 pedone del bianco · e4 cavallo del bianco · h4 pedone del nero · c3 pedone del nero · g3 pedone del nero · a2 cavallo del nero · d2 pedone del bianco · f2 pedone del nero · h2 torre del nero · f1 re del bianco · h1 cavallo del nero | e8 torre del nero · g8 alfiere del nero · b7 pedone del nero · g7 alfiere del bianco · a6 pedone del nero · b6 cavallo del bianco · e6 pedone del nero · f6 torre del bianco · a5 torre del bianco · b5 alfiere del bianco · e5 re del nero · b4 pedone del bianco · e4 cavallo del bianco · h4 pedone del nero · c3 pedone del nero · g3 pedone del nero · a2 cavallo del nero · d2 pedone del bianco · f2 pedone del nero · h2 torre del nero · f1 re del bianco · h1 cavallo del nero | e8 torre del nero · g8 alfiere del nero · b7 pedone del nero · g7 alfiere del bianco · a6 pedone del nero · b6 cavallo del bianco · e6 pedone del nero · f6 torre del bianco · a5 torre del bianco · b5 alfiere del bianco · e5 re del nero · b4 pedone del bianco · e4 cavallo del bianco · h4 pedone del nero · c3 pedone del nero · g3 pedone del nero · a2 cavallo del nero · d2 pedone del bianco · f2 pedone del nero · h2 torre del nero · f1 re del bianco · h1 cavallo del nero | e8 torre del nero · g8 alfiere del nero · b7 pedone del nero · g7 alfiere del bianco · a6 pedone del nero · b6 cavallo del bianco · e6 pedone del nero · f6 torre del bianco · a5 torre del bianco · b5 alfiere del bianco · e5 re del nero · b4 pedone del bianco · e4 cavallo del bianco · h4 pedone del nero · c3 pedone del nero · g3 pedone del nero · a2 cavallo del nero · d2 pedone del bianco · f2 pedone del nero · h2 torre del nero · f1 re del bianco · h1 cavallo del nero | 2 |
| 1 | e8 torre del nero · g8 alfiere del nero · b7 pedone del nero · g7 alfiere del bianco · a6 pedone del nero · b6 cavallo del bianco · e6 pedone del nero · f6 torre del bianco · a5 torre del bianco · b5 alfiere del bianco · e5 re del nero · b4 pedone del bianco · e4 cavallo del bianco · h4 pedone del nero · c3 pedone del nero · g3 pedone del nero · a2 cavallo del nero · d2 pedone del bianco · f2 pedone del nero · h2 torre del nero · f1 re del bianco · h1 cavallo del nero | e8 torre del nero · g8 alfiere del nero · b7 pedone del nero · g7 alfiere del bianco · a6 pedone del nero · b6 cavallo del bianco · e6 pedone del nero · f6 torre del bianco · a5 torre del bianco · b5 alfiere del bianco · e5 re del nero · b4 pedone del bianco · e4 cavallo del bianco · h4 pedone del nero · c3 pedone del nero · g3 pedone del nero · a2 cavallo del nero · d2 pedone del bianco · f2 pedone del nero · h2 torre del nero · f1 re del bianco · h1 cavallo del nero | e8 torre del nero · g8 alfiere del nero · b7 pedone del nero · g7 alfiere del bianco · a6 pedone del nero · b6 cavallo del bianco · e6 pedone del nero · f6 torre del bianco · a5 torre del bianco · b5 alfiere del bianco · e5 re del nero · b4 pedone del bianco · e4 cavallo del bianco · h4 pedone del nero · c3 pedone del nero · g3 pedone del nero · a2 cavallo del nero · d2 pedone del bianco · f2 pedone del nero · h2 torre del nero · f1 re del bianco · h1 cavallo del nero | e8 torre del nero · g8 alfiere del nero · b7 pedone del nero · g7 alfiere del bianco · a6 pedone del nero · b6 cavallo del bianco · e6 pedone del nero · f6 torre del bianco · a5 torre del bianco · b5 alfiere del bianco · e5 re del nero · b4 pedone del bianco · e4 cavallo del bianco · h4 pedone del nero · c3 pedone del nero · g3 pedone del nero · a2 cavallo del nero · d2 pedone del bianco · f2 pedone del nero · h2 torre del nero · f1 re del bianco · h1 cavallo del nero | e8 torre del nero · g8 alfiere del nero · b7 pedone del nero · g7 alfiere del bianco · a6 pedone del nero · b6 cavallo del bianco · e6 pedone del nero · f6 torre del bianco · a5 torre del bianco · b5 alfiere del bianco · e5 re del nero · b4 pedone del bianco · e4 cavallo del bianco · h4 pedone del nero · c3 pedone del nero · g3 pedone del nero · a2 cavallo del nero · d2 pedone del bianco · f2 pedone del nero · h2 torre del nero · f1 re del bianco · h1 cavallo del nero | e8 torre del nero · g8 alfiere del nero · b7 pedone del nero · g7 alfiere del bianco · a6 pedone del nero · b6 cavallo del bianco · e6 pedone del nero · f6 torre del bianco · a5 torre del bianco · b5 alfiere del bianco · e5 re del nero · b4 pedone del bianco · e4 cavallo del bianco · h4 pedone del nero · c3 pedone del nero · g3 pedone del nero · a2 cavallo del nero · d2 pedone del bianco · f2 pedone del nero · h2 torre del nero · f1 re del bianco · h1 cavallo del nero | e8 torre del nero · g8 alfiere del nero · b7 pedone del nero · g7 alfiere del bianco · a6 pedone del nero · b6 cavallo del bianco · e6 pedone del nero · f6 torre del bianco · a5 torre del bianco · b5 alfiere del bianco · e5 re del nero · b4 pedone del bianco · e4 cavallo del bianco · h4 pedone del nero · c3 pedone del nero · g3 pedone del nero · a2 cavallo del nero · d2 pedone del bianco · f2 pedone del nero · h2 torre del nero · f1 re del bianco · h1 cavallo del nero | e8 torre del nero · g8 alfiere del nero · b7 pedone del nero · g7 alfiere del bianco · a6 pedone del nero · b6 cavallo del bianco · e6 pedone del nero · f6 torre del bianco · a5 torre del bianco · b5 alfiere del bianco · e5 re del nero · b4 pedone del bianco · e4 cavallo del bianco · h4 pedone del nero · c3 pedone del nero · g3 pedone del nero · a2 cavallo del nero · d2 pedone del bianco · f2 pedone del nero · h2 torre del nero · f1 re del bianco · h1 cavallo del nero | 1 |
|   | a | b | c | d | e | f | g | h |   |

Soluzione:
1. Re2!!

- 1. ...Rxe4 2. Ad3+ Rd4 3. Tf4#
- 1. ...Rd4 2. Tf4+ e5 3.Cxg3#
- 1. ...f1 = C+ 2. Tf2+ Rxe4 3.Ad3# (o d3#)

e infine il seguito più sorprendente:

1. ...f1=D con scacco doppio

Loyd compose questo problema per celebrare il famoso «gambetto Steinitz» 
(1. e4 e5 2. f4 exf4 3. Cc3 Dh4+ 4. Re2). Questa variante del gambetto di re è considerata scorretta dalla teoria, ma la sua confutazione non è facile. Steinitz la impiegò diverse volte e con successo, per esempio nell'ultima partita del campionato del mondo 1886 contro Zukertort.
Nel 2000 la rivista olandese « Probleemblad » incluse questa composizione tra i candidati al titolo di "Problema del Millennio".
|   | a | b | c | d | e | f | g | h |   |
| 8 | a7 torre del nero · b7 pedone del nero · c7 pedone del bianco · d7 torre del bianco · g7 donna del bianco · d6 alfiere del nero · f6 alfiere del bianco · h6 torre del bianco · c5 pedone del nero · d5 pedone del nero · f5 re del nero · c4 torre del nero · g4 pedone del nero · b3 donna del nero · e3 pedone del nero · h3 pedone del bianco · a2 pedone del nero · f2 cavallo del nero · g2 alfiere del bianco · a1 re del bianco · b1 alfiere del nero · c1 cavallo del nero · d1 cavallo del bianco · g1 cavallo del bianco | a7 torre del nero · b7 pedone del nero · c7 pedone del bianco · d7 torre del bianco · g7 donna del bianco · d6 alfiere del nero · f6 alfiere del bianco · h6 torre del bianco · c5 pedone del nero · d5 pedone del nero · f5 re del nero · c4 torre del nero · g4 pedone del nero · b3 donna del nero · e3 pedone del nero · h3 pedone del bianco · a2 pedone del nero · f2 cavallo del nero · g2 alfiere del bianco · a1 re del bianco · b1 alfiere del nero · c1 cavallo del nero · d1 cavallo del bianco · g1 cavallo del bianco | a7 torre del nero · b7 pedone del nero · c7 pedone del bianco · d7 torre del bianco · g7 donna del bianco · d6 alfiere del nero · f6 alfiere del bianco · h6 torre del bianco · c5 pedone del nero · d5 pedone del nero · f5 re del nero · c4 torre del nero · g4 pedone del nero · b3 donna del nero · e3 pedone del nero · h3 pedone del bianco · a2 pedone del nero · f2 cavallo del nero · g2 alfiere del bianco · a1 re del bianco · b1 alfiere del nero · c1 cavallo del nero · d1 cavallo del bianco · g1 cavallo del bianco | a7 torre del nero · b7 pedone del nero · c7 pedone del bianco · d7 torre del bianco · g7 donna del bianco · d6 alfiere del nero · f6 alfiere del bianco · h6 torre del bianco · c5 pedone del nero · d5 pedone del nero · f5 re del nero · c4 torre del nero · g4 pedone del nero · b3 donna del nero · e3 pedone del nero · h3 pedone del bianco · a2 pedone del nero · f2 cavallo del nero · g2 alfiere del bianco · a1 re del bianco · b1 alfiere del nero · c1 cavallo del nero · d1 cavallo del bianco · g1 cavallo del bianco | a7 torre del nero · b7 pedone del nero · c7 pedone del bianco · d7 torre del bianco · g7 donna del bianco · d6 alfiere del nero · f6 alfiere del bianco · h6 torre del bianco · c5 pedone del nero · d5 pedone del nero · f5 re del nero · c4 torre del nero · g4 pedone del nero · b3 donna del nero · e3 pedone del nero · h3 pedone del bianco · a2 pedone del nero · f2 cavallo del nero · g2 alfiere del bianco · a1 re del bianco · b1 alfiere del nero · c1 cavallo del nero · d1 cavallo del bianco · g1 cavallo del bianco | a7 torre del nero · b7 pedone del nero · c7 pedone del bianco · d7 torre del bianco · g7 donna del bianco · d6 alfiere del nero · f6 alfiere del bianco · h6 torre del bianco · c5 pedone del nero · d5 pedone del nero · f5 re del nero · c4 torre del nero · g4 pedone del nero · b3 donna del nero · e3 pedone del nero · h3 pedone del bianco · a2 pedone del nero · f2 cavallo del nero · g2 alfiere del bianco · a1 re del bianco · b1 alfiere del nero · c1 cavallo del nero · d1 cavallo del bianco · g1 cavallo del bianco | a7 torre del nero · b7 pedone del nero · c7 pedone del bianco · d7 torre del bianco · g7 donna del bianco · d6 alfiere del nero · f6 alfiere del bianco · h6 torre del bianco · c5 pedone del nero · d5 pedone del nero · f5 re del nero · c4 torre del nero · g4 pedone del nero · b3 donna del nero · e3 pedone del nero · h3 pedone del bianco · a2 pedone del nero · f2 cavallo del nero · g2 alfiere del bianco · a1 re del bianco · b1 alfiere del nero · c1 cavallo del nero · d1 cavallo del bianco · g1 cavallo del bianco | a7 torre del nero · b7 pedone del nero · c7 pedone del bianco · d7 torre del bianco · g7 donna del bianco · d6 alfiere del nero · f6 alfiere del bianco · h6 torre del bianco · c5 pedone del nero · d5 pedone del nero · f5 re del nero · c4 torre del nero · g4 pedone del nero · b3 donna del nero · e3 pedone del nero · h3 pedone del bianco · a2 pedone del nero · f2 cavallo del nero · g2 alfiere del bianco · a1 re del bianco · b1 alfiere del nero · c1 cavallo del nero · d1 cavallo del bianco · g1 cavallo del bianco | 8 |
| 7 | a7 torre del nero · b7 pedone del nero · c7 pedone del bianco · d7 torre del bianco · g7 donna del bianco · d6 alfiere del nero · f6 alfiere del bianco · h6 torre del bianco · c5 pedone del nero · d5 pedone del nero · f5 re del nero · c4 torre del nero · g4 pedone del nero · b3 donna del nero · e3 pedone del nero · h3 pedone del bianco · a2 pedone del nero · f2 cavallo del nero · g2 alfiere del bianco · a1 re del bianco · b1 alfiere del nero · c1 cavallo del nero · d1 cavallo del bianco · g1 cavallo del bianco | a7 torre del nero · b7 pedone del nero · c7 pedone del bianco · d7 torre del bianco · g7 donna del bianco · d6 alfiere del nero · f6 alfiere del bianco · h6 torre del bianco · c5 pedone del nero · d5 pedone del nero · f5 re del nero · c4 torre del nero · g4 pedone del nero · b3 donna del nero · e3 pedone del nero · h3 pedone del bianco · a2 pedone del nero · f2 cavallo del nero · g2 alfiere del bianco · a1 re del bianco · b1 alfiere del nero · c1 cavallo del nero · d1 cavallo del bianco · g1 cavallo del bianco | a7 torre del nero · b7 pedone del nero · c7 pedone del bianco · d7 torre del bianco · g7 donna del bianco · d6 alfiere del nero · f6 alfiere del bianco · h6 torre del bianco · c5 pedone del nero · d5 pedone del nero · f5 re del nero · c4 torre del nero · g4 pedone del nero · b3 donna del nero · e3 pedone del nero · h3 pedone del bianco · a2 pedone del nero · f2 cavallo del nero · g2 alfiere del bianco · a1 re del bianco · b1 alfiere del nero · c1 cavallo del nero · d1 cavallo del bianco · g1 cavallo del bianco | a7 torre del nero · b7 pedone del nero · c7 pedone del bianco · d7 torre del bianco · g7 donna del bianco · d6 alfiere del nero · f6 alfiere del bianco · h6 torre del bianco · c5 pedone del nero · d5 pedone del nero · f5 re del nero · c4 torre del nero · g4 pedone del nero · b3 donna del nero · e3 pedone del nero · h3 pedone del bianco · a2 pedone del nero · f2 cavallo del nero · g2 alfiere del bianco · a1 re del bianco · b1 alfiere del nero · c1 cavallo del nero · d1 cavallo del bianco · g1 cavallo del bianco | a7 torre del nero · b7 pedone del nero · c7 pedone del bianco · d7 torre del bianco · g7 donna del bianco · d6 alfiere del nero · f6 alfiere del bianco · h6 torre del bianco · c5 pedone del nero · d5 pedone del nero · f5 re del nero · c4 torre del nero · g4 pedone del nero · b3 donna del nero · e3 pedone del nero · h3 pedone del bianco · a2 pedone del nero · f2 cavallo del nero · g2 alfiere del bianco · a1 re del bianco · b1 alfiere del nero · c1 cavallo del nero · d1 cavallo del bianco · g1 cavallo del bianco | a7 torre del nero · b7 pedone del nero · c7 pedone del bianco · d7 torre del bianco · g7 donna del bianco · d6 alfiere del nero · f6 alfiere del bianco · h6 torre del bianco · c5 pedone del nero · d5 pedone del nero · f5 re del nero · c4 torre del nero · g4 pedone del nero · b3 donna del nero · e3 pedone del nero · h3 pedone del bianco · a2 pedone del nero · f2 cavallo del nero · g2 alfiere del bianco · a1 re del bianco · b1 alfiere del nero · c1 cavallo del nero · d1 cavallo del bianco · g1 cavallo del bianco | a7 torre del nero · b7 pedone del nero · c7 pedone del bianco · d7 torre del bianco · g7 donna del bianco · d6 alfiere del nero · f6 alfiere del bianco · h6 torre del bianco · c5 pedone del nero · d5 pedone del nero · f5 re del nero · c4 torre del nero · g4 pedone del nero · b3 donna del nero · e3 pedone del nero · h3 pedone del bianco · a2 pedone del nero · f2 cavallo del nero · g2 alfiere del bianco · a1 re del bianco · b1 alfiere del nero · c1 cavallo del nero · d1 cavallo del bianco · g1 cavallo del bianco | a7 torre del nero · b7 pedone del nero · c7 pedone del bianco · d7 torre del bianco · g7 donna del bianco · d6 alfiere del nero · f6 alfiere del bianco · h6 torre del bianco · c5 pedone del nero · d5 pedone del nero · f5 re del nero · c4 torre del nero · g4 pedone del nero · b3 donna del nero · e3 pedone del nero · h3 pedone del bianco · a2 pedone del nero · f2 cavallo del nero · g2 alfiere del bianco · a1 re del bianco · b1 alfiere del nero · c1 cavallo del nero · d1 cavallo del bianco · g1 cavallo del bianco | 7 |
| 6 | a7 torre del nero · b7 pedone del nero · c7 pedone del bianco · d7 torre del bianco · g7 donna del bianco · d6 alfiere del nero · f6 alfiere del bianco · h6 torre del bianco · c5 pedone del nero · d5 pedone del nero · f5 re del nero · c4 torre del nero · g4 pedone del nero · b3 donna del nero · e3 pedone del nero · h3 pedone del bianco · a2 pedone del nero · f2 cavallo del nero · g2 alfiere del bianco · a1 re del bianco · b1 alfiere del nero · c1 cavallo del nero · d1 cavallo del bianco · g1 cavallo del bianco | a7 torre del nero · b7 pedone del nero · c7 pedone del bianco · d7 torre del bianco · g7 donna del bianco · d6 alfiere del nero · f6 alfiere del bianco · h6 torre del bianco · c5 pedone del nero · d5 pedone del nero · f5 re del nero · c4 torre del nero · g4 pedone del nero · b3 donna del nero · e3 pedone del nero · h3 pedone del bianco · a2 pedone del nero · f2 cavallo del nero · g2 alfiere del bianco · a1 re del bianco · b1 alfiere del nero · c1 cavallo del nero · d1 cavallo del bianco · g1 cavallo del bianco | a7 torre del nero · b7 pedone del nero · c7 pedone del bianco · d7 torre del bianco · g7 donna del bianco · d6 alfiere del nero · f6 alfiere del bianco · h6 torre del bianco · c5 pedone del nero · d5 pedone del nero · f5 re del nero · c4 torre del nero · g4 pedone del nero · b3 donna del nero · e3 pedone del nero · h3 pedone del bianco · a2 pedone del nero · f2 cavallo del nero · g2 alfiere del bianco · a1 re del bianco · b1 alfiere del nero · c1 cavallo del nero · d1 cavallo del bianco · g1 cavallo del bianco | a7 torre del nero · b7 pedone del nero · c7 pedone del bianco · d7 torre del bianco · g7 donna del bianco · d6 alfiere del nero · f6 alfiere del bianco · h6 torre del bianco · c5 pedone del nero · d5 pedone del nero · f5 re del nero · c4 torre del nero · g4 pedone del nero · b3 donna del nero · e3 pedone del nero · h3 pedone del bianco · a2 pedone del nero · f2 cavallo del nero · g2 alfiere del bianco · a1 re del bianco · b1 alfiere del nero · c1 cavallo del nero · d1 cavallo del bianco · g1 cavallo del bianco | a7 torre del nero · b7 pedone del nero · c7 pedone del bianco · d7 torre del bianco · g7 donna del bianco · d6 alfiere del nero · f6 alfiere del bianco · h6 torre del bianco · c5 pedone del nero · d5 pedone del nero · f5 re del nero · c4 torre del nero · g4 pedone del nero · b3 donna del nero · e3 pedone del nero · h3 pedone del bianco · a2 pedone del nero · f2 cavallo del nero · g2 alfiere del bianco · a1 re del bianco · b1 alfiere del nero · c1 cavallo del nero · d1 cavallo del bianco · g1 cavallo del bianco | a7 torre del nero · b7 pedone del nero · c7 pedone del bianco · d7 torre del bianco · g7 donna del bianco · d6 alfiere del nero · f6 alfiere del bianco · h6 torre del bianco · c5 pedone del nero · d5 pedone del nero · f5 re del nero · c4 torre del nero · g4 pedone del nero · b3 donna del nero · e3 pedone del nero · h3 pedone del bianco · a2 pedone del nero · f2 cavallo del nero · g2 alfiere del bianco · a1 re del bianco · b1 alfiere del nero · c1 cavallo del nero · d1 cavallo del bianco · g1 cavallo del bianco | a7 torre del nero · b7 pedone del nero · c7 pedone del bianco · d7 torre del bianco · g7 donna del bianco · d6 alfiere del nero · f6 alfiere del bianco · h6 torre del bianco · c5 pedone del nero · d5 pedone del nero · f5 re del nero · c4 torre del nero · g4 pedone del nero · b3 donna del nero · e3 pedone del nero · h3 pedone del bianco · a2 pedone del nero · f2 cavallo del nero · g2 alfiere del bianco · a1 re del bianco · b1 alfiere del nero · c1 cavallo del nero · d1 cavallo del bianco · g1 cavallo del bianco | a7 torre del nero · b7 pedone del nero · c7 pedone del bianco · d7 torre del bianco · g7 donna del bianco · d6 alfiere del nero · f6 alfiere del bianco · h6 torre del bianco · c5 pedone del nero · d5 pedone del nero · f5 re del nero · c4 torre del nero · g4 pedone del nero · b3 donna del nero · e3 pedone del nero · h3 pedone del bianco · a2 pedone del nero · f2 cavallo del nero · g2 alfiere del bianco · a1 re del bianco · b1 alfiere del nero · c1 cavallo del nero · d1 cavallo del bianco · g1 cavallo del bianco | 6 |
| 5 | a7 torre del nero · b7 pedone del nero · c7 pedone del bianco · d7 torre del bianco · g7 donna del bianco · d6 alfiere del nero · f6 alfiere del bianco · h6 torre del bianco · c5 pedone del nero · d5 pedone del nero · f5 re del nero · c4 torre del nero · g4 pedone del nero · b3 donna del nero · e3 pedone del nero · h3 pedone del bianco · a2 pedone del nero · f2 cavallo del nero · g2 alfiere del bianco · a1 re del bianco · b1 alfiere del nero · c1 cavallo del nero · d1 cavallo del bianco · g1 cavallo del bianco | a7 torre del nero · b7 pedone del nero · c7 pedone del bianco · d7 torre del bianco · g7 donna del bianco · d6 alfiere del nero · f6 alfiere del bianco · h6 torre del bianco · c5 pedone del nero · d5 pedone del nero · f5 re del nero · c4 torre del nero · g4 pedone del nero · b3 donna del nero · e3 pedone del nero · h3 pedone del bianco · a2 pedone del nero · f2 cavallo del nero · g2 alfiere del bianco · a1 re del bianco · b1 alfiere del nero · c1 cavallo del nero · d1 cavallo del bianco · g1 cavallo del bianco | a7 torre del nero · b7 pedone del nero · c7 pedone del bianco · d7 torre del bianco · g7 donna del bianco · d6 alfiere del nero · f6 alfiere del bianco · h6 torre del bianco · c5 pedone del nero · d5 pedone del nero · f5 re del nero · c4 torre del nero · g4 pedone del nero · b3 donna del nero · e3 pedone del nero · h3 pedone del bianco · a2 pedone del nero · f2 cavallo del nero · g2 alfiere del bianco · a1 re del bianco · b1 alfiere del nero · c1 cavallo del nero · d1 cavallo del bianco · g1 cavallo del bianco | a7 torre del nero · b7 pedone del nero · c7 pedone del bianco · d7 torre del bianco · g7 donna del bianco · d6 alfiere del nero · f6 alfiere del bianco · h6 torre del bianco · c5 pedone del nero · d5 pedone del nero · f5 re del nero · c4 torre del nero · g4 pedone del nero · b3 donna del nero · e3 pedone del nero · h3 pedone del bianco · a2 pedone del nero · f2 cavallo del nero · g2 alfiere del bianco · a1 re del bianco · b1 alfiere del nero · c1 cavallo del nero · d1 cavallo del bianco · g1 cavallo del bianco | a7 torre del nero · b7 pedone del nero · c7 pedone del bianco · d7 torre del bianco · g7 donna del bianco · d6 alfiere del nero · f6 alfiere del bianco · h6 torre del bianco · c5 pedone del nero · d5 pedone del nero · f5 re del nero · c4 torre del nero · g4 pedone del nero · b3 donna del nero · e3 pedone del nero · h3 pedone del bianco · a2 pedone del nero · f2 cavallo del nero · g2 alfiere del bianco · a1 re del bianco · b1 alfiere del nero · c1 cavallo del nero · d1 cavallo del bianco · g1 cavallo del bianco | a7 torre del nero · b7 pedone del nero · c7 pedone del bianco · d7 torre del bianco · g7 donna del bianco · d6 alfiere del nero · f6 alfiere del bianco · h6 torre del bianco · c5 pedone del nero · d5 pedone del nero · f5 re del nero · c4 torre del nero · g4 pedone del nero · b3 donna del nero · e3 pedone del nero · h3 pedone del bianco · a2 pedone del nero · f2 cavallo del nero · g2 alfiere del bianco · a1 re del bianco · b1 alfiere del nero · c1 cavallo del nero · d1 cavallo del bianco · g1 cavallo del bianco | a7 torre del nero · b7 pedone del nero · c7 pedone del bianco · d7 torre del bianco · g7 donna del bianco · d6 alfiere del nero · f6 alfiere del bianco · h6 torre del bianco · c5 pedone del nero · d5 pedone del nero · f5 re del nero · c4 torre del nero · g4 pedone del nero · b3 donna del nero · e3 pedone del nero · h3 pedone del bianco · a2 pedone del nero · f2 cavallo del nero · g2 alfiere del bianco · a1 re del bianco · b1 alfiere del nero · c1 cavallo del nero · d1 cavallo del bianco · g1 cavallo del bianco | a7 torre del nero · b7 pedone del nero · c7 pedone del bianco · d7 torre del bianco · g7 donna del bianco · d6 alfiere del nero · f6 alfiere del bianco · h6 torre del bianco · c5 pedone del nero · d5 pedone del nero · f5 re del nero · c4 torre del nero · g4 pedone del nero · b3 donna del nero · e3 pedone del nero · h3 pedone del bianco · a2 pedone del nero · f2 cavallo del nero · g2 alfiere del bianco · a1 re del bianco · b1 alfiere del nero · c1 cavallo del nero · d1 cavallo del bianco · g1 cavallo del bianco | 5 |
| 4 | a7 torre del nero · b7 pedone del nero · c7 pedone del bianco · d7 torre del bianco · g7 donna del bianco · d6 alfiere del nero · f6 alfiere del bianco · h6 torre del bianco · c5 pedone del nero · d5 pedone del nero · f5 re del nero · c4 torre del nero · g4 pedone del nero · b3 donna del nero · e3 pedone del nero · h3 pedone del bianco · a2 pedone del nero · f2 cavallo del nero · g2 alfiere del bianco · a1 re del bianco · b1 alfiere del nero · c1 cavallo del nero · d1 cavallo del bianco · g1 cavallo del bianco | a7 torre del nero · b7 pedone del nero · c7 pedone del bianco · d7 torre del bianco · g7 donna del bianco · d6 alfiere del nero · f6 alfiere del bianco · h6 torre del bianco · c5 pedone del nero · d5 pedone del nero · f5 re del nero · c4 torre del nero · g4 pedone del nero · b3 donna del nero · e3 pedone del nero · h3 pedone del bianco · a2 pedone del nero · f2 cavallo del nero · g2 alfiere del bianco · a1 re del bianco · b1 alfiere del nero · c1 cavallo del nero · d1 cavallo del bianco · g1 cavallo del bianco | a7 torre del nero · b7 pedone del nero · c7 pedone del bianco · d7 torre del bianco · g7 donna del bianco · d6 alfiere del nero · f6 alfiere del bianco · h6 torre del bianco · c5 pedone del nero · d5 pedone del nero · f5 re del nero · c4 torre del nero · g4 pedone del nero · b3 donna del nero · e3 pedone del nero · h3 pedone del bianco · a2 pedone del nero · f2 cavallo del nero · g2 alfiere del bianco · a1 re del bianco · b1 alfiere del nero · c1 cavallo del nero · d1 cavallo del bianco · g1 cavallo del bianco | a7 torre del nero · b7 pedone del nero · c7 pedone del bianco · d7 torre del bianco · g7 donna del bianco · d6 alfiere del nero · f6 alfiere del bianco · h6 torre del bianco · c5 pedone del nero · d5 pedone del nero · f5 re del nero · c4 torre del nero · g4 pedone del nero · b3 donna del nero · e3 pedone del nero · h3 pedone del bianco · a2 pedone del nero · f2 cavallo del nero · g2 alfiere del bianco · a1 re del bianco · b1 alfiere del nero · c1 cavallo del nero · d1 cavallo del bianco · g1 cavallo del bianco | a7 torre del nero · b7 pedone del nero · c7 pedone del bianco · d7 torre del bianco · g7 donna del bianco · d6 alfiere del nero · f6 alfiere del bianco · h6 torre del bianco · c5 pedone del nero · d5 pedone del nero · f5 re del nero · c4 torre del nero · g4 pedone del nero · b3 donna del nero · e3 pedone del nero · h3 pedone del bianco · a2 pedone del nero · f2 cavallo del nero · g2 alfiere del bianco · a1 re del bianco · b1 alfiere del nero · c1 cavallo del nero · d1 cavallo del bianco · g1 cavallo del bianco | a7 torre del nero · b7 pedone del nero · c7 pedone del bianco · d7 torre del bianco · g7 donna del bianco · d6 alfiere del nero · f6 alfiere del bianco · h6 torre del bianco · c5 pedone del nero · d5 pedone del nero · f5 re del nero · c4 torre del nero · g4 pedone del nero · b3 donna del nero · e3 pedone del nero · h3 pedone del bianco · a2 pedone del nero · f2 cavallo del nero · g2 alfiere del bianco · a1 re del bianco · b1 alfiere del nero · c1 cavallo del nero · d1 cavallo del bianco · g1 cavallo del bianco | a7 torre del nero · b7 pedone del nero · c7 pedone del bianco · d7 torre del bianco · g7 donna del bianco · d6 alfiere del nero · f6 alfiere del bianco · h6 torre del bianco · c5 pedone del nero · d5 pedone del nero · f5 re del nero · c4 torre del nero · g4 pedone del nero · b3 donna del nero · e3 pedone del nero · h3 pedone del bianco · a2 pedone del nero · f2 cavallo del nero · g2 alfiere del bianco · a1 re del bianco · b1 alfiere del nero · c1 cavallo del nero · d1 cavallo del bianco · g1 cavallo del bianco | a7 torre del nero · b7 pedone del nero · c7 pedone del bianco · d7 torre del bianco · g7 donna del bianco · d6 alfiere del nero · f6 alfiere del bianco · h6 torre del bianco · c5 pedone del nero · d5 pedone del nero · f5 re del nero · c4 torre del nero · g4 pedone del nero · b3 donna del nero · e3 pedone del nero · h3 pedone del bianco · a2 pedone del nero · f2 cavallo del nero · g2 alfiere del bianco · a1 re del bianco · b1 alfiere del nero · c1 cavallo del nero · d1 cavallo del bianco · g1 cavallo del bianco | 4 |
| 3 | a7 torre del nero · b7 pedone del nero · c7 pedone del bianco · d7 torre del bianco · g7 donna del bianco · d6 alfiere del nero · f6 alfiere del bianco · h6 torre del bianco · c5 pedone del nero · d5 pedone del nero · f5 re del nero · c4 torre del nero · g4 pedone del nero · b3 donna del nero · e3 pedone del nero · h3 pedone del bianco · a2 pedone del nero · f2 cavallo del nero · g2 alfiere del bianco · a1 re del bianco · b1 alfiere del nero · c1 cavallo del nero · d1 cavallo del bianco · g1 cavallo del bianco | a7 torre del nero · b7 pedone del nero · c7 pedone del bianco · d7 torre del bianco · g7 donna del bianco · d6 alfiere del nero · f6 alfiere del bianco · h6 torre del bianco · c5 pedone del nero · d5 pedone del nero · f5 re del nero · c4 torre del nero · g4 pedone del nero · b3 donna del nero · e3 pedone del nero · h3 pedone del bianco · a2 pedone del nero · f2 cavallo del nero · g2 alfiere del bianco · a1 re del bianco · b1 alfiere del nero · c1 cavallo del nero · d1 cavallo del bianco · g1 cavallo del bianco | a7 torre del nero · b7 pedone del nero · c7 pedone del bianco · d7 torre del bianco · g7 donna del bianco · d6 alfiere del nero · f6 alfiere del bianco · h6 torre del bianco · c5 pedone del nero · d5 pedone del nero · f5 re del nero · c4 torre del nero · g4 pedone del nero · b3 donna del nero · e3 pedone del nero · h3 pedone del bianco · a2 pedone del nero · f2 cavallo del nero · g2 alfiere del bianco · a1 re del bianco · b1 alfiere del nero · c1 cavallo del nero · d1 cavallo del bianco · g1 cavallo del bianco | a7 torre del nero · b7 pedone del nero · c7 pedone del bianco · d7 torre del bianco · g7 donna del bianco · d6 alfiere del nero · f6 alfiere del bianco · h6 torre del bianco · c5 pedone del nero · d5 pedone del nero · f5 re del nero · c4 torre del nero · g4 pedone del nero · b3 donna del nero · e3 pedone del nero · h3 pedone del bianco · a2 pedone del nero · f2 cavallo del nero · g2 alfiere del bianco · a1 re del bianco · b1 alfiere del nero · c1 cavallo del nero · d1 cavallo del bianco · g1 cavallo del bianco | a7 torre del nero · b7 pedone del nero · c7 pedone del bianco · d7 torre del bianco · g7 donna del bianco · d6 alfiere del nero · f6 alfiere del bianco · h6 torre del bianco · c5 pedone del nero · d5 pedone del nero · f5 re del nero · c4 torre del nero · g4 pedone del nero · b3 donna del nero · e3 pedone del nero · h3 pedone del bianco · a2 pedone del nero · f2 cavallo del nero · g2 alfiere del bianco · a1 re del bianco · b1 alfiere del nero · c1 cavallo del nero · d1 cavallo del bianco · g1 cavallo del bianco | a7 torre del nero · b7 pedone del nero · c7 pedone del bianco · d7 torre del bianco · g7 donna del bianco · d6 alfiere del nero · f6 alfiere del bianco · h6 torre del bianco · c5 pedone del nero · d5 pedone del nero · f5 re del nero · c4 torre del nero · g4 pedone del nero · b3 donna del nero · e3 pedone del nero · h3 pedone del bianco · a2 pedone del nero · f2 cavallo del nero · g2 alfiere del bianco · a1 re del bianco · b1 alfiere del nero · c1 cavallo del nero · d1 cavallo del bianco · g1 cavallo del bianco | a7 torre del nero · b7 pedone del nero · c7 pedone del bianco · d7 torre del bianco · g7 donna del bianco · d6 alfiere del nero · f6 alfiere del bianco · h6 torre del bianco · c5 pedone del nero · d5 pedone del nero · f5 re del nero · c4 torre del nero · g4 pedone del nero · b3 donna del nero · e3 pedone del nero · h3 pedone del bianco · a2 pedone del nero · f2 cavallo del nero · g2 alfiere del bianco · a1 re del bianco · b1 alfiere del nero · c1 cavallo del nero · d1 cavallo del bianco · g1 cavallo del bianco | a7 torre del nero · b7 pedone del nero · c7 pedone del bianco · d7 torre del bianco · g7 donna del bianco · d6 alfiere del nero · f6 alfiere del bianco · h6 torre del bianco · c5 pedone del nero · d5 pedone del nero · f5 re del nero · c4 torre del nero · g4 pedone del nero · b3 donna del nero · e3 pedone del nero · h3 pedone del bianco · a2 pedone del nero · f2 cavallo del nero · g2 alfiere del bianco · a1 re del bianco · b1 alfiere del nero · c1 cavallo del nero · d1 cavallo del bianco · g1 cavallo del bianco | 3 |
| 2 | a7 torre del nero · b7 pedone del nero · c7 pedone del bianco · d7 torre del bianco · g7 donna del bianco · d6 alfiere del nero · f6 alfiere del bianco · h6 torre del bianco · c5 pedone del nero · d5 pedone del nero · f5 re del nero · c4 torre del nero · g4 pedone del nero · b3 donna del nero · e3 pedone del nero · h3 pedone del bianco · a2 pedone del nero · f2 cavallo del nero · g2 alfiere del bianco · a1 re del bianco · b1 alfiere del nero · c1 cavallo del nero · d1 cavallo del bianco · g1 cavallo del bianco | a7 torre del nero · b7 pedone del nero · c7 pedone del bianco · d7 torre del bianco · g7 donna del bianco · d6 alfiere del nero · f6 alfiere del bianco · h6 torre del bianco · c5 pedone del nero · d5 pedone del nero · f5 re del nero · c4 torre del nero · g4 pedone del nero · b3 donna del nero · e3 pedone del nero · h3 pedone del bianco · a2 pedone del nero · f2 cavallo del nero · g2 alfiere del bianco · a1 re del bianco · b1 alfiere del nero · c1 cavallo del nero · d1 cavallo del bianco · g1 cavallo del bianco | a7 torre del nero · b7 pedone del nero · c7 pedone del bianco · d7 torre del bianco · g7 donna del bianco · d6 alfiere del nero · f6 alfiere del bianco · h6 torre del bianco · c5 pedone del nero · d5 pedone del nero · f5 re del nero · c4 torre del nero · g4 pedone del nero · b3 donna del nero · e3 pedone del nero · h3 pedone del bianco · a2 pedone del nero · f2 cavallo del nero · g2 alfiere del bianco · a1 re del bianco · b1 alfiere del nero · c1 cavallo del nero · d1 cavallo del bianco · g1 cavallo del bianco | a7 torre del nero · b7 pedone del nero · c7 pedone del bianco · d7 torre del bianco · g7 donna del bianco · d6 alfiere del nero · f6 alfiere del bianco · h6 torre del bianco · c5 pedone del nero · d5 pedone del nero · f5 re del nero · c4 torre del nero · g4 pedone del nero · b3 donna del nero · e3 pedone del nero · h3 pedone del bianco · a2 pedone del nero · f2 cavallo del nero · g2 alfiere del bianco · a1 re del bianco · b1 alfiere del nero · c1 cavallo del nero · d1 cavallo del bianco · g1 cavallo del bianco | a7 torre del nero · b7 pedone del nero · c7 pedone del bianco · d7 torre del bianco · g7 donna del bianco · d6 alfiere del nero · f6 alfiere del bianco · h6 torre del bianco · c5 pedone del nero · d5 pedone del nero · f5 re del nero · c4 torre del nero · g4 pedone del nero · b3 donna del nero · e3 pedone del nero · h3 pedone del bianco · a2 pedone del nero · f2 cavallo del nero · g2 alfiere del bianco · a1 re del bianco · b1 alfiere del nero · c1 cavallo del nero · d1 cavallo del bianco · g1 cavallo del bianco | a7 torre del nero · b7 pedone del nero · c7 pedone del bianco · d7 torre del bianco · g7 donna del bianco · d6 alfiere del nero · f6 alfiere del bianco · h6 torre del bianco · c5 pedone del nero · d5 pedone del nero · f5 re del nero · c4 torre del nero · g4 pedone del nero · b3 donna del nero · e3 pedone del nero · h3 pedone del bianco · a2 pedone del nero · f2 cavallo del nero · g2 alfiere del bianco · a1 re del bianco · b1 alfiere del nero · c1 cavallo del nero · d1 cavallo del bianco · g1 cavallo del bianco | a7 torre del nero · b7 pedone del nero · c7 pedone del bianco · d7 torre del bianco · g7 donna del bianco · d6 alfiere del nero · f6 alfiere del bianco · h6 torre del bianco · c5 pedone del nero · d5 pedone del nero · f5 re del nero · c4 torre del nero · g4 pedone del nero · b3 donna del nero · e3 pedone del nero · h3 pedone del bianco · a2 pedone del nero · f2 cavallo del nero · g2 alfiere del bianco · a1 re del bianco · b1 alfiere del nero · c1 cavallo del nero · d1 cavallo del bianco · g1 cavallo del bianco | a7 torre del nero · b7 pedone del nero · c7 pedone del bianco · d7 torre del bianco · g7 donna del bianco · d6 alfiere del nero · f6 alfiere del bianco · h6 torre del bianco · c5 pedone del nero · d5 pedone del nero · f5 re del nero · c4 torre del nero · g4 pedone del nero · b3 donna del nero · e3 pedone del nero · h3 pedone del bianco · a2 pedone del nero · f2 cavallo del nero · g2 alfiere del bianco · a1 re del bianco · b1 alfiere del nero · c1 cavallo del nero · d1 cavallo del bianco · g1 cavallo del bianco | 2 |
| 1 | a7 torre del nero · b7 pedone del nero · c7 pedone del bianco · d7 torre del bianco · g7 donna del bianco · d6 alfiere del nero · f6 alfiere del bianco · h6 torre del bianco · c5 pedone del nero · d5 pedone del nero · f5 re del nero · c4 torre del nero · g4 pedone del nero · b3 donna del nero · e3 pedone del nero · h3 pedone del bianco · a2 pedone del nero · f2 cavallo del nero · g2 alfiere del bianco · a1 re del bianco · b1 alfiere del nero · c1 cavallo del nero · d1 cavallo del bianco · g1 cavallo del bianco | a7 torre del nero · b7 pedone del nero · c7 pedone del bianco · d7 torre del bianco · g7 donna del bianco · d6 alfiere del nero · f6 alfiere del bianco · h6 torre del bianco · c5 pedone del nero · d5 pedone del nero · f5 re del nero · c4 torre del nero · g4 pedone del nero · b3 donna del nero · e3 pedone del nero · h3 pedone del bianco · a2 pedone del nero · f2 cavallo del nero · g2 alfiere del bianco · a1 re del bianco · b1 alfiere del nero · c1 cavallo del nero · d1 cavallo del bianco · g1 cavallo del bianco | a7 torre del nero · b7 pedone del nero · c7 pedone del bianco · d7 torre del bianco · g7 donna del bianco · d6 alfiere del nero · f6 alfiere del bianco · h6 torre del bianco · c5 pedone del nero · d5 pedone del nero · f5 re del nero · c4 torre del nero · g4 pedone del nero · b3 donna del nero · e3 pedone del nero · h3 pedone del bianco · a2 pedone del nero · f2 cavallo del nero · g2 alfiere del bianco · a1 re del bianco · b1 alfiere del nero · c1 cavallo del nero · d1 cavallo del bianco · g1 cavallo del bianco | a7 torre del nero · b7 pedone del nero · c7 pedone del bianco · d7 torre del bianco · g7 donna del bianco · d6 alfiere del nero · f6 alfiere del bianco · h6 torre del bianco · c5 pedone del nero · d5 pedone del nero · f5 re del nero · c4 torre del nero · g4 pedone del nero · b3 donna del nero · e3 pedone del nero · h3 pedone del bianco · a2 pedone del nero · f2 cavallo del nero · g2 alfiere del bianco · a1 re del bianco · b1 alfiere del nero · c1 cavallo del nero · d1 cavallo del bianco · g1 cavallo del bianco | a7 torre del nero · b7 pedone del nero · c7 pedone del bianco · d7 torre del bianco · g7 donna del bianco · d6 alfiere del nero · f6 alfiere del bianco · h6 torre del bianco · c5 pedone del nero · d5 pedone del nero · f5 re del nero · c4 torre del nero · g4 pedone del nero · b3 donna del nero · e3 pedone del nero · h3 pedone del bianco · a2 pedone del nero · f2 cavallo del nero · g2 alfiere del bianco · a1 re del bianco · b1 alfiere del nero · c1 cavallo del nero · d1 cavallo del bianco · g1 cavallo del bianco | a7 torre del nero · b7 pedone del nero · c7 pedone del bianco · d7 torre del bianco · g7 donna del bianco · d6 alfiere del nero · f6 alfiere del bianco · h6 torre del bianco · c5 pedone del nero · d5 pedone del nero · f5 re del nero · c4 torre del nero · g4 pedone del nero · b3 donna del nero · e3 pedone del nero · h3 pedone del bianco · a2 pedone del nero · f2 cavallo del nero · g2 alfiere del bianco · a1 re del bianco · b1 alfiere del nero · c1 cavallo del nero · d1 cavallo del bianco · g1 cavallo del bianco | a7 torre del nero · b7 pedone del nero · c7 pedone del bianco · d7 torre del bianco · g7 donna del bianco · d6 alfiere del nero · f6 alfiere del bianco · h6 torre del bianco · c5 pedone del nero · d5 pedone del nero · f5 re del nero · c4 torre del nero · g4 pedone del nero · b3 donna del nero · e3 pedone del nero · h3 pedone del bianco · a2 pedone del nero · f2 cavallo del nero · g2 alfiere del bianco · a1 re del bianco · b1 alfiere del nero · c1 cavallo del nero · d1 cavallo del bianco · g1 cavallo del bianco | a7 torre del nero · b7 pedone del nero · c7 pedone del bianco · d7 torre del bianco · g7 donna del bianco · d6 alfiere del nero · f6 alfiere del bianco · h6 torre del bianco · c5 pedone del nero · d5 pedone del nero · f5 re del nero · c4 torre del nero · g4 pedone del nero · b3 donna del nero · e3 pedone del nero · h3 pedone del bianco · a2 pedone del nero · f2 cavallo del nero · g2 alfiere del bianco · a1 re del bianco · b1 alfiere del nero · c1 cavallo del nero · d1 cavallo del bianco · g1 cavallo del bianco | 1 |
|   | a | b | c | d | e | f | g | h |   |

Soluzione:
* con mossa al bianco: 1. Tf7!
- con mossa al nero: 1. Db2+!

Questo problema di matto in due fu composto da Loyd per celebrare il Campionato del mondo Zukertort-Steinitz del 1886, primo campionato del mondo ufficiale.
Da notare che i pezzi sono disposti in modo da formare a sinistra la lettera Z (iniziale di Zukertort), e a destra la lettera S (iniziale di Steinitz). Inoltre il problema si può risolvere sia con mossa al bianco che con mossa al nero.

### Altri esempi
|   | a | b | c | d | e | f | g | h |   |
| 8 | g5 donna del bianco · e4 torre del bianco · c3 re del bianco · f3 pedone del nero · f2 re del nero · f1 alfiere del nero | g5 donna del bianco · e4 torre del bianco · c3 re del bianco · f3 pedone del nero · f2 re del nero · f1 alfiere del nero | g5 donna del bianco · e4 torre del bianco · c3 re del bianco · f3 pedone del nero · f2 re del nero · f1 alfiere del nero | g5 donna del bianco · e4 torre del bianco · c3 re del bianco · f3 pedone del nero · f2 re del nero · f1 alfiere del nero | g5 donna del bianco · e4 torre del bianco · c3 re del bianco · f3 pedone del nero · f2 re del nero · f1 alfiere del nero | g5 donna del bianco · e4 torre del bianco · c3 re del bianco · f3 pedone del nero · f2 re del nero · f1 alfiere del nero | g5 donna del bianco · e4 torre del bianco · c3 re del bianco · f3 pedone del nero · f2 re del nero · f1 alfiere del nero | g5 donna del bianco · e4 torre del bianco · c3 re del bianco · f3 pedone del nero · f2 re del nero · f1 alfiere del nero | 8 |
| 7 | g5 donna del bianco · e4 torre del bianco · c3 re del bianco · f3 pedone del nero · f2 re del nero · f1 alfiere del nero | g5 donna del bianco · e4 torre del bianco · c3 re del bianco · f3 pedone del nero · f2 re del nero · f1 alfiere del nero | g5 donna del bianco · e4 torre del bianco · c3 re del bianco · f3 pedone del nero · f2 re del nero · f1 alfiere del nero | g5 donna del bianco · e4 torre del bianco · c3 re del bianco · f3 pedone del nero · f2 re del nero · f1 alfiere del nero | g5 donna del bianco · e4 torre del bianco · c3 re del bianco · f3 pedone del nero · f2 re del nero · f1 alfiere del nero | g5 donna del bianco · e4 torre del bianco · c3 re del bianco · f3 pedone del nero · f2 re del nero · f1 alfiere del nero | g5 donna del bianco · e4 torre del bianco · c3 re del bianco · f3 pedone del nero · f2 re del nero · f1 alfiere del nero | g5 donna del bianco · e4 torre del bianco · c3 re del bianco · f3 pedone del nero · f2 re del nero · f1 alfiere del nero | 7 |
| 6 | g5 donna del bianco · e4 torre del bianco · c3 re del bianco · f3 pedone del nero · f2 re del nero · f1 alfiere del nero | g5 donna del bianco · e4 torre del bianco · c3 re del bianco · f3 pedone del nero · f2 re del nero · f1 alfiere del nero | g5 donna del bianco · e4 torre del bianco · c3 re del bianco · f3 pedone del nero · f2 re del nero · f1 alfiere del nero | g5 donna del bianco · e4 torre del bianco · c3 re del bianco · f3 pedone del nero · f2 re del nero · f1 alfiere del nero | g5 donna del bianco · e4 torre del bianco · c3 re del bianco · f3 pedone del nero · f2 re del nero · f1 alfiere del nero | g5 donna del bianco · e4 torre del bianco · c3 re del bianco · f3 pedone del nero · f2 re del nero · f1 alfiere del nero | g5 donna del bianco · e4 torre del bianco · c3 re del bianco · f3 pedone del nero · f2 re del nero · f1 alfiere del nero | g5 donna del bianco · e4 torre del bianco · c3 re del bianco · f3 pedone del nero · f2 re del nero · f1 alfiere del nero | 6 |
| 5 | g5 donna del bianco · e4 torre del bianco · c3 re del bianco · f3 pedone del nero · f2 re del nero · f1 alfiere del nero | g5 donna del bianco · e4 torre del bianco · c3 re del bianco · f3 pedone del nero · f2 re del nero · f1 alfiere del nero | g5 donna del bianco · e4 torre del bianco · c3 re del bianco · f3 pedone del nero · f2 re del nero · f1 alfiere del nero | g5 donna del bianco · e4 torre del bianco · c3 re del bianco · f3 pedone del nero · f2 re del nero · f1 alfiere del nero | g5 donna del bianco · e4 torre del bianco · c3 re del bianco · f3 pedone del nero · f2 re del nero · f1 alfiere del nero | g5 donna del bianco · e4 torre del bianco · c3 re del bianco · f3 pedone del nero · f2 re del nero · f1 alfiere del nero | g5 donna del bianco · e4 torre del bianco · c3 re del bianco · f3 pedone del nero · f2 re del nero · f1 alfiere del nero | g5 donna del bianco · e4 torre del bianco · c3 re del bianco · f3 pedone del nero · f2 re del nero · f1 alfiere del nero | 5 |
| 4 | g5 donna del bianco · e4 torre del bianco · c3 re del bianco · f3 pedone del nero · f2 re del nero · f1 alfiere del nero | g5 donna del bianco · e4 torre del bianco · c3 re del bianco · f3 pedone del nero · f2 re del nero · f1 alfiere del nero | g5 donna del bianco · e4 torre del bianco · c3 re del bianco · f3 pedone del nero · f2 re del nero · f1 alfiere del nero | g5 donna del bianco · e4 torre del bianco · c3 re del bianco · f3 pedone del nero · f2 re del nero · f1 alfiere del nero | g5 donna del bianco · e4 torre del bianco · c3 re del bianco · f3 pedone del nero · f2 re del nero · f1 alfiere del nero | g5 donna del bianco · e4 torre del bianco · c3 re del bianco · f3 pedone del nero · f2 re del nero · f1 alfiere del nero | g5 donna del bianco · e4 torre del bianco · c3 re del bianco · f3 pedone del nero · f2 re del nero · f1 alfiere del nero | g5 donna del bianco · e4 torre del bianco · c3 re del bianco · f3 pedone del nero · f2 re del nero · f1 alfiere del nero | 4 |
| 3 | g5 donna del bianco · e4 torre del bianco · c3 re del bianco · f3 pedone del nero · f2 re del nero · f1 alfiere del nero | g5 donna del bianco · e4 torre del bianco · c3 re del bianco · f3 pedone del nero · f2 re del nero · f1 alfiere del nero | g5 donna del bianco · e4 torre del bianco · c3 re del bianco · f3 pedone del nero · f2 re del nero · f1 alfiere del nero | g5 donna del bianco · e4 torre del bianco · c3 re del bianco · f3 pedone del nero · f2 re del nero · f1 alfiere del nero | g5 donna del bianco · e4 torre del bianco · c3 re del bianco · f3 pedone del nero · f2 re del nero · f1 alfiere del nero | g5 donna del bianco · e4 torre del bianco · c3 re del bianco · f3 pedone del nero · f2 re del nero · f1 alfiere del nero | g5 donna del bianco · e4 torre del bianco · c3 re del bianco · f3 pedone del nero · f2 re del nero · f1 alfiere del nero | g5 donna del bianco · e4 torre del bianco · c3 re del bianco · f3 pedone del nero · f2 re del nero · f1 alfiere del nero | 3 |
| 2 | g5 donna del bianco · e4 torre del bianco · c3 re del bianco · f3 pedone del nero · f2 re del nero · f1 alfiere del nero | g5 donna del bianco · e4 torre del bianco · c3 re del bianco · f3 pedone del nero · f2 re del nero · f1 alfiere del nero | g5 donna del bianco · e4 torre del bianco · c3 re del bianco · f3 pedone del nero · f2 re del nero · f1 alfiere del nero | g5 donna del bianco · e4 torre del bianco · c3 re del bianco · f3 pedone del nero · f2 re del nero · f1 alfiere del nero | g5 donna del bianco · e4 torre del bianco · c3 re del bianco · f3 pedone del nero · f2 re del nero · f1 alfiere del nero | g5 donna del bianco · e4 torre del bianco · c3 re del bianco · f3 pedone del nero · f2 re del nero · f1 alfiere del nero | g5 donna del bianco · e4 torre del bianco · c3 re del bianco · f3 pedone del nero · f2 re del nero · f1 alfiere del nero | g5 donna del bianco · e4 torre del bianco · c3 re del bianco · f3 pedone del nero · f2 re del nero · f1 alfiere del nero | 2 |
| 1 | g5 donna del bianco · e4 torre del bianco · c3 re del bianco · f3 pedone del nero · f2 re del nero · f1 alfiere del nero | g5 donna del bianco · e4 torre del bianco · c3 re del bianco · f3 pedone del nero · f2 re del nero · f1 alfiere del nero | g5 donna del bianco · e4 torre del bianco · c3 re del bianco · f3 pedone del nero · f2 re del nero · f1 alfiere del nero | g5 donna del bianco · e4 torre del bianco · c3 re del bianco · f3 pedone del nero · f2 re del nero · f1 alfiere del nero | g5 donna del bianco · e4 torre del bianco · c3 re del bianco · f3 pedone del nero · f2 re del nero · f1 alfiere del nero | g5 donna del bianco · e4 torre del bianco · c3 re del bianco · f3 pedone del nero · f2 re del nero · f1 alfiere del nero | g5 donna del bianco · e4 torre del bianco · c3 re del bianco · f3 pedone del nero · f2 re del nero · f1 alfiere del nero | g5 donna del bianco · e4 torre del bianco · c3 re del bianco · f3 pedone del nero · f2 re del nero · f1 alfiere del nero | 1 |
|   | a | b | c | d | e | f | g | h |   |

Soluzione:
1. Te1!!    Zugzwang
- 1. ...Rxe1 2. Dd2#
- 1. ...Ag2   2. Dh4#
- 1. ...altre mosse di Alfiere  2. Dg1#

|   | a | b | c | d | e | f | g | h |   |
| 8 | b8 alfiere del bianco · d7 donna del bianco · g6 torre del bianco · h6 cavallo del nero · e4 re del nero · b3 pedone del bianco · e3 pedone del nero · f3 donna del nero · a2 re del bianco · h1 alfiere del bianco | b8 alfiere del bianco · d7 donna del bianco · g6 torre del bianco · h6 cavallo del nero · e4 re del nero · b3 pedone del bianco · e3 pedone del nero · f3 donna del nero · a2 re del bianco · h1 alfiere del bianco | b8 alfiere del bianco · d7 donna del bianco · g6 torre del bianco · h6 cavallo del nero · e4 re del nero · b3 pedone del bianco · e3 pedone del nero · f3 donna del nero · a2 re del bianco · h1 alfiere del bianco | b8 alfiere del bianco · d7 donna del bianco · g6 torre del bianco · h6 cavallo del nero · e4 re del nero · b3 pedone del bianco · e3 pedone del nero · f3 donna del nero · a2 re del bianco · h1 alfiere del bianco | b8 alfiere del bianco · d7 donna del bianco · g6 torre del bianco · h6 cavallo del nero · e4 re del nero · b3 pedone del bianco · e3 pedone del nero · f3 donna del nero · a2 re del bianco · h1 alfiere del bianco | b8 alfiere del bianco · d7 donna del bianco · g6 torre del bianco · h6 cavallo del nero · e4 re del nero · b3 pedone del bianco · e3 pedone del nero · f3 donna del nero · a2 re del bianco · h1 alfiere del bianco | b8 alfiere del bianco · d7 donna del bianco · g6 torre del bianco · h6 cavallo del nero · e4 re del nero · b3 pedone del bianco · e3 pedone del nero · f3 donna del nero · a2 re del bianco · h1 alfiere del bianco | b8 alfiere del bianco · d7 donna del bianco · g6 torre del bianco · h6 cavallo del nero · e4 re del nero · b3 pedone del bianco · e3 pedone del nero · f3 donna del nero · a2 re del bianco · h1 alfiere del bianco | 8 |
| 7 | b8 alfiere del bianco · d7 donna del bianco · g6 torre del bianco · h6 cavallo del nero · e4 re del nero · b3 pedone del bianco · e3 pedone del nero · f3 donna del nero · a2 re del bianco · h1 alfiere del bianco | b8 alfiere del bianco · d7 donna del bianco · g6 torre del bianco · h6 cavallo del nero · e4 re del nero · b3 pedone del bianco · e3 pedone del nero · f3 donna del nero · a2 re del bianco · h1 alfiere del bianco | b8 alfiere del bianco · d7 donna del bianco · g6 torre del bianco · h6 cavallo del nero · e4 re del nero · b3 pedone del bianco · e3 pedone del nero · f3 donna del nero · a2 re del bianco · h1 alfiere del bianco | b8 alfiere del bianco · d7 donna del bianco · g6 torre del bianco · h6 cavallo del nero · e4 re del nero · b3 pedone del bianco · e3 pedone del nero · f3 donna del nero · a2 re del bianco · h1 alfiere del bianco | b8 alfiere del bianco · d7 donna del bianco · g6 torre del bianco · h6 cavallo del nero · e4 re del nero · b3 pedone del bianco · e3 pedone del nero · f3 donna del nero · a2 re del bianco · h1 alfiere del bianco | b8 alfiere del bianco · d7 donna del bianco · g6 torre del bianco · h6 cavallo del nero · e4 re del nero · b3 pedone del bianco · e3 pedone del nero · f3 donna del nero · a2 re del bianco · h1 alfiere del bianco | b8 alfiere del bianco · d7 donna del bianco · g6 torre del bianco · h6 cavallo del nero · e4 re del nero · b3 pedone del bianco · e3 pedone del nero · f3 donna del nero · a2 re del bianco · h1 alfiere del bianco | b8 alfiere del bianco · d7 donna del bianco · g6 torre del bianco · h6 cavallo del nero · e4 re del nero · b3 pedone del bianco · e3 pedone del nero · f3 donna del nero · a2 re del bianco · h1 alfiere del bianco | 7 |
| 6 | b8 alfiere del bianco · d7 donna del bianco · g6 torre del bianco · h6 cavallo del nero · e4 re del nero · b3 pedone del bianco · e3 pedone del nero · f3 donna del nero · a2 re del bianco · h1 alfiere del bianco | b8 alfiere del bianco · d7 donna del bianco · g6 torre del bianco · h6 cavallo del nero · e4 re del nero · b3 pedone del bianco · e3 pedone del nero · f3 donna del nero · a2 re del bianco · h1 alfiere del bianco | b8 alfiere del bianco · d7 donna del bianco · g6 torre del bianco · h6 cavallo del nero · e4 re del nero · b3 pedone del bianco · e3 pedone del nero · f3 donna del nero · a2 re del bianco · h1 alfiere del bianco | b8 alfiere del bianco · d7 donna del bianco · g6 torre del bianco · h6 cavallo del nero · e4 re del nero · b3 pedone del bianco · e3 pedone del nero · f3 donna del nero · a2 re del bianco · h1 alfiere del bianco | b8 alfiere del bianco · d7 donna del bianco · g6 torre del bianco · h6 cavallo del nero · e4 re del nero · b3 pedone del bianco · e3 pedone del nero · f3 donna del nero · a2 re del bianco · h1 alfiere del bianco | b8 alfiere del bianco · d7 donna del bianco · g6 torre del bianco · h6 cavallo del nero · e4 re del nero · b3 pedone del bianco · e3 pedone del nero · f3 donna del nero · a2 re del bianco · h1 alfiere del bianco | b8 alfiere del bianco · d7 donna del bianco · g6 torre del bianco · h6 cavallo del nero · e4 re del nero · b3 pedone del bianco · e3 pedone del nero · f3 donna del nero · a2 re del bianco · h1 alfiere del bianco | b8 alfiere del bianco · d7 donna del bianco · g6 torre del bianco · h6 cavallo del nero · e4 re del nero · b3 pedone del bianco · e3 pedone del nero · f3 donna del nero · a2 re del bianco · h1 alfiere del bianco | 6 |
| 5 | b8 alfiere del bianco · d7 donna del bianco · g6 torre del bianco · h6 cavallo del nero · e4 re del nero · b3 pedone del bianco · e3 pedone del nero · f3 donna del nero · a2 re del bianco · h1 alfiere del bianco | b8 alfiere del bianco · d7 donna del bianco · g6 torre del bianco · h6 cavallo del nero · e4 re del nero · b3 pedone del bianco · e3 pedone del nero · f3 donna del nero · a2 re del bianco · h1 alfiere del bianco | b8 alfiere del bianco · d7 donna del bianco · g6 torre del bianco · h6 cavallo del nero · e4 re del nero · b3 pedone del bianco · e3 pedone del nero · f3 donna del nero · a2 re del bianco · h1 alfiere del bianco | b8 alfiere del bianco · d7 donna del bianco · g6 torre del bianco · h6 cavallo del nero · e4 re del nero · b3 pedone del bianco · e3 pedone del nero · f3 donna del nero · a2 re del bianco · h1 alfiere del bianco | b8 alfiere del bianco · d7 donna del bianco · g6 torre del bianco · h6 cavallo del nero · e4 re del nero · b3 pedone del bianco · e3 pedone del nero · f3 donna del nero · a2 re del bianco · h1 alfiere del bianco | b8 alfiere del bianco · d7 donna del bianco · g6 torre del bianco · h6 cavallo del nero · e4 re del nero · b3 pedone del bianco · e3 pedone del nero · f3 donna del nero · a2 re del bianco · h1 alfiere del bianco | b8 alfiere del bianco · d7 donna del bianco · g6 torre del bianco · h6 cavallo del nero · e4 re del nero · b3 pedone del bianco · e3 pedone del nero · f3 donna del nero · a2 re del bianco · h1 alfiere del bianco | b8 alfiere del bianco · d7 donna del bianco · g6 torre del bianco · h6 cavallo del nero · e4 re del nero · b3 pedone del bianco · e3 pedone del nero · f3 donna del nero · a2 re del bianco · h1 alfiere del bianco | 5 |
| 4 | b8 alfiere del bianco · d7 donna del bianco · g6 torre del bianco · h6 cavallo del nero · e4 re del nero · b3 pedone del bianco · e3 pedone del nero · f3 donna del nero · a2 re del bianco · h1 alfiere del bianco | b8 alfiere del bianco · d7 donna del bianco · g6 torre del bianco · h6 cavallo del nero · e4 re del nero · b3 pedone del bianco · e3 pedone del nero · f3 donna del nero · a2 re del bianco · h1 alfiere del bianco | b8 alfiere del bianco · d7 donna del bianco · g6 torre del bianco · h6 cavallo del nero · e4 re del nero · b3 pedone del bianco · e3 pedone del nero · f3 donna del nero · a2 re del bianco · h1 alfiere del bianco | b8 alfiere del bianco · d7 donna del bianco · g6 torre del bianco · h6 cavallo del nero · e4 re del nero · b3 pedone del bianco · e3 pedone del nero · f3 donna del nero · a2 re del bianco · h1 alfiere del bianco | b8 alfiere del bianco · d7 donna del bianco · g6 torre del bianco · h6 cavallo del nero · e4 re del nero · b3 pedone del bianco · e3 pedone del nero · f3 donna del nero · a2 re del bianco · h1 alfiere del bianco | b8 alfiere del bianco · d7 donna del bianco · g6 torre del bianco · h6 cavallo del nero · e4 re del nero · b3 pedone del bianco · e3 pedone del nero · f3 donna del nero · a2 re del bianco · h1 alfiere del bianco | b8 alfiere del bianco · d7 donna del bianco · g6 torre del bianco · h6 cavallo del nero · e4 re del nero · b3 pedone del bianco · e3 pedone del nero · f3 donna del nero · a2 re del bianco · h1 alfiere del bianco | b8 alfiere del bianco · d7 donna del bianco · g6 torre del bianco · h6 cavallo del nero · e4 re del nero · b3 pedone del bianco · e3 pedone del nero · f3 donna del nero · a2 re del bianco · h1 alfiere del bianco | 4 |
| 3 | b8 alfiere del bianco · d7 donna del bianco · g6 torre del bianco · h6 cavallo del nero · e4 re del nero · b3 pedone del bianco · e3 pedone del nero · f3 donna del nero · a2 re del bianco · h1 alfiere del bianco | b8 alfiere del bianco · d7 donna del bianco · g6 torre del bianco · h6 cavallo del nero · e4 re del nero · b3 pedone del bianco · e3 pedone del nero · f3 donna del nero · a2 re del bianco · h1 alfiere del bianco | b8 alfiere del bianco · d7 donna del bianco · g6 torre del bianco · h6 cavallo del nero · e4 re del nero · b3 pedone del bianco · e3 pedone del nero · f3 donna del nero · a2 re del bianco · h1 alfiere del bianco | b8 alfiere del bianco · d7 donna del bianco · g6 torre del bianco · h6 cavallo del nero · e4 re del nero · b3 pedone del bianco · e3 pedone del nero · f3 donna del nero · a2 re del bianco · h1 alfiere del bianco | b8 alfiere del bianco · d7 donna del bianco · g6 torre del bianco · h6 cavallo del nero · e4 re del nero · b3 pedone del bianco · e3 pedone del nero · f3 donna del nero · a2 re del bianco · h1 alfiere del bianco | b8 alfiere del bianco · d7 donna del bianco · g6 torre del bianco · h6 cavallo del nero · e4 re del nero · b3 pedone del bianco · e3 pedone del nero · f3 donna del nero · a2 re del bianco · h1 alfiere del bianco | b8 alfiere del bianco · d7 donna del bianco · g6 torre del bianco · h6 cavallo del nero · e4 re del nero · b3 pedone del bianco · e3 pedone del nero · f3 donna del nero · a2 re del bianco · h1 alfiere del bianco | b8 alfiere del bianco · d7 donna del bianco · g6 torre del bianco · h6 cavallo del nero · e4 re del nero · b3 pedone del bianco · e3 pedone del nero · f3 donna del nero · a2 re del bianco · h1 alfiere del bianco | 3 |
| 2 | b8 alfiere del bianco · d7 donna del bianco · g6 torre del bianco · h6 cavallo del nero · e4 re del nero · b3 pedone del bianco · e3 pedone del nero · f3 donna del nero · a2 re del bianco · h1 alfiere del bianco | b8 alfiere del bianco · d7 donna del bianco · g6 torre del bianco · h6 cavallo del nero · e4 re del nero · b3 pedone del bianco · e3 pedone del nero · f3 donna del nero · a2 re del bianco · h1 alfiere del bianco | b8 alfiere del bianco · d7 donna del bianco · g6 torre del bianco · h6 cavallo del nero · e4 re del nero · b3 pedone del bianco · e3 pedone del nero · f3 donna del nero · a2 re del bianco · h1 alfiere del bianco | b8 alfiere del bianco · d7 donna del bianco · g6 torre del bianco · h6 cavallo del nero · e4 re del nero · b3 pedone del bianco · e3 pedone del nero · f3 donna del nero · a2 re del bianco · h1 alfiere del bianco | b8 alfiere del bianco · d7 donna del bianco · g6 torre del bianco · h6 cavallo del nero · e4 re del nero · b3 pedone del bianco · e3 pedone del nero · f3 donna del nero · a2 re del bianco · h1 alfiere del bianco | b8 alfiere del bianco · d7 donna del bianco · g6 torre del bianco · h6 cavallo del nero · e4 re del nero · b3 pedone del bianco · e3 pedone del nero · f3 donna del nero · a2 re del bianco · h1 alfiere del bianco | b8 alfiere del bianco · d7 donna del bianco · g6 torre del bianco · h6 cavallo del nero · e4 re del nero · b3 pedone del bianco · e3 pedone del nero · f3 donna del nero · a2 re del bianco · h1 alfiere del bianco | b8 alfiere del bianco · d7 donna del bianco · g6 torre del bianco · h6 cavallo del nero · e4 re del nero · b3 pedone del bianco · e3 pedone del nero · f3 donna del nero · a2 re del bianco · h1 alfiere del bianco | 2 |
| 1 | b8 alfiere del bianco · d7 donna del bianco · g6 torre del bianco · h6 cavallo del nero · e4 re del nero · b3 pedone del bianco · e3 pedone del nero · f3 donna del nero · a2 re del bianco · h1 alfiere del bianco | b8 alfiere del bianco · d7 donna del bianco · g6 torre del bianco · h6 cavallo del nero · e4 re del nero · b3 pedone del bianco · e3 pedone del nero · f3 donna del nero · a2 re del bianco · h1 alfiere del bianco | b8 alfiere del bianco · d7 donna del bianco · g6 torre del bianco · h6 cavallo del nero · e4 re del nero · b3 pedone del bianco · e3 pedone del nero · f3 donna del nero · a2 re del bianco · h1 alfiere del bianco | b8 alfiere del bianco · d7 donna del bianco · g6 torre del bianco · h6 cavallo del nero · e4 re del nero · b3 pedone del bianco · e3 pedone del nero · f3 donna del nero · a2 re del bianco · h1 alfiere del bianco | b8 alfiere del bianco · d7 donna del bianco · g6 torre del bianco · h6 cavallo del nero · e4 re del nero · b3 pedone del bianco · e3 pedone del nero · f3 donna del nero · a2 re del bianco · h1 alfiere del bianco | b8 alfiere del bianco · d7 donna del bianco · g6 torre del bianco · h6 cavallo del nero · e4 re del nero · b3 pedone del bianco · e3 pedone del nero · f3 donna del nero · a2 re del bianco · h1 alfiere del bianco | b8 alfiere del bianco · d7 donna del bianco · g6 torre del bianco · h6 cavallo del nero · e4 re del nero · b3 pedone del bianco · e3 pedone del nero · f3 donna del nero · a2 re del bianco · h1 alfiere del bianco | b8 alfiere del bianco · d7 donna del bianco · g6 torre del bianco · h6 cavallo del nero · e4 re del nero · b3 pedone del bianco · e3 pedone del nero · f3 donna del nero · a2 re del bianco · h1 alfiere del bianco | 1 |
|   | a | b | c | d | e | f | g | h |   |

Soluzione:
1. Tg2 !  (zugzwang)
1. ...Df2+  2. Txf2#

1. ...Dg3  2. Txg3#

1. ...Dxg2+  2. ABxg2#

|   | a | b | c | d | e | f | g | h |   |
| 8 | a8 torre del nero · g7 pedone del nero · g6 pedone del nero · h6 re del nero · e5 donna del bianco · g5 cavallo del bianco · g4 pedone del nero · h4 re del bianco · f3 cavallo del bianco · b1 alfiere del nero | a8 torre del nero · g7 pedone del nero · g6 pedone del nero · h6 re del nero · e5 donna del bianco · g5 cavallo del bianco · g4 pedone del nero · h4 re del bianco · f3 cavallo del bianco · b1 alfiere del nero | a8 torre del nero · g7 pedone del nero · g6 pedone del nero · h6 re del nero · e5 donna del bianco · g5 cavallo del bianco · g4 pedone del nero · h4 re del bianco · f3 cavallo del bianco · b1 alfiere del nero | a8 torre del nero · g7 pedone del nero · g6 pedone del nero · h6 re del nero · e5 donna del bianco · g5 cavallo del bianco · g4 pedone del nero · h4 re del bianco · f3 cavallo del bianco · b1 alfiere del nero | a8 torre del nero · g7 pedone del nero · g6 pedone del nero · h6 re del nero · e5 donna del bianco · g5 cavallo del bianco · g4 pedone del nero · h4 re del bianco · f3 cavallo del bianco · b1 alfiere del nero | a8 torre del nero · g7 pedone del nero · g6 pedone del nero · h6 re del nero · e5 donna del bianco · g5 cavallo del bianco · g4 pedone del nero · h4 re del bianco · f3 cavallo del bianco · b1 alfiere del nero | a8 torre del nero · g7 pedone del nero · g6 pedone del nero · h6 re del nero · e5 donna del bianco · g5 cavallo del bianco · g4 pedone del nero · h4 re del bianco · f3 cavallo del bianco · b1 alfiere del nero | a8 torre del nero · g7 pedone del nero · g6 pedone del nero · h6 re del nero · e5 donna del bianco · g5 cavallo del bianco · g4 pedone del nero · h4 re del bianco · f3 cavallo del bianco · b1 alfiere del nero | 8 |
| 7 | a8 torre del nero · g7 pedone del nero · g6 pedone del nero · h6 re del nero · e5 donna del bianco · g5 cavallo del bianco · g4 pedone del nero · h4 re del bianco · f3 cavallo del bianco · b1 alfiere del nero | a8 torre del nero · g7 pedone del nero · g6 pedone del nero · h6 re del nero · e5 donna del bianco · g5 cavallo del bianco · g4 pedone del nero · h4 re del bianco · f3 cavallo del bianco · b1 alfiere del nero | a8 torre del nero · g7 pedone del nero · g6 pedone del nero · h6 re del nero · e5 donna del bianco · g5 cavallo del bianco · g4 pedone del nero · h4 re del bianco · f3 cavallo del bianco · b1 alfiere del nero | a8 torre del nero · g7 pedone del nero · g6 pedone del nero · h6 re del nero · e5 donna del bianco · g5 cavallo del bianco · g4 pedone del nero · h4 re del bianco · f3 cavallo del bianco · b1 alfiere del nero | a8 torre del nero · g7 pedone del nero · g6 pedone del nero · h6 re del nero · e5 donna del bianco · g5 cavallo del bianco · g4 pedone del nero · h4 re del bianco · f3 cavallo del bianco · b1 alfiere del nero | a8 torre del nero · g7 pedone del nero · g6 pedone del nero · h6 re del nero · e5 donna del bianco · g5 cavallo del bianco · g4 pedone del nero · h4 re del bianco · f3 cavallo del bianco · b1 alfiere del nero | a8 torre del nero · g7 pedone del nero · g6 pedone del nero · h6 re del nero · e5 donna del bianco · g5 cavallo del bianco · g4 pedone del nero · h4 re del bianco · f3 cavallo del bianco · b1 alfiere del nero | a8 torre del nero · g7 pedone del nero · g6 pedone del nero · h6 re del nero · e5 donna del bianco · g5 cavallo del bianco · g4 pedone del nero · h4 re del bianco · f3 cavallo del bianco · b1 alfiere del nero | 7 |
| 6 | a8 torre del nero · g7 pedone del nero · g6 pedone del nero · h6 re del nero · e5 donna del bianco · g5 cavallo del bianco · g4 pedone del nero · h4 re del bianco · f3 cavallo del bianco · b1 alfiere del nero | a8 torre del nero · g7 pedone del nero · g6 pedone del nero · h6 re del nero · e5 donna del bianco · g5 cavallo del bianco · g4 pedone del nero · h4 re del bianco · f3 cavallo del bianco · b1 alfiere del nero | a8 torre del nero · g7 pedone del nero · g6 pedone del nero · h6 re del nero · e5 donna del bianco · g5 cavallo del bianco · g4 pedone del nero · h4 re del bianco · f3 cavallo del bianco · b1 alfiere del nero | a8 torre del nero · g7 pedone del nero · g6 pedone del nero · h6 re del nero · e5 donna del bianco · g5 cavallo del bianco · g4 pedone del nero · h4 re del bianco · f3 cavallo del bianco · b1 alfiere del nero | a8 torre del nero · g7 pedone del nero · g6 pedone del nero · h6 re del nero · e5 donna del bianco · g5 cavallo del bianco · g4 pedone del nero · h4 re del bianco · f3 cavallo del bianco · b1 alfiere del nero | a8 torre del nero · g7 pedone del nero · g6 pedone del nero · h6 re del nero · e5 donna del bianco · g5 cavallo del bianco · g4 pedone del nero · h4 re del bianco · f3 cavallo del bianco · b1 alfiere del nero | a8 torre del nero · g7 pedone del nero · g6 pedone del nero · h6 re del nero · e5 donna del bianco · g5 cavallo del bianco · g4 pedone del nero · h4 re del bianco · f3 cavallo del bianco · b1 alfiere del nero | a8 torre del nero · g7 pedone del nero · g6 pedone del nero · h6 re del nero · e5 donna del bianco · g5 cavallo del bianco · g4 pedone del nero · h4 re del bianco · f3 cavallo del bianco · b1 alfiere del nero | 6 |
| 5 | a8 torre del nero · g7 pedone del nero · g6 pedone del nero · h6 re del nero · e5 donna del bianco · g5 cavallo del bianco · g4 pedone del nero · h4 re del bianco · f3 cavallo del bianco · b1 alfiere del nero | a8 torre del nero · g7 pedone del nero · g6 pedone del nero · h6 re del nero · e5 donna del bianco · g5 cavallo del bianco · g4 pedone del nero · h4 re del bianco · f3 cavallo del bianco · b1 alfiere del nero | a8 torre del nero · g7 pedone del nero · g6 pedone del nero · h6 re del nero · e5 donna del bianco · g5 cavallo del bianco · g4 pedone del nero · h4 re del bianco · f3 cavallo del bianco · b1 alfiere del nero | a8 torre del nero · g7 pedone del nero · g6 pedone del nero · h6 re del nero · e5 donna del bianco · g5 cavallo del bianco · g4 pedone del nero · h4 re del bianco · f3 cavallo del bianco · b1 alfiere del nero | a8 torre del nero · g7 pedone del nero · g6 pedone del nero · h6 re del nero · e5 donna del bianco · g5 cavallo del bianco · g4 pedone del nero · h4 re del bianco · f3 cavallo del bianco · b1 alfiere del nero | a8 torre del nero · g7 pedone del nero · g6 pedone del nero · h6 re del nero · e5 donna del bianco · g5 cavallo del bianco · g4 pedone del nero · h4 re del bianco · f3 cavallo del bianco · b1 alfiere del nero | a8 torre del nero · g7 pedone del nero · g6 pedone del nero · h6 re del nero · e5 donna del bianco · g5 cavallo del bianco · g4 pedone del nero · h4 re del bianco · f3 cavallo del bianco · b1 alfiere del nero | a8 torre del nero · g7 pedone del nero · g6 pedone del nero · h6 re del nero · e5 donna del bianco · g5 cavallo del bianco · g4 pedone del nero · h4 re del bianco · f3 cavallo del bianco · b1 alfiere del nero | 5 |
| 4 | a8 torre del nero · g7 pedone del nero · g6 pedone del nero · h6 re del nero · e5 donna del bianco · g5 cavallo del bianco · g4 pedone del nero · h4 re del bianco · f3 cavallo del bianco · b1 alfiere del nero | a8 torre del nero · g7 pedone del nero · g6 pedone del nero · h6 re del nero · e5 donna del bianco · g5 cavallo del bianco · g4 pedone del nero · h4 re del bianco · f3 cavallo del bianco · b1 alfiere del nero | a8 torre del nero · g7 pedone del nero · g6 pedone del nero · h6 re del nero · e5 donna del bianco · g5 cavallo del bianco · g4 pedone del nero · h4 re del bianco · f3 cavallo del bianco · b1 alfiere del nero | a8 torre del nero · g7 pedone del nero · g6 pedone del nero · h6 re del nero · e5 donna del bianco · g5 cavallo del bianco · g4 pedone del nero · h4 re del bianco · f3 cavallo del bianco · b1 alfiere del nero | a8 torre del nero · g7 pedone del nero · g6 pedone del nero · h6 re del nero · e5 donna del bianco · g5 cavallo del bianco · g4 pedone del nero · h4 re del bianco · f3 cavallo del bianco · b1 alfiere del nero | a8 torre del nero · g7 pedone del nero · g6 pedone del nero · h6 re del nero · e5 donna del bianco · g5 cavallo del bianco · g4 pedone del nero · h4 re del bianco · f3 cavallo del bianco · b1 alfiere del nero | a8 torre del nero · g7 pedone del nero · g6 pedone del nero · h6 re del nero · e5 donna del bianco · g5 cavallo del bianco · g4 pedone del nero · h4 re del bianco · f3 cavallo del bianco · b1 alfiere del nero | a8 torre del nero · g7 pedone del nero · g6 pedone del nero · h6 re del nero · e5 donna del bianco · g5 cavallo del bianco · g4 pedone del nero · h4 re del bianco · f3 cavallo del bianco · b1 alfiere del nero | 4 |
| 3 | a8 torre del nero · g7 pedone del nero · g6 pedone del nero · h6 re del nero · e5 donna del bianco · g5 cavallo del bianco · g4 pedone del nero · h4 re del bianco · f3 cavallo del bianco · b1 alfiere del nero | a8 torre del nero · g7 pedone del nero · g6 pedone del nero · h6 re del nero · e5 donna del bianco · g5 cavallo del bianco · g4 pedone del nero · h4 re del bianco · f3 cavallo del bianco · b1 alfiere del nero | a8 torre del nero · g7 pedone del nero · g6 pedone del nero · h6 re del nero · e5 donna del bianco · g5 cavallo del bianco · g4 pedone del nero · h4 re del bianco · f3 cavallo del bianco · b1 alfiere del nero | a8 torre del nero · g7 pedone del nero · g6 pedone del nero · h6 re del nero · e5 donna del bianco · g5 cavallo del bianco · g4 pedone del nero · h4 re del bianco · f3 cavallo del bianco · b1 alfiere del nero | a8 torre del nero · g7 pedone del nero · g6 pedone del nero · h6 re del nero · e5 donna del bianco · g5 cavallo del bianco · g4 pedone del nero · h4 re del bianco · f3 cavallo del bianco · b1 alfiere del nero | a8 torre del nero · g7 pedone del nero · g6 pedone del nero · h6 re del nero · e5 donna del bianco · g5 cavallo del bianco · g4 pedone del nero · h4 re del bianco · f3 cavallo del bianco · b1 alfiere del nero | a8 torre del nero · g7 pedone del nero · g6 pedone del nero · h6 re del nero · e5 donna del bianco · g5 cavallo del bianco · g4 pedone del nero · h4 re del bianco · f3 cavallo del bianco · b1 alfiere del nero | a8 torre del nero · g7 pedone del nero · g6 pedone del nero · h6 re del nero · e5 donna del bianco · g5 cavallo del bianco · g4 pedone del nero · h4 re del bianco · f3 cavallo del bianco · b1 alfiere del nero | 3 |
| 2 | a8 torre del nero · g7 pedone del nero · g6 pedone del nero · h6 re del nero · e5 donna del bianco · g5 cavallo del bianco · g4 pedone del nero · h4 re del bianco · f3 cavallo del bianco · b1 alfiere del nero | a8 torre del nero · g7 pedone del nero · g6 pedone del nero · h6 re del nero · e5 donna del bianco · g5 cavallo del bianco · g4 pedone del nero · h4 re del bianco · f3 cavallo del bianco · b1 alfiere del nero | a8 torre del nero · g7 pedone del nero · g6 pedone del nero · h6 re del nero · e5 donna del bianco · g5 cavallo del bianco · g4 pedone del nero · h4 re del bianco · f3 cavallo del bianco · b1 alfiere del nero | a8 torre del nero · g7 pedone del nero · g6 pedone del nero · h6 re del nero · e5 donna del bianco · g5 cavallo del bianco · g4 pedone del nero · h4 re del bianco · f3 cavallo del bianco · b1 alfiere del nero | a8 torre del nero · g7 pedone del nero · g6 pedone del nero · h6 re del nero · e5 donna del bianco · g5 cavallo del bianco · g4 pedone del nero · h4 re del bianco · f3 cavallo del bianco · b1 alfiere del nero | a8 torre del nero · g7 pedone del nero · g6 pedone del nero · h6 re del nero · e5 donna del bianco · g5 cavallo del bianco · g4 pedone del nero · h4 re del bianco · f3 cavallo del bianco · b1 alfiere del nero | a8 torre del nero · g7 pedone del nero · g6 pedone del nero · h6 re del nero · e5 donna del bianco · g5 cavallo del bianco · g4 pedone del nero · h4 re del bianco · f3 cavallo del bianco · b1 alfiere del nero | a8 torre del nero · g7 pedone del nero · g6 pedone del nero · h6 re del nero · e5 donna del bianco · g5 cavallo del bianco · g4 pedone del nero · h4 re del bianco · f3 cavallo del bianco · b1 alfiere del nero | 2 |
| 1 | a8 torre del nero · g7 pedone del nero · g6 pedone del nero · h6 re del nero · e5 donna del bianco · g5 cavallo del bianco · g4 pedone del nero · h4 re del bianco · f3 cavallo del bianco · b1 alfiere del nero | a8 torre del nero · g7 pedone del nero · g6 pedone del nero · h6 re del nero · e5 donna del bianco · g5 cavallo del bianco · g4 pedone del nero · h4 re del bianco · f3 cavallo del bianco · b1 alfiere del nero | a8 torre del nero · g7 pedone del nero · g6 pedone del nero · h6 re del nero · e5 donna del bianco · g5 cavallo del bianco · g4 pedone del nero · h4 re del bianco · f3 cavallo del bianco · b1 alfiere del nero | a8 torre del nero · g7 pedone del nero · g6 pedone del nero · h6 re del nero · e5 donna del bianco · g5 cavallo del bianco · g4 pedone del nero · h4 re del bianco · f3 cavallo del bianco · b1 alfiere del nero | a8 torre del nero · g7 pedone del nero · g6 pedone del nero · h6 re del nero · e5 donna del bianco · g5 cavallo del bianco · g4 pedone del nero · h4 re del bianco · f3 cavallo del bianco · b1 alfiere del nero | a8 torre del nero · g7 pedone del nero · g6 pedone del nero · h6 re del nero · e5 donna del bianco · g5 cavallo del bianco · g4 pedone del nero · h4 re del bianco · f3 cavallo del bianco · b1 alfiere del nero | a8 torre del nero · g7 pedone del nero · g6 pedone del nero · h6 re del nero · e5 donna del bianco · g5 cavallo del bianco · g4 pedone del nero · h4 re del bianco · f3 cavallo del bianco · b1 alfiere del nero | a8 torre del nero · g7 pedone del nero · g6 pedone del nero · h6 re del nero · e5 donna del bianco · g5 cavallo del bianco · g4 pedone del nero · h4 re del bianco · f3 cavallo del bianco · b1 alfiere del nero | 1 |
|   | a | b | c | d | e | f | g | h |   |

Soluzione:
1.  Db8!!
- 1. ... Aa2 la risposta migliore; se 1. ...Txb8 2. Ce5 e il nero non può parare le due minacce 3. Cf7#  e 3. Cxg4#); se 1. ...Af5 2. Cf7+ Rh6 3. Cfg5#; se 1. ...gxf3 2. Dxa8 e poi 3. Dh8#.
- 2.  Dh2! Dopo aver provocato il blocco della casa a2 il bianco può realizzare l'idea di dare matto con 3. Rxg4# (o Rg3#); se avesse giocato subito Dh2 il nero si sarebbe difeso con 1. ...Ta2!

|   | a | b | c | d | e | f | g | h |   |
| 8 | c7 pedone del bianco · e7 donna del bianco · h7 alfiere del nero · c6 donna del nero · d6 pedone del nero · h6 cavallo del nero · f5 re del nero · h5 alfiere del bianco · f4 cavallo del bianco · h4 torre del bianco · e3 re del bianco · h2 alfiere del bianco | c7 pedone del bianco · e7 donna del bianco · h7 alfiere del nero · c6 donna del nero · d6 pedone del nero · h6 cavallo del nero · f5 re del nero · h5 alfiere del bianco · f4 cavallo del bianco · h4 torre del bianco · e3 re del bianco · h2 alfiere del bianco | c7 pedone del bianco · e7 donna del bianco · h7 alfiere del nero · c6 donna del nero · d6 pedone del nero · h6 cavallo del nero · f5 re del nero · h5 alfiere del bianco · f4 cavallo del bianco · h4 torre del bianco · e3 re del bianco · h2 alfiere del bianco | c7 pedone del bianco · e7 donna del bianco · h7 alfiere del nero · c6 donna del nero · d6 pedone del nero · h6 cavallo del nero · f5 re del nero · h5 alfiere del bianco · f4 cavallo del bianco · h4 torre del bianco · e3 re del bianco · h2 alfiere del bianco | c7 pedone del bianco · e7 donna del bianco · h7 alfiere del nero · c6 donna del nero · d6 pedone del nero · h6 cavallo del nero · f5 re del nero · h5 alfiere del bianco · f4 cavallo del bianco · h4 torre del bianco · e3 re del bianco · h2 alfiere del bianco | c7 pedone del bianco · e7 donna del bianco · h7 alfiere del nero · c6 donna del nero · d6 pedone del nero · h6 cavallo del nero · f5 re del nero · h5 alfiere del bianco · f4 cavallo del bianco · h4 torre del bianco · e3 re del bianco · h2 alfiere del bianco | c7 pedone del bianco · e7 donna del bianco · h7 alfiere del nero · c6 donna del nero · d6 pedone del nero · h6 cavallo del nero · f5 re del nero · h5 alfiere del bianco · f4 cavallo del bianco · h4 torre del bianco · e3 re del bianco · h2 alfiere del bianco | c7 pedone del bianco · e7 donna del bianco · h7 alfiere del nero · c6 donna del nero · d6 pedone del nero · h6 cavallo del nero · f5 re del nero · h5 alfiere del bianco · f4 cavallo del bianco · h4 torre del bianco · e3 re del bianco · h2 alfiere del bianco | 8 |
| 7 | c7 pedone del bianco · e7 donna del bianco · h7 alfiere del nero · c6 donna del nero · d6 pedone del nero · h6 cavallo del nero · f5 re del nero · h5 alfiere del bianco · f4 cavallo del bianco · h4 torre del bianco · e3 re del bianco · h2 alfiere del bianco | c7 pedone del bianco · e7 donna del bianco · h7 alfiere del nero · c6 donna del nero · d6 pedone del nero · h6 cavallo del nero · f5 re del nero · h5 alfiere del bianco · f4 cavallo del bianco · h4 torre del bianco · e3 re del bianco · h2 alfiere del bianco | c7 pedone del bianco · e7 donna del bianco · h7 alfiere del nero · c6 donna del nero · d6 pedone del nero · h6 cavallo del nero · f5 re del nero · h5 alfiere del bianco · f4 cavallo del bianco · h4 torre del bianco · e3 re del bianco · h2 alfiere del bianco | c7 pedone del bianco · e7 donna del bianco · h7 alfiere del nero · c6 donna del nero · d6 pedone del nero · h6 cavallo del nero · f5 re del nero · h5 alfiere del bianco · f4 cavallo del bianco · h4 torre del bianco · e3 re del bianco · h2 alfiere del bianco | c7 pedone del bianco · e7 donna del bianco · h7 alfiere del nero · c6 donna del nero · d6 pedone del nero · h6 cavallo del nero · f5 re del nero · h5 alfiere del bianco · f4 cavallo del bianco · h4 torre del bianco · e3 re del bianco · h2 alfiere del bianco | c7 pedone del bianco · e7 donna del bianco · h7 alfiere del nero · c6 donna del nero · d6 pedone del nero · h6 cavallo del nero · f5 re del nero · h5 alfiere del bianco · f4 cavallo del bianco · h4 torre del bianco · e3 re del bianco · h2 alfiere del bianco | c7 pedone del bianco · e7 donna del bianco · h7 alfiere del nero · c6 donna del nero · d6 pedone del nero · h6 cavallo del nero · f5 re del nero · h5 alfiere del bianco · f4 cavallo del bianco · h4 torre del bianco · e3 re del bianco · h2 alfiere del bianco | c7 pedone del bianco · e7 donna del bianco · h7 alfiere del nero · c6 donna del nero · d6 pedone del nero · h6 cavallo del nero · f5 re del nero · h5 alfiere del bianco · f4 cavallo del bianco · h4 torre del bianco · e3 re del bianco · h2 alfiere del bianco | 7 |
| 6 | c7 pedone del bianco · e7 donna del bianco · h7 alfiere del nero · c6 donna del nero · d6 pedone del nero · h6 cavallo del nero · f5 re del nero · h5 alfiere del bianco · f4 cavallo del bianco · h4 torre del bianco · e3 re del bianco · h2 alfiere del bianco | c7 pedone del bianco · e7 donna del bianco · h7 alfiere del nero · c6 donna del nero · d6 pedone del nero · h6 cavallo del nero · f5 re del nero · h5 alfiere del bianco · f4 cavallo del bianco · h4 torre del bianco · e3 re del bianco · h2 alfiere del bianco | c7 pedone del bianco · e7 donna del bianco · h7 alfiere del nero · c6 donna del nero · d6 pedone del nero · h6 cavallo del nero · f5 re del nero · h5 alfiere del bianco · f4 cavallo del bianco · h4 torre del bianco · e3 re del bianco · h2 alfiere del bianco | c7 pedone del bianco · e7 donna del bianco · h7 alfiere del nero · c6 donna del nero · d6 pedone del nero · h6 cavallo del nero · f5 re del nero · h5 alfiere del bianco · f4 cavallo del bianco · h4 torre del bianco · e3 re del bianco · h2 alfiere del bianco | c7 pedone del bianco · e7 donna del bianco · h7 alfiere del nero · c6 donna del nero · d6 pedone del nero · h6 cavallo del nero · f5 re del nero · h5 alfiere del bianco · f4 cavallo del bianco · h4 torre del bianco · e3 re del bianco · h2 alfiere del bianco | c7 pedone del bianco · e7 donna del bianco · h7 alfiere del nero · c6 donna del nero · d6 pedone del nero · h6 cavallo del nero · f5 re del nero · h5 alfiere del bianco · f4 cavallo del bianco · h4 torre del bianco · e3 re del bianco · h2 alfiere del bianco | c7 pedone del bianco · e7 donna del bianco · h7 alfiere del nero · c6 donna del nero · d6 pedone del nero · h6 cavallo del nero · f5 re del nero · h5 alfiere del bianco · f4 cavallo del bianco · h4 torre del bianco · e3 re del bianco · h2 alfiere del bianco | c7 pedone del bianco · e7 donna del bianco · h7 alfiere del nero · c6 donna del nero · d6 pedone del nero · h6 cavallo del nero · f5 re del nero · h5 alfiere del bianco · f4 cavallo del bianco · h4 torre del bianco · e3 re del bianco · h2 alfiere del bianco | 6 |
| 5 | c7 pedone del bianco · e7 donna del bianco · h7 alfiere del nero · c6 donna del nero · d6 pedone del nero · h6 cavallo del nero · f5 re del nero · h5 alfiere del bianco · f4 cavallo del bianco · h4 torre del bianco · e3 re del bianco · h2 alfiere del bianco | c7 pedone del bianco · e7 donna del bianco · h7 alfiere del nero · c6 donna del nero · d6 pedone del nero · h6 cavallo del nero · f5 re del nero · h5 alfiere del bianco · f4 cavallo del bianco · h4 torre del bianco · e3 re del bianco · h2 alfiere del bianco | c7 pedone del bianco · e7 donna del bianco · h7 alfiere del nero · c6 donna del nero · d6 pedone del nero · h6 cavallo del nero · f5 re del nero · h5 alfiere del bianco · f4 cavallo del bianco · h4 torre del bianco · e3 re del bianco · h2 alfiere del bianco | c7 pedone del bianco · e7 donna del bianco · h7 alfiere del nero · c6 donna del nero · d6 pedone del nero · h6 cavallo del nero · f5 re del nero · h5 alfiere del bianco · f4 cavallo del bianco · h4 torre del bianco · e3 re del bianco · h2 alfiere del bianco | c7 pedone del bianco · e7 donna del bianco · h7 alfiere del nero · c6 donna del nero · d6 pedone del nero · h6 cavallo del nero · f5 re del nero · h5 alfiere del bianco · f4 cavallo del bianco · h4 torre del bianco · e3 re del bianco · h2 alfiere del bianco | c7 pedone del bianco · e7 donna del bianco · h7 alfiere del nero · c6 donna del nero · d6 pedone del nero · h6 cavallo del nero · f5 re del nero · h5 alfiere del bianco · f4 cavallo del bianco · h4 torre del bianco · e3 re del bianco · h2 alfiere del bianco | c7 pedone del bianco · e7 donna del bianco · h7 alfiere del nero · c6 donna del nero · d6 pedone del nero · h6 cavallo del nero · f5 re del nero · h5 alfiere del bianco · f4 cavallo del bianco · h4 torre del bianco · e3 re del bianco · h2 alfiere del bianco | c7 pedone del bianco · e7 donna del bianco · h7 alfiere del nero · c6 donna del nero · d6 pedone del nero · h6 cavallo del nero · f5 re del nero · h5 alfiere del bianco · f4 cavallo del bianco · h4 torre del bianco · e3 re del bianco · h2 alfiere del bianco | 5 |
| 4 | c7 pedone del bianco · e7 donna del bianco · h7 alfiere del nero · c6 donna del nero · d6 pedone del nero · h6 cavallo del nero · f5 re del nero · h5 alfiere del bianco · f4 cavallo del bianco · h4 torre del bianco · e3 re del bianco · h2 alfiere del bianco | c7 pedone del bianco · e7 donna del bianco · h7 alfiere del nero · c6 donna del nero · d6 pedone del nero · h6 cavallo del nero · f5 re del nero · h5 alfiere del bianco · f4 cavallo del bianco · h4 torre del bianco · e3 re del bianco · h2 alfiere del bianco | c7 pedone del bianco · e7 donna del bianco · h7 alfiere del nero · c6 donna del nero · d6 pedone del nero · h6 cavallo del nero · f5 re del nero · h5 alfiere del bianco · f4 cavallo del bianco · h4 torre del bianco · e3 re del bianco · h2 alfiere del bianco | c7 pedone del bianco · e7 donna del bianco · h7 alfiere del nero · c6 donna del nero · d6 pedone del nero · h6 cavallo del nero · f5 re del nero · h5 alfiere del bianco · f4 cavallo del bianco · h4 torre del bianco · e3 re del bianco · h2 alfiere del bianco | c7 pedone del bianco · e7 donna del bianco · h7 alfiere del nero · c6 donna del nero · d6 pedone del nero · h6 cavallo del nero · f5 re del nero · h5 alfiere del bianco · f4 cavallo del bianco · h4 torre del bianco · e3 re del bianco · h2 alfiere del bianco | c7 pedone del bianco · e7 donna del bianco · h7 alfiere del nero · c6 donna del nero · d6 pedone del nero · h6 cavallo del nero · f5 re del nero · h5 alfiere del bianco · f4 cavallo del bianco · h4 torre del bianco · e3 re del bianco · h2 alfiere del bianco | c7 pedone del bianco · e7 donna del bianco · h7 alfiere del nero · c6 donna del nero · d6 pedone del nero · h6 cavallo del nero · f5 re del nero · h5 alfiere del bianco · f4 cavallo del bianco · h4 torre del bianco · e3 re del bianco · h2 alfiere del bianco | c7 pedone del bianco · e7 donna del bianco · h7 alfiere del nero · c6 donna del nero · d6 pedone del nero · h6 cavallo del nero · f5 re del nero · h5 alfiere del bianco · f4 cavallo del bianco · h4 torre del bianco · e3 re del bianco · h2 alfiere del bianco | 4 |
| 3 | c7 pedone del bianco · e7 donna del bianco · h7 alfiere del nero · c6 donna del nero · d6 pedone del nero · h6 cavallo del nero · f5 re del nero · h5 alfiere del bianco · f4 cavallo del bianco · h4 torre del bianco · e3 re del bianco · h2 alfiere del bianco | c7 pedone del bianco · e7 donna del bianco · h7 alfiere del nero · c6 donna del nero · d6 pedone del nero · h6 cavallo del nero · f5 re del nero · h5 alfiere del bianco · f4 cavallo del bianco · h4 torre del bianco · e3 re del bianco · h2 alfiere del bianco | c7 pedone del bianco · e7 donna del bianco · h7 alfiere del nero · c6 donna del nero · d6 pedone del nero · h6 cavallo del nero · f5 re del nero · h5 alfiere del bianco · f4 cavallo del bianco · h4 torre del bianco · e3 re del bianco · h2 alfiere del bianco | c7 pedone del bianco · e7 donna del bianco · h7 alfiere del nero · c6 donna del nero · d6 pedone del nero · h6 cavallo del nero · f5 re del nero · h5 alfiere del bianco · f4 cavallo del bianco · h4 torre del bianco · e3 re del bianco · h2 alfiere del bianco | c7 pedone del bianco · e7 donna del bianco · h7 alfiere del nero · c6 donna del nero · d6 pedone del nero · h6 cavallo del nero · f5 re del nero · h5 alfiere del bianco · f4 cavallo del bianco · h4 torre del bianco · e3 re del bianco · h2 alfiere del bianco | c7 pedone del bianco · e7 donna del bianco · h7 alfiere del nero · c6 donna del nero · d6 pedone del nero · h6 cavallo del nero · f5 re del nero · h5 alfiere del bianco · f4 cavallo del bianco · h4 torre del bianco · e3 re del bianco · h2 alfiere del bianco | c7 pedone del bianco · e7 donna del bianco · h7 alfiere del nero · c6 donna del nero · d6 pedone del nero · h6 cavallo del nero · f5 re del nero · h5 alfiere del bianco · f4 cavallo del bianco · h4 torre del bianco · e3 re del bianco · h2 alfiere del bianco | c7 pedone del bianco · e7 donna del bianco · h7 alfiere del nero · c6 donna del nero · d6 pedone del nero · h6 cavallo del nero · f5 re del nero · h5 alfiere del bianco · f4 cavallo del bianco · h4 torre del bianco · e3 re del bianco · h2 alfiere del bianco | 3 |
| 2 | c7 pedone del bianco · e7 donna del bianco · h7 alfiere del nero · c6 donna del nero · d6 pedone del nero · h6 cavallo del nero · f5 re del nero · h5 alfiere del bianco · f4 cavallo del bianco · h4 torre del bianco · e3 re del bianco · h2 alfiere del bianco | c7 pedone del bianco · e7 donna del bianco · h7 alfiere del nero · c6 donna del nero · d6 pedone del nero · h6 cavallo del nero · f5 re del nero · h5 alfiere del bianco · f4 cavallo del bianco · h4 torre del bianco · e3 re del bianco · h2 alfiere del bianco | c7 pedone del bianco · e7 donna del bianco · h7 alfiere del nero · c6 donna del nero · d6 pedone del nero · h6 cavallo del nero · f5 re del nero · h5 alfiere del bianco · f4 cavallo del bianco · h4 torre del bianco · e3 re del bianco · h2 alfiere del bianco | c7 pedone del bianco · e7 donna del bianco · h7 alfiere del nero · c6 donna del nero · d6 pedone del nero · h6 cavallo del nero · f5 re del nero · h5 alfiere del bianco · f4 cavallo del bianco · h4 torre del bianco · e3 re del bianco · h2 alfiere del bianco | c7 pedone del bianco · e7 donna del bianco · h7 alfiere del nero · c6 donna del nero · d6 pedone del nero · h6 cavallo del nero · f5 re del nero · h5 alfiere del bianco · f4 cavallo del bianco · h4 torre del bianco · e3 re del bianco · h2 alfiere del bianco | c7 pedone del bianco · e7 donna del bianco · h7 alfiere del nero · c6 donna del nero · d6 pedone del nero · h6 cavallo del nero · f5 re del nero · h5 alfiere del bianco · f4 cavallo del bianco · h4 torre del bianco · e3 re del bianco · h2 alfiere del bianco | c7 pedone del bianco · e7 donna del bianco · h7 alfiere del nero · c6 donna del nero · d6 pedone del nero · h6 cavallo del nero · f5 re del nero · h5 alfiere del bianco · f4 cavallo del bianco · h4 torre del bianco · e3 re del bianco · h2 alfiere del bianco | c7 pedone del bianco · e7 donna del bianco · h7 alfiere del nero · c6 donna del nero · d6 pedone del nero · h6 cavallo del nero · f5 re del nero · h5 alfiere del bianco · f4 cavallo del bianco · h4 torre del bianco · e3 re del bianco · h2 alfiere del bianco | 2 |
| 1 | c7 pedone del bianco · e7 donna del bianco · h7 alfiere del nero · c6 donna del nero · d6 pedone del nero · h6 cavallo del nero · f5 re del nero · h5 alfiere del bianco · f4 cavallo del bianco · h4 torre del bianco · e3 re del bianco · h2 alfiere del bianco | c7 pedone del bianco · e7 donna del bianco · h7 alfiere del nero · c6 donna del nero · d6 pedone del nero · h6 cavallo del nero · f5 re del nero · h5 alfiere del bianco · f4 cavallo del bianco · h4 torre del bianco · e3 re del bianco · h2 alfiere del bianco | c7 pedone del bianco · e7 donna del bianco · h7 alfiere del nero · c6 donna del nero · d6 pedone del nero · h6 cavallo del nero · f5 re del nero · h5 alfiere del bianco · f4 cavallo del bianco · h4 torre del bianco · e3 re del bianco · h2 alfiere del bianco | c7 pedone del bianco · e7 donna del bianco · h7 alfiere del nero · c6 donna del nero · d6 pedone del nero · h6 cavallo del nero · f5 re del nero · h5 alfiere del bianco · f4 cavallo del bianco · h4 torre del bianco · e3 re del bianco · h2 alfiere del bianco | c7 pedone del bianco · e7 donna del bianco · h7 alfiere del nero · c6 donna del nero · d6 pedone del nero · h6 cavallo del nero · f5 re del nero · h5 alfiere del bianco · f4 cavallo del bianco · h4 torre del bianco · e3 re del bianco · h2 alfiere del bianco | c7 pedone del bianco · e7 donna del bianco · h7 alfiere del nero · c6 donna del nero · d6 pedone del nero · h6 cavallo del nero · f5 re del nero · h5 alfiere del bianco · f4 cavallo del bianco · h4 torre del bianco · e3 re del bianco · h2 alfiere del bianco | c7 pedone del bianco · e7 donna del bianco · h7 alfiere del nero · c6 donna del nero · d6 pedone del nero · h6 cavallo del nero · f5 re del nero · h5 alfiere del bianco · f4 cavallo del bianco · h4 torre del bianco · e3 re del bianco · h2 alfiere del bianco | c7 pedone del bianco · e7 donna del bianco · h7 alfiere del nero · c6 donna del nero · d6 pedone del nero · h6 cavallo del nero · f5 re del nero · h5 alfiere del bianco · f4 cavallo del bianco · h4 torre del bianco · e3 re del bianco · h2 alfiere del bianco | 1 |
|   | a | b | c | d | e | f | g | h |   |

Soluzione:
1. Rd2!!

in una posizione aperta è difficile immaginare che il bianco possa fare una mossa "tranquilla" come questa, sottoponendosi a diversi scacchi di donna; lo scopo è di evitare lo scacco di cavallo nel seguito 2. Ag4+! Cxg4 3.Th5#.
- se 1. ...Dc1+ (c2+, c3+)  2. RxD ... 3. c8=D/A#
- se 1. ...Dd5+ (g2+)  2.CxD Ag8 3. Ce3#

|   | a | b | c | d | e | f | g | h |   |
| 8 | a6 re del bianco · c6 pedone del nero · e6 pedone del nero · g6 pedone del nero · a5 pedone del bianco · c5 pedone del nero · e5 pedone del bianco · g5 pedone del nero · a4 pedone del bianco · c4 pedone del nero · e4 re del nero · g4 pedone del nero · a3 pedone del bianco · c3 alfiere del bianco · e3 pedone del bianco · g3 pedone del nero · a2 pedone del bianco · c2 torre del bianco · e2 pedone del bianco · g2 cavallo del bianco | a6 re del bianco · c6 pedone del nero · e6 pedone del nero · g6 pedone del nero · a5 pedone del bianco · c5 pedone del nero · e5 pedone del bianco · g5 pedone del nero · a4 pedone del bianco · c4 pedone del nero · e4 re del nero · g4 pedone del nero · a3 pedone del bianco · c3 alfiere del bianco · e3 pedone del bianco · g3 pedone del nero · a2 pedone del bianco · c2 torre del bianco · e2 pedone del bianco · g2 cavallo del bianco | a6 re del bianco · c6 pedone del nero · e6 pedone del nero · g6 pedone del nero · a5 pedone del bianco · c5 pedone del nero · e5 pedone del bianco · g5 pedone del nero · a4 pedone del bianco · c4 pedone del nero · e4 re del nero · g4 pedone del nero · a3 pedone del bianco · c3 alfiere del bianco · e3 pedone del bianco · g3 pedone del nero · a2 pedone del bianco · c2 torre del bianco · e2 pedone del bianco · g2 cavallo del bianco | a6 re del bianco · c6 pedone del nero · e6 pedone del nero · g6 pedone del nero · a5 pedone del bianco · c5 pedone del nero · e5 pedone del bianco · g5 pedone del nero · a4 pedone del bianco · c4 pedone del nero · e4 re del nero · g4 pedone del nero · a3 pedone del bianco · c3 alfiere del bianco · e3 pedone del bianco · g3 pedone del nero · a2 pedone del bianco · c2 torre del bianco · e2 pedone del bianco · g2 cavallo del bianco | a6 re del bianco · c6 pedone del nero · e6 pedone del nero · g6 pedone del nero · a5 pedone del bianco · c5 pedone del nero · e5 pedone del bianco · g5 pedone del nero · a4 pedone del bianco · c4 pedone del nero · e4 re del nero · g4 pedone del nero · a3 pedone del bianco · c3 alfiere del bianco · e3 pedone del bianco · g3 pedone del nero · a2 pedone del bianco · c2 torre del bianco · e2 pedone del bianco · g2 cavallo del bianco | a6 re del bianco · c6 pedone del nero · e6 pedone del nero · g6 pedone del nero · a5 pedone del bianco · c5 pedone del nero · e5 pedone del bianco · g5 pedone del nero · a4 pedone del bianco · c4 pedone del nero · e4 re del nero · g4 pedone del nero · a3 pedone del bianco · c3 alfiere del bianco · e3 pedone del bianco · g3 pedone del nero · a2 pedone del bianco · c2 torre del bianco · e2 pedone del bianco · g2 cavallo del bianco | a6 re del bianco · c6 pedone del nero · e6 pedone del nero · g6 pedone del nero · a5 pedone del bianco · c5 pedone del nero · e5 pedone del bianco · g5 pedone del nero · a4 pedone del bianco · c4 pedone del nero · e4 re del nero · g4 pedone del nero · a3 pedone del bianco · c3 alfiere del bianco · e3 pedone del bianco · g3 pedone del nero · a2 pedone del bianco · c2 torre del bianco · e2 pedone del bianco · g2 cavallo del bianco | a6 re del bianco · c6 pedone del nero · e6 pedone del nero · g6 pedone del nero · a5 pedone del bianco · c5 pedone del nero · e5 pedone del bianco · g5 pedone del nero · a4 pedone del bianco · c4 pedone del nero · e4 re del nero · g4 pedone del nero · a3 pedone del bianco · c3 alfiere del bianco · e3 pedone del bianco · g3 pedone del nero · a2 pedone del bianco · c2 torre del bianco · e2 pedone del bianco · g2 cavallo del bianco | 8 |
| 7 | a6 re del bianco · c6 pedone del nero · e6 pedone del nero · g6 pedone del nero · a5 pedone del bianco · c5 pedone del nero · e5 pedone del bianco · g5 pedone del nero · a4 pedone del bianco · c4 pedone del nero · e4 re del nero · g4 pedone del nero · a3 pedone del bianco · c3 alfiere del bianco · e3 pedone del bianco · g3 pedone del nero · a2 pedone del bianco · c2 torre del bianco · e2 pedone del bianco · g2 cavallo del bianco | a6 re del bianco · c6 pedone del nero · e6 pedone del nero · g6 pedone del nero · a5 pedone del bianco · c5 pedone del nero · e5 pedone del bianco · g5 pedone del nero · a4 pedone del bianco · c4 pedone del nero · e4 re del nero · g4 pedone del nero · a3 pedone del bianco · c3 alfiere del bianco · e3 pedone del bianco · g3 pedone del nero · a2 pedone del bianco · c2 torre del bianco · e2 pedone del bianco · g2 cavallo del bianco | a6 re del bianco · c6 pedone del nero · e6 pedone del nero · g6 pedone del nero · a5 pedone del bianco · c5 pedone del nero · e5 pedone del bianco · g5 pedone del nero · a4 pedone del bianco · c4 pedone del nero · e4 re del nero · g4 pedone del nero · a3 pedone del bianco · c3 alfiere del bianco · e3 pedone del bianco · g3 pedone del nero · a2 pedone del bianco · c2 torre del bianco · e2 pedone del bianco · g2 cavallo del bianco | a6 re del bianco · c6 pedone del nero · e6 pedone del nero · g6 pedone del nero · a5 pedone del bianco · c5 pedone del nero · e5 pedone del bianco · g5 pedone del nero · a4 pedone del bianco · c4 pedone del nero · e4 re del nero · g4 pedone del nero · a3 pedone del bianco · c3 alfiere del bianco · e3 pedone del bianco · g3 pedone del nero · a2 pedone del bianco · c2 torre del bianco · e2 pedone del bianco · g2 cavallo del bianco | a6 re del bianco · c6 pedone del nero · e6 pedone del nero · g6 pedone del nero · a5 pedone del bianco · c5 pedone del nero · e5 pedone del bianco · g5 pedone del nero · a4 pedone del bianco · c4 pedone del nero · e4 re del nero · g4 pedone del nero · a3 pedone del bianco · c3 alfiere del bianco · e3 pedone del bianco · g3 pedone del nero · a2 pedone del bianco · c2 torre del bianco · e2 pedone del bianco · g2 cavallo del bianco | a6 re del bianco · c6 pedone del nero · e6 pedone del nero · g6 pedone del nero · a5 pedone del bianco · c5 pedone del nero · e5 pedone del bianco · g5 pedone del nero · a4 pedone del bianco · c4 pedone del nero · e4 re del nero · g4 pedone del nero · a3 pedone del bianco · c3 alfiere del bianco · e3 pedone del bianco · g3 pedone del nero · a2 pedone del bianco · c2 torre del bianco · e2 pedone del bianco · g2 cavallo del bianco | a6 re del bianco · c6 pedone del nero · e6 pedone del nero · g6 pedone del nero · a5 pedone del bianco · c5 pedone del nero · e5 pedone del bianco · g5 pedone del nero · a4 pedone del bianco · c4 pedone del nero · e4 re del nero · g4 pedone del nero · a3 pedone del bianco · c3 alfiere del bianco · e3 pedone del bianco · g3 pedone del nero · a2 pedone del bianco · c2 torre del bianco · e2 pedone del bianco · g2 cavallo del bianco | a6 re del bianco · c6 pedone del nero · e6 pedone del nero · g6 pedone del nero · a5 pedone del bianco · c5 pedone del nero · e5 pedone del bianco · g5 pedone del nero · a4 pedone del bianco · c4 pedone del nero · e4 re del nero · g4 pedone del nero · a3 pedone del bianco · c3 alfiere del bianco · e3 pedone del bianco · g3 pedone del nero · a2 pedone del bianco · c2 torre del bianco · e2 pedone del bianco · g2 cavallo del bianco | 7 |
| 6 | a6 re del bianco · c6 pedone del nero · e6 pedone del nero · g6 pedone del nero · a5 pedone del bianco · c5 pedone del nero · e5 pedone del bianco · g5 pedone del nero · a4 pedone del bianco · c4 pedone del nero · e4 re del nero · g4 pedone del nero · a3 pedone del bianco · c3 alfiere del bianco · e3 pedone del bianco · g3 pedone del nero · a2 pedone del bianco · c2 torre del bianco · e2 pedone del bianco · g2 cavallo del bianco | a6 re del bianco · c6 pedone del nero · e6 pedone del nero · g6 pedone del nero · a5 pedone del bianco · c5 pedone del nero · e5 pedone del bianco · g5 pedone del nero · a4 pedone del bianco · c4 pedone del nero · e4 re del nero · g4 pedone del nero · a3 pedone del bianco · c3 alfiere del bianco · e3 pedone del bianco · g3 pedone del nero · a2 pedone del bianco · c2 torre del bianco · e2 pedone del bianco · g2 cavallo del bianco | a6 re del bianco · c6 pedone del nero · e6 pedone del nero · g6 pedone del nero · a5 pedone del bianco · c5 pedone del nero · e5 pedone del bianco · g5 pedone del nero · a4 pedone del bianco · c4 pedone del nero · e4 re del nero · g4 pedone del nero · a3 pedone del bianco · c3 alfiere del bianco · e3 pedone del bianco · g3 pedone del nero · a2 pedone del bianco · c2 torre del bianco · e2 pedone del bianco · g2 cavallo del bianco | a6 re del bianco · c6 pedone del nero · e6 pedone del nero · g6 pedone del nero · a5 pedone del bianco · c5 pedone del nero · e5 pedone del bianco · g5 pedone del nero · a4 pedone del bianco · c4 pedone del nero · e4 re del nero · g4 pedone del nero · a3 pedone del bianco · c3 alfiere del bianco · e3 pedone del bianco · g3 pedone del nero · a2 pedone del bianco · c2 torre del bianco · e2 pedone del bianco · g2 cavallo del bianco | a6 re del bianco · c6 pedone del nero · e6 pedone del nero · g6 pedone del nero · a5 pedone del bianco · c5 pedone del nero · e5 pedone del bianco · g5 pedone del nero · a4 pedone del bianco · c4 pedone del nero · e4 re del nero · g4 pedone del nero · a3 pedone del bianco · c3 alfiere del bianco · e3 pedone del bianco · g3 pedone del nero · a2 pedone del bianco · c2 torre del bianco · e2 pedone del bianco · g2 cavallo del bianco | a6 re del bianco · c6 pedone del nero · e6 pedone del nero · g6 pedone del nero · a5 pedone del bianco · c5 pedone del nero · e5 pedone del bianco · g5 pedone del nero · a4 pedone del bianco · c4 pedone del nero · e4 re del nero · g4 pedone del nero · a3 pedone del bianco · c3 alfiere del bianco · e3 pedone del bianco · g3 pedone del nero · a2 pedone del bianco · c2 torre del bianco · e2 pedone del bianco · g2 cavallo del bianco | a6 re del bianco · c6 pedone del nero · e6 pedone del nero · g6 pedone del nero · a5 pedone del bianco · c5 pedone del nero · e5 pedone del bianco · g5 pedone del nero · a4 pedone del bianco · c4 pedone del nero · e4 re del nero · g4 pedone del nero · a3 pedone del bianco · c3 alfiere del bianco · e3 pedone del bianco · g3 pedone del nero · a2 pedone del bianco · c2 torre del bianco · e2 pedone del bianco · g2 cavallo del bianco | a6 re del bianco · c6 pedone del nero · e6 pedone del nero · g6 pedone del nero · a5 pedone del bianco · c5 pedone del nero · e5 pedone del bianco · g5 pedone del nero · a4 pedone del bianco · c4 pedone del nero · e4 re del nero · g4 pedone del nero · a3 pedone del bianco · c3 alfiere del bianco · e3 pedone del bianco · g3 pedone del nero · a2 pedone del bianco · c2 torre del bianco · e2 pedone del bianco · g2 cavallo del bianco | 6 |
| 5 | a6 re del bianco · c6 pedone del nero · e6 pedone del nero · g6 pedone del nero · a5 pedone del bianco · c5 pedone del nero · e5 pedone del bianco · g5 pedone del nero · a4 pedone del bianco · c4 pedone del nero · e4 re del nero · g4 pedone del nero · a3 pedone del bianco · c3 alfiere del bianco · e3 pedone del bianco · g3 pedone del nero · a2 pedone del bianco · c2 torre del bianco · e2 pedone del bianco · g2 cavallo del bianco | a6 re del bianco · c6 pedone del nero · e6 pedone del nero · g6 pedone del nero · a5 pedone del bianco · c5 pedone del nero · e5 pedone del bianco · g5 pedone del nero · a4 pedone del bianco · c4 pedone del nero · e4 re del nero · g4 pedone del nero · a3 pedone del bianco · c3 alfiere del bianco · e3 pedone del bianco · g3 pedone del nero · a2 pedone del bianco · c2 torre del bianco · e2 pedone del bianco · g2 cavallo del bianco | a6 re del bianco · c6 pedone del nero · e6 pedone del nero · g6 pedone del nero · a5 pedone del bianco · c5 pedone del nero · e5 pedone del bianco · g5 pedone del nero · a4 pedone del bianco · c4 pedone del nero · e4 re del nero · g4 pedone del nero · a3 pedone del bianco · c3 alfiere del bianco · e3 pedone del bianco · g3 pedone del nero · a2 pedone del bianco · c2 torre del bianco · e2 pedone del bianco · g2 cavallo del bianco | a6 re del bianco · c6 pedone del nero · e6 pedone del nero · g6 pedone del nero · a5 pedone del bianco · c5 pedone del nero · e5 pedone del bianco · g5 pedone del nero · a4 pedone del bianco · c4 pedone del nero · e4 re del nero · g4 pedone del nero · a3 pedone del bianco · c3 alfiere del bianco · e3 pedone del bianco · g3 pedone del nero · a2 pedone del bianco · c2 torre del bianco · e2 pedone del bianco · g2 cavallo del bianco | a6 re del bianco · c6 pedone del nero · e6 pedone del nero · g6 pedone del nero · a5 pedone del bianco · c5 pedone del nero · e5 pedone del bianco · g5 pedone del nero · a4 pedone del bianco · c4 pedone del nero · e4 re del nero · g4 pedone del nero · a3 pedone del bianco · c3 alfiere del bianco · e3 pedone del bianco · g3 pedone del nero · a2 pedone del bianco · c2 torre del bianco · e2 pedone del bianco · g2 cavallo del bianco | a6 re del bianco · c6 pedone del nero · e6 pedone del nero · g6 pedone del nero · a5 pedone del bianco · c5 pedone del nero · e5 pedone del bianco · g5 pedone del nero · a4 pedone del bianco · c4 pedone del nero · e4 re del nero · g4 pedone del nero · a3 pedone del bianco · c3 alfiere del bianco · e3 pedone del bianco · g3 pedone del nero · a2 pedone del bianco · c2 torre del bianco · e2 pedone del bianco · g2 cavallo del bianco | a6 re del bianco · c6 pedone del nero · e6 pedone del nero · g6 pedone del nero · a5 pedone del bianco · c5 pedone del nero · e5 pedone del bianco · g5 pedone del nero · a4 pedone del bianco · c4 pedone del nero · e4 re del nero · g4 pedone del nero · a3 pedone del bianco · c3 alfiere del bianco · e3 pedone del bianco · g3 pedone del nero · a2 pedone del bianco · c2 torre del bianco · e2 pedone del bianco · g2 cavallo del bianco | a6 re del bianco · c6 pedone del nero · e6 pedone del nero · g6 pedone del nero · a5 pedone del bianco · c5 pedone del nero · e5 pedone del bianco · g5 pedone del nero · a4 pedone del bianco · c4 pedone del nero · e4 re del nero · g4 pedone del nero · a3 pedone del bianco · c3 alfiere del bianco · e3 pedone del bianco · g3 pedone del nero · a2 pedone del bianco · c2 torre del bianco · e2 pedone del bianco · g2 cavallo del bianco | 5 |
| 4 | a6 re del bianco · c6 pedone del nero · e6 pedone del nero · g6 pedone del nero · a5 pedone del bianco · c5 pedone del nero · e5 pedone del bianco · g5 pedone del nero · a4 pedone del bianco · c4 pedone del nero · e4 re del nero · g4 pedone del nero · a3 pedone del bianco · c3 alfiere del bianco · e3 pedone del bianco · g3 pedone del nero · a2 pedone del bianco · c2 torre del bianco · e2 pedone del bianco · g2 cavallo del bianco | a6 re del bianco · c6 pedone del nero · e6 pedone del nero · g6 pedone del nero · a5 pedone del bianco · c5 pedone del nero · e5 pedone del bianco · g5 pedone del nero · a4 pedone del bianco · c4 pedone del nero · e4 re del nero · g4 pedone del nero · a3 pedone del bianco · c3 alfiere del bianco · e3 pedone del bianco · g3 pedone del nero · a2 pedone del bianco · c2 torre del bianco · e2 pedone del bianco · g2 cavallo del bianco | a6 re del bianco · c6 pedone del nero · e6 pedone del nero · g6 pedone del nero · a5 pedone del bianco · c5 pedone del nero · e5 pedone del bianco · g5 pedone del nero · a4 pedone del bianco · c4 pedone del nero · e4 re del nero · g4 pedone del nero · a3 pedone del bianco · c3 alfiere del bianco · e3 pedone del bianco · g3 pedone del nero · a2 pedone del bianco · c2 torre del bianco · e2 pedone del bianco · g2 cavallo del bianco | a6 re del bianco · c6 pedone del nero · e6 pedone del nero · g6 pedone del nero · a5 pedone del bianco · c5 pedone del nero · e5 pedone del bianco · g5 pedone del nero · a4 pedone del bianco · c4 pedone del nero · e4 re del nero · g4 pedone del nero · a3 pedone del bianco · c3 alfiere del bianco · e3 pedone del bianco · g3 pedone del nero · a2 pedone del bianco · c2 torre del bianco · e2 pedone del bianco · g2 cavallo del bianco | a6 re del bianco · c6 pedone del nero · e6 pedone del nero · g6 pedone del nero · a5 pedone del bianco · c5 pedone del nero · e5 pedone del bianco · g5 pedone del nero · a4 pedone del bianco · c4 pedone del nero · e4 re del nero · g4 pedone del nero · a3 pedone del bianco · c3 alfiere del bianco · e3 pedone del bianco · g3 pedone del nero · a2 pedone del bianco · c2 torre del bianco · e2 pedone del bianco · g2 cavallo del bianco | a6 re del bianco · c6 pedone del nero · e6 pedone del nero · g6 pedone del nero · a5 pedone del bianco · c5 pedone del nero · e5 pedone del bianco · g5 pedone del nero · a4 pedone del bianco · c4 pedone del nero · e4 re del nero · g4 pedone del nero · a3 pedone del bianco · c3 alfiere del bianco · e3 pedone del bianco · g3 pedone del nero · a2 pedone del bianco · c2 torre del bianco · e2 pedone del bianco · g2 cavallo del bianco | a6 re del bianco · c6 pedone del nero · e6 pedone del nero · g6 pedone del nero · a5 pedone del bianco · c5 pedone del nero · e5 pedone del bianco · g5 pedone del nero · a4 pedone del bianco · c4 pedone del nero · e4 re del nero · g4 pedone del nero · a3 pedone del bianco · c3 alfiere del bianco · e3 pedone del bianco · g3 pedone del nero · a2 pedone del bianco · c2 torre del bianco · e2 pedone del bianco · g2 cavallo del bianco | a6 re del bianco · c6 pedone del nero · e6 pedone del nero · g6 pedone del nero · a5 pedone del bianco · c5 pedone del nero · e5 pedone del bianco · g5 pedone del nero · a4 pedone del bianco · c4 pedone del nero · e4 re del nero · g4 pedone del nero · a3 pedone del bianco · c3 alfiere del bianco · e3 pedone del bianco · g3 pedone del nero · a2 pedone del bianco · c2 torre del bianco · e2 pedone del bianco · g2 cavallo del bianco | 4 |
| 3 | a6 re del bianco · c6 pedone del nero · e6 pedone del nero · g6 pedone del nero · a5 pedone del bianco · c5 pedone del nero · e5 pedone del bianco · g5 pedone del nero · a4 pedone del bianco · c4 pedone del nero · e4 re del nero · g4 pedone del nero · a3 pedone del bianco · c3 alfiere del bianco · e3 pedone del bianco · g3 pedone del nero · a2 pedone del bianco · c2 torre del bianco · e2 pedone del bianco · g2 cavallo del bianco | a6 re del bianco · c6 pedone del nero · e6 pedone del nero · g6 pedone del nero · a5 pedone del bianco · c5 pedone del nero · e5 pedone del bianco · g5 pedone del nero · a4 pedone del bianco · c4 pedone del nero · e4 re del nero · g4 pedone del nero · a3 pedone del bianco · c3 alfiere del bianco · e3 pedone del bianco · g3 pedone del nero · a2 pedone del bianco · c2 torre del bianco · e2 pedone del bianco · g2 cavallo del bianco | a6 re del bianco · c6 pedone del nero · e6 pedone del nero · g6 pedone del nero · a5 pedone del bianco · c5 pedone del nero · e5 pedone del bianco · g5 pedone del nero · a4 pedone del bianco · c4 pedone del nero · e4 re del nero · g4 pedone del nero · a3 pedone del bianco · c3 alfiere del bianco · e3 pedone del bianco · g3 pedone del nero · a2 pedone del bianco · c2 torre del bianco · e2 pedone del bianco · g2 cavallo del bianco | a6 re del bianco · c6 pedone del nero · e6 pedone del nero · g6 pedone del nero · a5 pedone del bianco · c5 pedone del nero · e5 pedone del bianco · g5 pedone del nero · a4 pedone del bianco · c4 pedone del nero · e4 re del nero · g4 pedone del nero · a3 pedone del bianco · c3 alfiere del bianco · e3 pedone del bianco · g3 pedone del nero · a2 pedone del bianco · c2 torre del bianco · e2 pedone del bianco · g2 cavallo del bianco | a6 re del bianco · c6 pedone del nero · e6 pedone del nero · g6 pedone del nero · a5 pedone del bianco · c5 pedone del nero · e5 pedone del bianco · g5 pedone del nero · a4 pedone del bianco · c4 pedone del nero · e4 re del nero · g4 pedone del nero · a3 pedone del bianco · c3 alfiere del bianco · e3 pedone del bianco · g3 pedone del nero · a2 pedone del bianco · c2 torre del bianco · e2 pedone del bianco · g2 cavallo del bianco | a6 re del bianco · c6 pedone del nero · e6 pedone del nero · g6 pedone del nero · a5 pedone del bianco · c5 pedone del nero · e5 pedone del bianco · g5 pedone del nero · a4 pedone del bianco · c4 pedone del nero · e4 re del nero · g4 pedone del nero · a3 pedone del bianco · c3 alfiere del bianco · e3 pedone del bianco · g3 pedone del nero · a2 pedone del bianco · c2 torre del bianco · e2 pedone del bianco · g2 cavallo del bianco | a6 re del bianco · c6 pedone del nero · e6 pedone del nero · g6 pedone del nero · a5 pedone del bianco · c5 pedone del nero · e5 pedone del bianco · g5 pedone del nero · a4 pedone del bianco · c4 pedone del nero · e4 re del nero · g4 pedone del nero · a3 pedone del bianco · c3 alfiere del bianco · e3 pedone del bianco · g3 pedone del nero · a2 pedone del bianco · c2 torre del bianco · e2 pedone del bianco · g2 cavallo del bianco | a6 re del bianco · c6 pedone del nero · e6 pedone del nero · g6 pedone del nero · a5 pedone del bianco · c5 pedone del nero · e5 pedone del bianco · g5 pedone del nero · a4 pedone del bianco · c4 pedone del nero · e4 re del nero · g4 pedone del nero · a3 pedone del bianco · c3 alfiere del bianco · e3 pedone del bianco · g3 pedone del nero · a2 pedone del bianco · c2 torre del bianco · e2 pedone del bianco · g2 cavallo del bianco | 3 |
| 2 | a6 re del bianco · c6 pedone del nero · e6 pedone del nero · g6 pedone del nero · a5 pedone del bianco · c5 pedone del nero · e5 pedone del bianco · g5 pedone del nero · a4 pedone del bianco · c4 pedone del nero · e4 re del nero · g4 pedone del nero · a3 pedone del bianco · c3 alfiere del bianco · e3 pedone del bianco · g3 pedone del nero · a2 pedone del bianco · c2 torre del bianco · e2 pedone del bianco · g2 cavallo del bianco | a6 re del bianco · c6 pedone del nero · e6 pedone del nero · g6 pedone del nero · a5 pedone del bianco · c5 pedone del nero · e5 pedone del bianco · g5 pedone del nero · a4 pedone del bianco · c4 pedone del nero · e4 re del nero · g4 pedone del nero · a3 pedone del bianco · c3 alfiere del bianco · e3 pedone del bianco · g3 pedone del nero · a2 pedone del bianco · c2 torre del bianco · e2 pedone del bianco · g2 cavallo del bianco | a6 re del bianco · c6 pedone del nero · e6 pedone del nero · g6 pedone del nero · a5 pedone del bianco · c5 pedone del nero · e5 pedone del bianco · g5 pedone del nero · a4 pedone del bianco · c4 pedone del nero · e4 re del nero · g4 pedone del nero · a3 pedone del bianco · c3 alfiere del bianco · e3 pedone del bianco · g3 pedone del nero · a2 pedone del bianco · c2 torre del bianco · e2 pedone del bianco · g2 cavallo del bianco | a6 re del bianco · c6 pedone del nero · e6 pedone del nero · g6 pedone del nero · a5 pedone del bianco · c5 pedone del nero · e5 pedone del bianco · g5 pedone del nero · a4 pedone del bianco · c4 pedone del nero · e4 re del nero · g4 pedone del nero · a3 pedone del bianco · c3 alfiere del bianco · e3 pedone del bianco · g3 pedone del nero · a2 pedone del bianco · c2 torre del bianco · e2 pedone del bianco · g2 cavallo del bianco | a6 re del bianco · c6 pedone del nero · e6 pedone del nero · g6 pedone del nero · a5 pedone del bianco · c5 pedone del nero · e5 pedone del bianco · g5 pedone del nero · a4 pedone del bianco · c4 pedone del nero · e4 re del nero · g4 pedone del nero · a3 pedone del bianco · c3 alfiere del bianco · e3 pedone del bianco · g3 pedone del nero · a2 pedone del bianco · c2 torre del bianco · e2 pedone del bianco · g2 cavallo del bianco | a6 re del bianco · c6 pedone del nero · e6 pedone del nero · g6 pedone del nero · a5 pedone del bianco · c5 pedone del nero · e5 pedone del bianco · g5 pedone del nero · a4 pedone del bianco · c4 pedone del nero · e4 re del nero · g4 pedone del nero · a3 pedone del bianco · c3 alfiere del bianco · e3 pedone del bianco · g3 pedone del nero · a2 pedone del bianco · c2 torre del bianco · e2 pedone del bianco · g2 cavallo del bianco | a6 re del bianco · c6 pedone del nero · e6 pedone del nero · g6 pedone del nero · a5 pedone del bianco · c5 pedone del nero · e5 pedone del bianco · g5 pedone del nero · a4 pedone del bianco · c4 pedone del nero · e4 re del nero · g4 pedone del nero · a3 pedone del bianco · c3 alfiere del bianco · e3 pedone del bianco · g3 pedone del nero · a2 pedone del bianco · c2 torre del bianco · e2 pedone del bianco · g2 cavallo del bianco | a6 re del bianco · c6 pedone del nero · e6 pedone del nero · g6 pedone del nero · a5 pedone del bianco · c5 pedone del nero · e5 pedone del bianco · g5 pedone del nero · a4 pedone del bianco · c4 pedone del nero · e4 re del nero · g4 pedone del nero · a3 pedone del bianco · c3 alfiere del bianco · e3 pedone del bianco · g3 pedone del nero · a2 pedone del bianco · c2 torre del bianco · e2 pedone del bianco · g2 cavallo del bianco | 2 |
| 1 | a6 re del bianco · c6 pedone del nero · e6 pedone del nero · g6 pedone del nero · a5 pedone del bianco · c5 pedone del nero · e5 pedone del bianco · g5 pedone del nero · a4 pedone del bianco · c4 pedone del nero · e4 re del nero · g4 pedone del nero · a3 pedone del bianco · c3 alfiere del bianco · e3 pedone del bianco · g3 pedone del nero · a2 pedone del bianco · c2 torre del bianco · e2 pedone del bianco · g2 cavallo del bianco | a6 re del bianco · c6 pedone del nero · e6 pedone del nero · g6 pedone del nero · a5 pedone del bianco · c5 pedone del nero · e5 pedone del bianco · g5 pedone del nero · a4 pedone del bianco · c4 pedone del nero · e4 re del nero · g4 pedone del nero · a3 pedone del bianco · c3 alfiere del bianco · e3 pedone del bianco · g3 pedone del nero · a2 pedone del bianco · c2 torre del bianco · e2 pedone del bianco · g2 cavallo del bianco | a6 re del bianco · c6 pedone del nero · e6 pedone del nero · g6 pedone del nero · a5 pedone del bianco · c5 pedone del nero · e5 pedone del bianco · g5 pedone del nero · a4 pedone del bianco · c4 pedone del nero · e4 re del nero · g4 pedone del nero · a3 pedone del bianco · c3 alfiere del bianco · e3 pedone del bianco · g3 pedone del nero · a2 pedone del bianco · c2 torre del bianco · e2 pedone del bianco · g2 cavallo del bianco | a6 re del bianco · c6 pedone del nero · e6 pedone del nero · g6 pedone del nero · a5 pedone del bianco · c5 pedone del nero · e5 pedone del bianco · g5 pedone del nero · a4 pedone del bianco · c4 pedone del nero · e4 re del nero · g4 pedone del nero · a3 pedone del bianco · c3 alfiere del bianco · e3 pedone del bianco · g3 pedone del nero · a2 pedone del bianco · c2 torre del bianco · e2 pedone del bianco · g2 cavallo del bianco | a6 re del bianco · c6 pedone del nero · e6 pedone del nero · g6 pedone del nero · a5 pedone del bianco · c5 pedone del nero · e5 pedone del bianco · g5 pedone del nero · a4 pedone del bianco · c4 pedone del nero · e4 re del nero · g4 pedone del nero · a3 pedone del bianco · c3 alfiere del bianco · e3 pedone del bianco · g3 pedone del nero · a2 pedone del bianco · c2 torre del bianco · e2 pedone del bianco · g2 cavallo del bianco | a6 re del bianco · c6 pedone del nero · e6 pedone del nero · g6 pedone del nero · a5 pedone del bianco · c5 pedone del nero · e5 pedone del bianco · g5 pedone del nero · a4 pedone del bianco · c4 pedone del nero · e4 re del nero · g4 pedone del nero · a3 pedone del bianco · c3 alfiere del bianco · e3 pedone del bianco · g3 pedone del nero · a2 pedone del bianco · c2 torre del bianco · e2 pedone del bianco · g2 cavallo del bianco | a6 re del bianco · c6 pedone del nero · e6 pedone del nero · g6 pedone del nero · a5 pedone del bianco · c5 pedone del nero · e5 pedone del bianco · g5 pedone del nero · a4 pedone del bianco · c4 pedone del nero · e4 re del nero · g4 pedone del nero · a3 pedone del bianco · c3 alfiere del bianco · e3 pedone del bianco · g3 pedone del nero · a2 pedone del bianco · c2 torre del bianco · e2 pedone del bianco · g2 cavallo del bianco | a6 re del bianco · c6 pedone del nero · e6 pedone del nero · g6 pedone del nero · a5 pedone del bianco · c5 pedone del nero · e5 pedone del bianco · g5 pedone del nero · a4 pedone del bianco · c4 pedone del nero · e4 re del nero · g4 pedone del nero · a3 pedone del bianco · c3 alfiere del bianco · e3 pedone del bianco · g3 pedone del nero · a2 pedone del bianco · c2 torre del bianco · e2 pedone del bianco · g2 cavallo del bianco | 1 |
|   | a | b | c | d | e | f | g | h |   |

|   | a | b | c | d | e | f | g | h |   |
| 8 | g8 torre del bianco · c7 re del bianco · f4 pedone del nero · g3 pedone del nero · c2 donna del bianco · f2 cavallo del bianco · g2 re del nero | g8 torre del bianco · c7 re del bianco · f4 pedone del nero · g3 pedone del nero · c2 donna del bianco · f2 cavallo del bianco · g2 re del nero | g8 torre del bianco · c7 re del bianco · f4 pedone del nero · g3 pedone del nero · c2 donna del bianco · f2 cavallo del bianco · g2 re del nero | g8 torre del bianco · c7 re del bianco · f4 pedone del nero · g3 pedone del nero · c2 donna del bianco · f2 cavallo del bianco · g2 re del nero | g8 torre del bianco · c7 re del bianco · f4 pedone del nero · g3 pedone del nero · c2 donna del bianco · f2 cavallo del bianco · g2 re del nero | g8 torre del bianco · c7 re del bianco · f4 pedone del nero · g3 pedone del nero · c2 donna del bianco · f2 cavallo del bianco · g2 re del nero | g8 torre del bianco · c7 re del bianco · f4 pedone del nero · g3 pedone del nero · c2 donna del bianco · f2 cavallo del bianco · g2 re del nero | g8 torre del bianco · c7 re del bianco · f4 pedone del nero · g3 pedone del nero · c2 donna del bianco · f2 cavallo del bianco · g2 re del nero | 8 |
| 7 | g8 torre del bianco · c7 re del bianco · f4 pedone del nero · g3 pedone del nero · c2 donna del bianco · f2 cavallo del bianco · g2 re del nero | g8 torre del bianco · c7 re del bianco · f4 pedone del nero · g3 pedone del nero · c2 donna del bianco · f2 cavallo del bianco · g2 re del nero | g8 torre del bianco · c7 re del bianco · f4 pedone del nero · g3 pedone del nero · c2 donna del bianco · f2 cavallo del bianco · g2 re del nero | g8 torre del bianco · c7 re del bianco · f4 pedone del nero · g3 pedone del nero · c2 donna del bianco · f2 cavallo del bianco · g2 re del nero | g8 torre del bianco · c7 re del bianco · f4 pedone del nero · g3 pedone del nero · c2 donna del bianco · f2 cavallo del bianco · g2 re del nero | g8 torre del bianco · c7 re del bianco · f4 pedone del nero · g3 pedone del nero · c2 donna del bianco · f2 cavallo del bianco · g2 re del nero | g8 torre del bianco · c7 re del bianco · f4 pedone del nero · g3 pedone del nero · c2 donna del bianco · f2 cavallo del bianco · g2 re del nero | g8 torre del bianco · c7 re del bianco · f4 pedone del nero · g3 pedone del nero · c2 donna del bianco · f2 cavallo del bianco · g2 re del nero | 7 |
| 6 | g8 torre del bianco · c7 re del bianco · f4 pedone del nero · g3 pedone del nero · c2 donna del bianco · f2 cavallo del bianco · g2 re del nero | g8 torre del bianco · c7 re del bianco · f4 pedone del nero · g3 pedone del nero · c2 donna del bianco · f2 cavallo del bianco · g2 re del nero | g8 torre del bianco · c7 re del bianco · f4 pedone del nero · g3 pedone del nero · c2 donna del bianco · f2 cavallo del bianco · g2 re del nero | g8 torre del bianco · c7 re del bianco · f4 pedone del nero · g3 pedone del nero · c2 donna del bianco · f2 cavallo del bianco · g2 re del nero | g8 torre del bianco · c7 re del bianco · f4 pedone del nero · g3 pedone del nero · c2 donna del bianco · f2 cavallo del bianco · g2 re del nero | g8 torre del bianco · c7 re del bianco · f4 pedone del nero · g3 pedone del nero · c2 donna del bianco · f2 cavallo del bianco · g2 re del nero | g8 torre del bianco · c7 re del bianco · f4 pedone del nero · g3 pedone del nero · c2 donna del bianco · f2 cavallo del bianco · g2 re del nero | g8 torre del bianco · c7 re del bianco · f4 pedone del nero · g3 pedone del nero · c2 donna del bianco · f2 cavallo del bianco · g2 re del nero | 6 |
| 5 | g8 torre del bianco · c7 re del bianco · f4 pedone del nero · g3 pedone del nero · c2 donna del bianco · f2 cavallo del bianco · g2 re del nero | g8 torre del bianco · c7 re del bianco · f4 pedone del nero · g3 pedone del nero · c2 donna del bianco · f2 cavallo del bianco · g2 re del nero | g8 torre del bianco · c7 re del bianco · f4 pedone del nero · g3 pedone del nero · c2 donna del bianco · f2 cavallo del bianco · g2 re del nero | g8 torre del bianco · c7 re del bianco · f4 pedone del nero · g3 pedone del nero · c2 donna del bianco · f2 cavallo del bianco · g2 re del nero | g8 torre del bianco · c7 re del bianco · f4 pedone del nero · g3 pedone del nero · c2 donna del bianco · f2 cavallo del bianco · g2 re del nero | g8 torre del bianco · c7 re del bianco · f4 pedone del nero · g3 pedone del nero · c2 donna del bianco · f2 cavallo del bianco · g2 re del nero | g8 torre del bianco · c7 re del bianco · f4 pedone del nero · g3 pedone del nero · c2 donna del bianco · f2 cavallo del bianco · g2 re del nero | g8 torre del bianco · c7 re del bianco · f4 pedone del nero · g3 pedone del nero · c2 donna del bianco · f2 cavallo del bianco · g2 re del nero | 5 |
| 4 | g8 torre del bianco · c7 re del bianco · f4 pedone del nero · g3 pedone del nero · c2 donna del bianco · f2 cavallo del bianco · g2 re del nero | g8 torre del bianco · c7 re del bianco · f4 pedone del nero · g3 pedone del nero · c2 donna del bianco · f2 cavallo del bianco · g2 re del nero | g8 torre del bianco · c7 re del bianco · f4 pedone del nero · g3 pedone del nero · c2 donna del bianco · f2 cavallo del bianco · g2 re del nero | g8 torre del bianco · c7 re del bianco · f4 pedone del nero · g3 pedone del nero · c2 donna del bianco · f2 cavallo del bianco · g2 re del nero | g8 torre del bianco · c7 re del bianco · f4 pedone del nero · g3 pedone del nero · c2 donna del bianco · f2 cavallo del bianco · g2 re del nero | g8 torre del bianco · c7 re del bianco · f4 pedone del nero · g3 pedone del nero · c2 donna del bianco · f2 cavallo del bianco · g2 re del nero | g8 torre del bianco · c7 re del bianco · f4 pedone del nero · g3 pedone del nero · c2 donna del bianco · f2 cavallo del bianco · g2 re del nero | g8 torre del bianco · c7 re del bianco · f4 pedone del nero · g3 pedone del nero · c2 donna del bianco · f2 cavallo del bianco · g2 re del nero | 4 |
| 3 | g8 torre del bianco · c7 re del bianco · f4 pedone del nero · g3 pedone del nero · c2 donna del bianco · f2 cavallo del bianco · g2 re del nero | g8 torre del bianco · c7 re del bianco · f4 pedone del nero · g3 pedone del nero · c2 donna del bianco · f2 cavallo del bianco · g2 re del nero | g8 torre del bianco · c7 re del bianco · f4 pedone del nero · g3 pedone del nero · c2 donna del bianco · f2 cavallo del bianco · g2 re del nero | g8 torre del bianco · c7 re del bianco · f4 pedone del nero · g3 pedone del nero · c2 donna del bianco · f2 cavallo del bianco · g2 re del nero | g8 torre del bianco · c7 re del bianco · f4 pedone del nero · g3 pedone del nero · c2 donna del bianco · f2 cavallo del bianco · g2 re del nero | g8 torre del bianco · c7 re del bianco · f4 pedone del nero · g3 pedone del nero · c2 donna del bianco · f2 cavallo del bianco · g2 re del nero | g8 torre del bianco · c7 re del bianco · f4 pedone del nero · g3 pedone del nero · c2 donna del bianco · f2 cavallo del bianco · g2 re del nero | g8 torre del bianco · c7 re del bianco · f4 pedone del nero · g3 pedone del nero · c2 donna del bianco · f2 cavallo del bianco · g2 re del nero | 3 |
| 2 | g8 torre del bianco · c7 re del bianco · f4 pedone del nero · g3 pedone del nero · c2 donna del bianco · f2 cavallo del bianco · g2 re del nero | g8 torre del bianco · c7 re del bianco · f4 pedone del nero · g3 pedone del nero · c2 donna del bianco · f2 cavallo del bianco · g2 re del nero | g8 torre del bianco · c7 re del bianco · f4 pedone del nero · g3 pedone del nero · c2 donna del bianco · f2 cavallo del bianco · g2 re del nero | g8 torre del bianco · c7 re del bianco · f4 pedone del nero · g3 pedone del nero · c2 donna del bianco · f2 cavallo del bianco · g2 re del nero | g8 torre del bianco · c7 re del bianco · f4 pedone del nero · g3 pedone del nero · c2 donna del bianco · f2 cavallo del bianco · g2 re del nero | g8 torre del bianco · c7 re del bianco · f4 pedone del nero · g3 pedone del nero · c2 donna del bianco · f2 cavallo del bianco · g2 re del nero | g8 torre del bianco · c7 re del bianco · f4 pedone del nero · g3 pedone del nero · c2 donna del bianco · f2 cavallo del bianco · g2 re del nero | g8 torre del bianco · c7 re del bianco · f4 pedone del nero · g3 pedone del nero · c2 donna del bianco · f2 cavallo del bianco · g2 re del nero | 2 |
| 1 | g8 torre del bianco · c7 re del bianco · f4 pedone del nero · g3 pedone del nero · c2 donna del bianco · f2 cavallo del bianco · g2 re del nero | g8 torre del bianco · c7 re del bianco · f4 pedone del nero · g3 pedone del nero · c2 donna del bianco · f2 cavallo del bianco · g2 re del nero | g8 torre del bianco · c7 re del bianco · f4 pedone del nero · g3 pedone del nero · c2 donna del bianco · f2 cavallo del bianco · g2 re del nero | g8 torre del bianco · c7 re del bianco · f4 pedone del nero · g3 pedone del nero · c2 donna del bianco · f2 cavallo del bianco · g2 re del nero | g8 torre del bianco · c7 re del bianco · f4 pedone del nero · g3 pedone del nero · c2 donna del bianco · f2 cavallo del bianco · g2 re del nero | g8 torre del bianco · c7 re del bianco · f4 pedone del nero · g3 pedone del nero · c2 donna del bianco · f2 cavallo del bianco · g2 re del nero | g8 torre del bianco · c7 re del bianco · f4 pedone del nero · g3 pedone del nero · c2 donna del bianco · f2 cavallo del bianco · g2 re del nero | g8 torre del bianco · c7 re del bianco · f4 pedone del nero · g3 pedone del nero · c2 donna del bianco · f2 cavallo del bianco · g2 re del nero | 1 |
|   | a | b | c | d | e | f | g | h |   |

Soluzione:
1. Cg4!+

- se il re si porta sulla prima traversa (Rf1, Rg1, Rh1) segue 2. Td8 e su qualunque mossa segue 3. Td1#;
- se 1. ...Rf3 il bianco fa una mossa d'attesa con il re sulle colonne b o d (es. 2. Rd6), costringendo il nero a giocare 2. ...g2, a cui segue 3. Dc6#;
- se 1. ...Rh3 il bianco gioca 2. Ch2! e su qualunque mossa 3. Dh7#; se 2. ...f3 segue 3. Th8#.

|   | a | b | c | d | e | f | g | h |   |
| 8 | a8 re del nero · b8 cavallo del bianco · c8 alfiere del nero · a7 pedone del bianco · b7 pedone del nero · c7 pedone del bianco · a6 cavallo del bianco · b6 pedone del bianco · c6 alfiere del bianco · h1 re del bianco | a8 re del nero · b8 cavallo del bianco · c8 alfiere del nero · a7 pedone del bianco · b7 pedone del nero · c7 pedone del bianco · a6 cavallo del bianco · b6 pedone del bianco · c6 alfiere del bianco · h1 re del bianco | a8 re del nero · b8 cavallo del bianco · c8 alfiere del nero · a7 pedone del bianco · b7 pedone del nero · c7 pedone del bianco · a6 cavallo del bianco · b6 pedone del bianco · c6 alfiere del bianco · h1 re del bianco | a8 re del nero · b8 cavallo del bianco · c8 alfiere del nero · a7 pedone del bianco · b7 pedone del nero · c7 pedone del bianco · a6 cavallo del bianco · b6 pedone del bianco · c6 alfiere del bianco · h1 re del bianco | a8 re del nero · b8 cavallo del bianco · c8 alfiere del nero · a7 pedone del bianco · b7 pedone del nero · c7 pedone del bianco · a6 cavallo del bianco · b6 pedone del bianco · c6 alfiere del bianco · h1 re del bianco | a8 re del nero · b8 cavallo del bianco · c8 alfiere del nero · a7 pedone del bianco · b7 pedone del nero · c7 pedone del bianco · a6 cavallo del bianco · b6 pedone del bianco · c6 alfiere del bianco · h1 re del bianco | a8 re del nero · b8 cavallo del bianco · c8 alfiere del nero · a7 pedone del bianco · b7 pedone del nero · c7 pedone del bianco · a6 cavallo del bianco · b6 pedone del bianco · c6 alfiere del bianco · h1 re del bianco | a8 re del nero · b8 cavallo del bianco · c8 alfiere del nero · a7 pedone del bianco · b7 pedone del nero · c7 pedone del bianco · a6 cavallo del bianco · b6 pedone del bianco · c6 alfiere del bianco · h1 re del bianco | 8 |
| 7 | a8 re del nero · b8 cavallo del bianco · c8 alfiere del nero · a7 pedone del bianco · b7 pedone del nero · c7 pedone del bianco · a6 cavallo del bianco · b6 pedone del bianco · c6 alfiere del bianco · h1 re del bianco | a8 re del nero · b8 cavallo del bianco · c8 alfiere del nero · a7 pedone del bianco · b7 pedone del nero · c7 pedone del bianco · a6 cavallo del bianco · b6 pedone del bianco · c6 alfiere del bianco · h1 re del bianco | a8 re del nero · b8 cavallo del bianco · c8 alfiere del nero · a7 pedone del bianco · b7 pedone del nero · c7 pedone del bianco · a6 cavallo del bianco · b6 pedone del bianco · c6 alfiere del bianco · h1 re del bianco | a8 re del nero · b8 cavallo del bianco · c8 alfiere del nero · a7 pedone del bianco · b7 pedone del nero · c7 pedone del bianco · a6 cavallo del bianco · b6 pedone del bianco · c6 alfiere del bianco · h1 re del bianco | a8 re del nero · b8 cavallo del bianco · c8 alfiere del nero · a7 pedone del bianco · b7 pedone del nero · c7 pedone del bianco · a6 cavallo del bianco · b6 pedone del bianco · c6 alfiere del bianco · h1 re del bianco | a8 re del nero · b8 cavallo del bianco · c8 alfiere del nero · a7 pedone del bianco · b7 pedone del nero · c7 pedone del bianco · a6 cavallo del bianco · b6 pedone del bianco · c6 alfiere del bianco · h1 re del bianco | a8 re del nero · b8 cavallo del bianco · c8 alfiere del nero · a7 pedone del bianco · b7 pedone del nero · c7 pedone del bianco · a6 cavallo del bianco · b6 pedone del bianco · c6 alfiere del bianco · h1 re del bianco | a8 re del nero · b8 cavallo del bianco · c8 alfiere del nero · a7 pedone del bianco · b7 pedone del nero · c7 pedone del bianco · a6 cavallo del bianco · b6 pedone del bianco · c6 alfiere del bianco · h1 re del bianco | 7 |
| 6 | a8 re del nero · b8 cavallo del bianco · c8 alfiere del nero · a7 pedone del bianco · b7 pedone del nero · c7 pedone del bianco · a6 cavallo del bianco · b6 pedone del bianco · c6 alfiere del bianco · h1 re del bianco | a8 re del nero · b8 cavallo del bianco · c8 alfiere del nero · a7 pedone del bianco · b7 pedone del nero · c7 pedone del bianco · a6 cavallo del bianco · b6 pedone del bianco · c6 alfiere del bianco · h1 re del bianco | a8 re del nero · b8 cavallo del bianco · c8 alfiere del nero · a7 pedone del bianco · b7 pedone del nero · c7 pedone del bianco · a6 cavallo del bianco · b6 pedone del bianco · c6 alfiere del bianco · h1 re del bianco | a8 re del nero · b8 cavallo del bianco · c8 alfiere del nero · a7 pedone del bianco · b7 pedone del nero · c7 pedone del bianco · a6 cavallo del bianco · b6 pedone del bianco · c6 alfiere del bianco · h1 re del bianco | a8 re del nero · b8 cavallo del bianco · c8 alfiere del nero · a7 pedone del bianco · b7 pedone del nero · c7 pedone del bianco · a6 cavallo del bianco · b6 pedone del bianco · c6 alfiere del bianco · h1 re del bianco | a8 re del nero · b8 cavallo del bianco · c8 alfiere del nero · a7 pedone del bianco · b7 pedone del nero · c7 pedone del bianco · a6 cavallo del bianco · b6 pedone del bianco · c6 alfiere del bianco · h1 re del bianco | a8 re del nero · b8 cavallo del bianco · c8 alfiere del nero · a7 pedone del bianco · b7 pedone del nero · c7 pedone del bianco · a6 cavallo del bianco · b6 pedone del bianco · c6 alfiere del bianco · h1 re del bianco | a8 re del nero · b8 cavallo del bianco · c8 alfiere del nero · a7 pedone del bianco · b7 pedone del nero · c7 pedone del bianco · a6 cavallo del bianco · b6 pedone del bianco · c6 alfiere del bianco · h1 re del bianco | 6 |
| 5 | a8 re del nero · b8 cavallo del bianco · c8 alfiere del nero · a7 pedone del bianco · b7 pedone del nero · c7 pedone del bianco · a6 cavallo del bianco · b6 pedone del bianco · c6 alfiere del bianco · h1 re del bianco | a8 re del nero · b8 cavallo del bianco · c8 alfiere del nero · a7 pedone del bianco · b7 pedone del nero · c7 pedone del bianco · a6 cavallo del bianco · b6 pedone del bianco · c6 alfiere del bianco · h1 re del bianco | a8 re del nero · b8 cavallo del bianco · c8 alfiere del nero · a7 pedone del bianco · b7 pedone del nero · c7 pedone del bianco · a6 cavallo del bianco · b6 pedone del bianco · c6 alfiere del bianco · h1 re del bianco | a8 re del nero · b8 cavallo del bianco · c8 alfiere del nero · a7 pedone del bianco · b7 pedone del nero · c7 pedone del bianco · a6 cavallo del bianco · b6 pedone del bianco · c6 alfiere del bianco · h1 re del bianco | a8 re del nero · b8 cavallo del bianco · c8 alfiere del nero · a7 pedone del bianco · b7 pedone del nero · c7 pedone del bianco · a6 cavallo del bianco · b6 pedone del bianco · c6 alfiere del bianco · h1 re del bianco | a8 re del nero · b8 cavallo del bianco · c8 alfiere del nero · a7 pedone del bianco · b7 pedone del nero · c7 pedone del bianco · a6 cavallo del bianco · b6 pedone del bianco · c6 alfiere del bianco · h1 re del bianco | a8 re del nero · b8 cavallo del bianco · c8 alfiere del nero · a7 pedone del bianco · b7 pedone del nero · c7 pedone del bianco · a6 cavallo del bianco · b6 pedone del bianco · c6 alfiere del bianco · h1 re del bianco | a8 re del nero · b8 cavallo del bianco · c8 alfiere del nero · a7 pedone del bianco · b7 pedone del nero · c7 pedone del bianco · a6 cavallo del bianco · b6 pedone del bianco · c6 alfiere del bianco · h1 re del bianco | 5 |
| 4 | a8 re del nero · b8 cavallo del bianco · c8 alfiere del nero · a7 pedone del bianco · b7 pedone del nero · c7 pedone del bianco · a6 cavallo del bianco · b6 pedone del bianco · c6 alfiere del bianco · h1 re del bianco | a8 re del nero · b8 cavallo del bianco · c8 alfiere del nero · a7 pedone del bianco · b7 pedone del nero · c7 pedone del bianco · a6 cavallo del bianco · b6 pedone del bianco · c6 alfiere del bianco · h1 re del bianco | a8 re del nero · b8 cavallo del bianco · c8 alfiere del nero · a7 pedone del bianco · b7 pedone del nero · c7 pedone del bianco · a6 cavallo del bianco · b6 pedone del bianco · c6 alfiere del bianco · h1 re del bianco | a8 re del nero · b8 cavallo del bianco · c8 alfiere del nero · a7 pedone del bianco · b7 pedone del nero · c7 pedone del bianco · a6 cavallo del bianco · b6 pedone del bianco · c6 alfiere del bianco · h1 re del bianco | a8 re del nero · b8 cavallo del bianco · c8 alfiere del nero · a7 pedone del bianco · b7 pedone del nero · c7 pedone del bianco · a6 cavallo del bianco · b6 pedone del bianco · c6 alfiere del bianco · h1 re del bianco | a8 re del nero · b8 cavallo del bianco · c8 alfiere del nero · a7 pedone del bianco · b7 pedone del nero · c7 pedone del bianco · a6 cavallo del bianco · b6 pedone del bianco · c6 alfiere del bianco · h1 re del bianco | a8 re del nero · b8 cavallo del bianco · c8 alfiere del nero · a7 pedone del bianco · b7 pedone del nero · c7 pedone del bianco · a6 cavallo del bianco · b6 pedone del bianco · c6 alfiere del bianco · h1 re del bianco | a8 re del nero · b8 cavallo del bianco · c8 alfiere del nero · a7 pedone del bianco · b7 pedone del nero · c7 pedone del bianco · a6 cavallo del bianco · b6 pedone del bianco · c6 alfiere del bianco · h1 re del bianco | 4 |
| 3 | a8 re del nero · b8 cavallo del bianco · c8 alfiere del nero · a7 pedone del bianco · b7 pedone del nero · c7 pedone del bianco · a6 cavallo del bianco · b6 pedone del bianco · c6 alfiere del bianco · h1 re del bianco | a8 re del nero · b8 cavallo del bianco · c8 alfiere del nero · a7 pedone del bianco · b7 pedone del nero · c7 pedone del bianco · a6 cavallo del bianco · b6 pedone del bianco · c6 alfiere del bianco · h1 re del bianco | a8 re del nero · b8 cavallo del bianco · c8 alfiere del nero · a7 pedone del bianco · b7 pedone del nero · c7 pedone del bianco · a6 cavallo del bianco · b6 pedone del bianco · c6 alfiere del bianco · h1 re del bianco | a8 re del nero · b8 cavallo del bianco · c8 alfiere del nero · a7 pedone del bianco · b7 pedone del nero · c7 pedone del bianco · a6 cavallo del bianco · b6 pedone del bianco · c6 alfiere del bianco · h1 re del bianco | a8 re del nero · b8 cavallo del bianco · c8 alfiere del nero · a7 pedone del bianco · b7 pedone del nero · c7 pedone del bianco · a6 cavallo del bianco · b6 pedone del bianco · c6 alfiere del bianco · h1 re del bianco | a8 re del nero · b8 cavallo del bianco · c8 alfiere del nero · a7 pedone del bianco · b7 pedone del nero · c7 pedone del bianco · a6 cavallo del bianco · b6 pedone del bianco · c6 alfiere del bianco · h1 re del bianco | a8 re del nero · b8 cavallo del bianco · c8 alfiere del nero · a7 pedone del bianco · b7 pedone del nero · c7 pedone del bianco · a6 cavallo del bianco · b6 pedone del bianco · c6 alfiere del bianco · h1 re del bianco | a8 re del nero · b8 cavallo del bianco · c8 alfiere del nero · a7 pedone del bianco · b7 pedone del nero · c7 pedone del bianco · a6 cavallo del bianco · b6 pedone del bianco · c6 alfiere del bianco · h1 re del bianco | 3 |
| 2 | a8 re del nero · b8 cavallo del bianco · c8 alfiere del nero · a7 pedone del bianco · b7 pedone del nero · c7 pedone del bianco · a6 cavallo del bianco · b6 pedone del bianco · c6 alfiere del bianco · h1 re del bianco | a8 re del nero · b8 cavallo del bianco · c8 alfiere del nero · a7 pedone del bianco · b7 pedone del nero · c7 pedone del bianco · a6 cavallo del bianco · b6 pedone del bianco · c6 alfiere del bianco · h1 re del bianco | a8 re del nero · b8 cavallo del bianco · c8 alfiere del nero · a7 pedone del bianco · b7 pedone del nero · c7 pedone del bianco · a6 cavallo del bianco · b6 pedone del bianco · c6 alfiere del bianco · h1 re del bianco | a8 re del nero · b8 cavallo del bianco · c8 alfiere del nero · a7 pedone del bianco · b7 pedone del nero · c7 pedone del bianco · a6 cavallo del bianco · b6 pedone del bianco · c6 alfiere del bianco · h1 re del bianco | a8 re del nero · b8 cavallo del bianco · c8 alfiere del nero · a7 pedone del bianco · b7 pedone del nero · c7 pedone del bianco · a6 cavallo del bianco · b6 pedone del bianco · c6 alfiere del bianco · h1 re del bianco | a8 re del nero · b8 cavallo del bianco · c8 alfiere del nero · a7 pedone del bianco · b7 pedone del nero · c7 pedone del bianco · a6 cavallo del bianco · b6 pedone del bianco · c6 alfiere del bianco · h1 re del bianco | a8 re del nero · b8 cavallo del bianco · c8 alfiere del nero · a7 pedone del bianco · b7 pedone del nero · c7 pedone del bianco · a6 cavallo del bianco · b6 pedone del bianco · c6 alfiere del bianco · h1 re del bianco | a8 re del nero · b8 cavallo del bianco · c8 alfiere del nero · a7 pedone del bianco · b7 pedone del nero · c7 pedone del bianco · a6 cavallo del bianco · b6 pedone del bianco · c6 alfiere del bianco · h1 re del bianco | 2 |
| 1 | a8 re del nero · b8 cavallo del bianco · c8 alfiere del nero · a7 pedone del bianco · b7 pedone del nero · c7 pedone del bianco · a6 cavallo del bianco · b6 pedone del bianco · c6 alfiere del bianco · h1 re del bianco | a8 re del nero · b8 cavallo del bianco · c8 alfiere del nero · a7 pedone del bianco · b7 pedone del nero · c7 pedone del bianco · a6 cavallo del bianco · b6 pedone del bianco · c6 alfiere del bianco · h1 re del bianco | a8 re del nero · b8 cavallo del bianco · c8 alfiere del nero · a7 pedone del bianco · b7 pedone del nero · c7 pedone del bianco · a6 cavallo del bianco · b6 pedone del bianco · c6 alfiere del bianco · h1 re del bianco | a8 re del nero · b8 cavallo del bianco · c8 alfiere del nero · a7 pedone del bianco · b7 pedone del nero · c7 pedone del bianco · a6 cavallo del bianco · b6 pedone del bianco · c6 alfiere del bianco · h1 re del bianco | a8 re del nero · b8 cavallo del bianco · c8 alfiere del nero · a7 pedone del bianco · b7 pedone del nero · c7 pedone del bianco · a6 cavallo del bianco · b6 pedone del bianco · c6 alfiere del bianco · h1 re del bianco | a8 re del nero · b8 cavallo del bianco · c8 alfiere del nero · a7 pedone del bianco · b7 pedone del nero · c7 pedone del bianco · a6 cavallo del bianco · b6 pedone del bianco · c6 alfiere del bianco · h1 re del bianco | a8 re del nero · b8 cavallo del bianco · c8 alfiere del nero · a7 pedone del bianco · b7 pedone del nero · c7 pedone del bianco · a6 cavallo del bianco · b6 pedone del bianco · c6 alfiere del bianco · h1 re del bianco | a8 re del nero · b8 cavallo del bianco · c8 alfiere del nero · a7 pedone del bianco · b7 pedone del nero · c7 pedone del bianco · a6 cavallo del bianco · b6 pedone del bianco · c6 alfiere del bianco · h1 re del bianco | 1 |
|   | a | b | c | d | e | f | g | h |   |

Soluzione:
1. Ag2!   L'alfiere si avvicina al suo re e gli comunica che ha trovato la soluzione.
- 1. ...Ah3  2. Axh3 bxa6  3. Ag2#.
- 1. ... altre mosse di alfiere  2. c8=D, ...  3. Cc7#